# Liste der Kulturdenkmale in Annaberg (L–Z)
Die Liste der Kulturdenkmale in Annaberg enthält die Kulturdenkmale des Stadtteils Annaberg der sächsischen Stadt Annaberg-Buchholz, die in der Denkmalliste vom Landesamt für Denkmalpflege Sachsen mit Stand vom 24. November 2010 erfasst wurden.
Diese Liste ist eine Teilliste der Liste der Kulturdenkmale in Sachsen.
Die Liste ist nach den Anfangsbuchstaben der Adresse aufgeteilt.
Aufgrund der großen Anzahl von Kulturdenkmalen ist die Liste aufgeteilt in die
- Liste der Kulturdenkmale in Annaberg (A–K)
- Liste der Kulturdenkmale in Annaberg (L–Z)

## Legende
- Bild: Bild des Kulturdenkmals, ggf. zusätzlich mit einem Link zu weiteren Fotos des Kulturdenkmals im Medienarchiv Wikimedia Commons. Wenn man auf das Kamerasymbol klickt, können Fotos zu Kulturdenkmalen aus dieser Liste hochgeladen werden:
- Bezeichnung: Denkmalgeschützte Objekte und ggf. Bauwerksname des Kulturdenkmals
- Lage: Straßenname und Hausnummer oder Flurstücknummer des Kulturdenkmals. Die Grundsortierung der Liste erfolgt nach dieser Adresse. Der Link (Karte) führt zu verschiedenen Kartendiensten mit der Position des Kulturdenkmals. Fehlt dieser Link, wurden die Koordinaten noch nicht eingetragen. Sind diese bekannt, können sie über ein Tool mit einer Kartenansicht einfach nachgetragen werden. In dieser Kartenansicht sind Kulturdenkmale ohne Koordinaten mit einem roten bzw. orangen Marker dargestellt und können durch Verschieben auf die richtige Position in der Karte mit Koordinaten versehen werden. Kulturdenkmale ohne Bild sind an einem blauen bzw. roten Marker erkennbar.
- Datierung: Baubeginn, Fertigstellung, Datum der Erstnennung oder grobe zeitliche Einordnung entsprechend des Eintrags in der sächsischen Denkmaldatenbank
- Beschreibung: Kurzcharakteristik des Kulturdenkmals entsprechend des Eintrags in der sächsischen Denkmaldatenbank, ggf. ergänzt durch die dort nur selten veröffentlichten Erfassungstexte oder zusätzliche Informationen
- ID: Vom Landesamt für Denkmalpflege Sachsen vergebene, das Kulturdenkmal eindeutig identifizierende Objekt-Nummer. Der Link führt zum PDF-Denkmaldokument des Landesamtes für Denkmalpflege Sachsen. Bei ehemaligen Kulturdenkmalen können die Objektnummern unbekannt sein und deshalb fehlen bzw. die Links von aus der Datenbank entfernten Objektnummern ins Leere führen. Ein ggf. vorhandenes Icon  führt zu den Angaben des Kulturdenkmals bei Wikidata.

## Liste der Kulturdenkmale in Annaberg (L–Z)
| Bild                                    | Bezeichnung                                                                            | Lage                                                        | Datierung                                                                                               | Beschreibung | ID                             |
| --------------------------------------- | -------------------------------------------------------------------------------------- | ----------------------------------------------------------- | --- | --- | ------------------------------ |
| Direkt Bild zu diesem Denkmal hochladen | Mietshaus in Ecklage und halboffener Bebauung                                          | Lessingstraße 7 (Karte)                                     | um 1900                                                                                                 | städtebaulich markant sowie baugeschichtliche Bedeutung. Dreigeschossiges massives Mietshaus in halboffener Bebauung, das vor allem durch seine turmartige Eckausbildung markant ist. Das Gebäude erhebt sich über einem unregelmäßigen Grundriss, so dass es zur Straße 5, zur Schmalseite 2 und zum Hof wieder fünf Achsen aufweist. Die Ecke, mit je einer Achse, wird durch die Ausbildung von aufgeputzter Eckrustika von der restlichen Fassade hervorgehoben und ist um ein 4. Geschoss erhöht. Den oberen Abschluss bildet eine Attika, die mit einer gelb-roten Klinkerverkleidung versehen ist, die von fern zinnenartig wirken. Bis auf dieses Architekturelement ist das Gebäude ein typisches Mietshaus vom Ende des 19. Jh. Der Eingang befindet sich in der rechten Achse, ist eingezogen mit vorgelagerter Treppe und historistischer Holztür. Über einem schlicht verputzten Sockel schließt sich das Erdgeschoss mit horizontaler Putznutung an. Darüber ein kräftiges Gesims, und ab hier eine gelbe Klinkerverkleidung, die von horizontalen Putzbändern unterbrochen wird. Die Fenster mit profilierten, farbig abgesetzten Gewänden, tlw. Verdachungen und Stuckspiegeln. Das Satteldach mit stehenden Gaupen. Durch seine Lage am Hang und den „Eckturm“ ist das Gebäude weithin sichtbar. Es besitzt somit nicht nur baugeschichtliche Bedeutung, sondern auch städtebauliche Präsenz. | 09228878                       |
|                                         | Mietshaus in geschlossener Bebauung                                                    | Lindenstraße 1 (Karte)                                      | um 1900                                                                                                 | baugeschichtliche und städtebauliche Bedeutung. Dreigeschossiges massives Mietshaus mit fünf Achsen in geschlossener Bebauung. Geprägt wird die späthistoristische Fassade durch den Farbkontrast zwischen dem roten Klinkermaterial und dem hellen Baudekor in Form von Bändern, Verdachungen, Sohlbänken und Spiegelflächen. Der Eingang zum Wohnhaus befindet sich in der rechten Achse, ist tief eingezogen mit vorgelagerter Treppe. Alle Fenster rechteckig mit etwas vereinfachter T-Sprossung, aber in den jeweiligen Geschossen unterschiedlicher dekorativer Gestaltung: im Erdgeschoss und Obergeschoss flächige Verdachungen und Spiegel unter den Fenstern, im 2. Obergeschoss Hervorhebung des Entlastungsbogen durch gelb-rot wechselnde Klinker und betonten Scheitelstein. Das schiefergedeckte Mansarddach zur Wohnnutzung ausgebaut. Vor allem in Verbindung mit den benachbarten, in ähnlicher Weise ausgeführten Mietshäusern besitzt dieses Gebäude als Teil der Annaberger Stadterweiterung um 1900 baugeschichtliche und städtebauliche Bedeutung. | 09229001                       |
|                                         | Mietshaus in geschlossener Bebauung                                                    | Lindenstraße 3 (Karte)                                      | um 1900                                                                                                 | baugeschichtliche und städtebauliche Bedeutung. Dreigeschossiges massives Mietshaus mit fünf Achsen in geschlossener Bebauung. Geprägt wird die späthistoristische Fassade sowohl durch den Farbkontrast zwischen dem roten Klinkermaterial und dem hellen Baudekor als auch durch den schmuckvollen Einsatz von gelben und grünen Klinkersteinen. Der Eingang zum Wohnhaus befindet sich in der rechten Achse, ist tief eingezogen mit vorgelagerter Treppe. Diese rechte Achse ist auch im Dachgeschoss durch gelben und roten Klinker an der Gaupe betont. Alle Fenster rechteckig mit vereinfachter T-Sprossung, aber in den jeweiligen Geschossen unterschiedlicher dekorativer Gestaltung: im Erdgeschoss und Obergeschoss flächige Verdachungen und Schmuckflächen aus farbigen Klinkersteinen unterhalb der Fenster, im 2. Obergeschoss Hervorhebung der Entlastungsbögen. Das schiefergedeckte Mansarddach zur Wohnnutzung ausgebaut. Vor allem in Verbindung mit den benachbarten, in ähnlicher Weise ausgeführten Mietshäusern besitzt dieses Gebäude als Teil der Annaberger Stadterweiterung um 1900 baugeschichtliche und städtebauliche Bedeutung. | 09229002                       |
|                                         | Mietshaus in geschlossener Bebauung                                                    | Lindenstraße 5 (Karte)                                      | um 1900                                                                                                 | baugeschichtliche und städtebauliche Bedeutung. Dreigeschossiges massives Mietshaus mit fünf Achsen in geschlossener Bebauung. Geprägt wird die späthistoristische Fassade sowohl durch den Farbkontrast zwischen dem roten Klinkermaterial und dem hellen Baudekor als auch durch den schmuckvollen Einsatz von gelben Klinkersteinen. Der Eingang zum Wohnhaus befindet sich in der rechten Achse, ist tief eingezogen mit vorgelagerter Treppe. Diese Achse wird in den folgenden Geschossen zurückhaltend betont: im 1. Obergeschoss mit segmentbogenförmiger Verdachung des Fensters, im 2. Obergeschoss mit floralem Stuckmotiv anstelle des Scheitelsteins und im Dachgeschoss seitliche Ausmauerung der Gaupe mit gelben und roten Klinkern. Alle Fenster rechteckig mit etwas vereinfachter T-Sprossung, aber in den jeweiligen Geschossen unterschiedlicher dekorativer Gestaltung. Zwischen Erdgeschoss und 1. Obergeschoss ein profiliertes Gesims, darüber und darunter in den Fensterachsen Schmuckflächen aus gelben Klinkersteinen, die Fenster des 1. Obergeschoss mit gerader dekorativer Verdachung, die Fenster im 2. Obergeschoss mit betontem Scheitelstein. Unterhalb des Traufgesimses ein weiterer Einsatz gelber Klinker in Form eines Zickzackfrieses. Das schiefergedeckte Mansarddach zur Wohnnutzung ausgebaut. Vor allem in Verbindung mit den benachbarten, in ähnlicher Weise ausgeführten Mietshäusern besitzt dieses Gebäude als Teil der Annaberger Stadterweiterung um 1900 baugeschichtliche und städtebauliche Bedeutung. | 09229003                       |
| Direkt Bild zu diesem Denkmal hochladen | Mietshaus in geschlossener Bebauung                                                    | Lindenstraße 7 (Karte)                                      | um 1900                                                                                                 | baugeschichtliche und städtebauliche Bedeutung. Dreigeschossiges massives Mietshaus mit fünf Achsen in geschlossener Bebauung. Geprägt wird die späthistoristische Fassade sowohl durch den Farbkontrast zwischen dem roten Klinkermaterial und dem hellen Baudekor als auch durch den schmuckvollen Einsatz von gelben und grünen Klinkersteinen. Der Eingang zum Wohnhaus befindet sich in der rechten Achse, ist tief eingezogen mit vorgelagerter Treppe. Diese Achse wird auch im Dachgeschoss durch seitliche Ausmauerung der Gaupe mit gelben und roten Klinkern betont. Alle Fenster rechteckig, keine denkmalgerechte Fensterteilung. Zwischen Erdgeschoss und 1. Obergeschoss ein profiliertes Gesims, darüber in den Fensterachsen je ein Putzspiegel mit Dekor, darunter Schmuckflächen aus gelbem und grünem Klinker. Farbige Klinker auch zur dekorativen Ausbildung der Entlastungsbögen bei den Fenstern der Obergeschosse sowie als Zickzackfries unterhalb des Traufgesimses. Das schiefergedeckte Mansarddach zur Wohnnutzung ausgebaut. Vor allem in Verbindung mit den benachbarten, in ähnlicher Weise ausgeführten Mietshäusern besitzt dieses Gebäude als Teil der Annaberger Stadterweiterung um 1900 baugeschichtliche und städtebauliche Bedeutung. | 09229004                       |
| Direkt Bild zu diesem Denkmal hochladen | Mietshaus in Ecklage und geschlossener Bebauung                                        | Lindenstraße 9 (Karte)                                      | um 1900                                                                                                 | baugeschichtliche und städtebauliche Bedeutung. Dreigeschossiges massives Mietshaus in Ecklage und halboffener Bebauung. Geprägt wird die späthistoristische Fassade einerseits vom Einsatz orangegelben Klinkers im Kontrast zum helleren Baudekor, andererseits aber vor allem durch die Betonung der Ecksituation mittels eines in einem Türmchen endenden Dachaufsatzes. Durch die stark geneigte Geländesituation entspricht das Kellergeschoss dieses Gebäudes auf der Seite Lindenstraße fast dem Erdgeschoss des Nachbarhauses (ganz links eine Garageneinfahrt). Dies bedingt auch die ungewöhnliche Gestaltung des Eingangs: dieser ist in einer hohen segmentbogenförmigen Nische tief eingezogen, mit vorgelagerter Treppe und großem Oberlicht, die originale Tür ist erhalten. Alle Fenster rechteckig, keine denkmalgerechte Fensterteilung. Die Dekoration der Öffnungen, v. a. der Verdachungen, variiert in den Geschossen. Das schiefergedeckte Dach mit stehenden Gaupen ist zur Wohnnutzung ausgebaut. Vor allem in Verbindung mit den benachbarten Mietshäusern besitzt dieses für seine Entstehungszeit typische Gebäude als Teil der Annaberger Stadterweiterung um 1900 baugeschichtliche und städtebauliche Bedeutung. Windfangtür mit Ätzglas | 09229005                       |
| Direkt Bild zu diesem Denkmal hochladen | Mietshaus in offener Bebauung                                                          | Lindenstraße 10 (Karte)                                     | 1896 | | 09229006                       |
|                                         | Mietshaus in geschlossener Bebauung                                                    | Lindenstraße 13 (Karte)                                     | Um 1900                                                                                                 | baugeschichtliche und städtebauliche Bedeutung. Dreigeschossiges massives Mietshaus mit sechs Achsen in geschlossener Bebauung. Geprägt wird die späthistoristische Fassade sowohl durch den Farbkontrast zwischen dem roten Klinkermaterial und dem hellen Baudekor, vor allem aber durch den schmuckvollen Einsatz von gelben Klinkersteinen. Der Eingang zum Wohnhaus befindet sich in der rechten Achse, ist tief eingezogen mit vorgelagerter Treppe. Oberhalb eines Sockels aus Naturstein beginnt die verklinkerte Fassade. Zwischen Erdgeschoss und 1. Obergeschoss ein profiliertes Gesims, darüber in den Fensterachsen je eine Schmuckfläche aus farbigen Klinkern, ähnlich zwei Flächen unterhalb der mittleren beiden Fenster des Erdgeschosses Gelbe Klinker auch zur dekorativen Ausbildung der Entlastungsbögen bei allen Fenstern, in den Geschossen aber unterschiedlich, sowie als Zickzackfries unterhalb des Traufgesimses. Alle Fenster rechteckig mit (zu einfacher) T-Sprossung. Das schiefergedeckte Mansarddach zur Wohnnutzung ausgebaut. Vor allem in Verbindung mit den benachbarten, in ähnlicher Weise ausgeführten Mietshäusern besitzt dieses Gebäude als Teil der Annaberger Stadterweiterung um 1900 baugeschichtliche und städtebauliche Bedeutung. | 09229007                       |
|                                         | Mietshaus in geschlossener Bebauung                                                    | Lindenstraße 15 (Karte)                                     | Um 1900                                                                                                 | baugeschichtliche und städtebauliche Bedeutung. Dreigeschossiges massives Mietshaus mit sechs Achsen und ausgebautem Mansarddach in geschlossener Bebauung. Geprägt wird die späthistoristische Fassade mit roter Klinkerverkleidung vor allem durch den schmuckvollen Einsatz von gelben Klinkersteinen, aber auch durch den Farbkontrast zum helleren Baudekor. Der Eingang befindet sich leicht außermittig, ist tief eingezogen mit vorgelagerter Treppe und zweiflügeliger Holztür. Oberhalb eines Sockels aus Naturstein beginnt die verklinkerte Fassade. Zwischen Erdgeschoss und 1. Obergeschoss ein profiliertes Gesims, ein weiteres zwischen 2. und 3. Obergeschoss. Alle Fenster rechteckig mit T-Sprossung, die mittleren beiden etwas breiter: Die Öffnungen in den Geschossen mit unterschiedlicher Dekoration, teilweise mit abrundender Rahmung. Aus gelben Klinkersteinen bestehen drei lisenenartige Strukturen, die die mittleren Achsen einfassen und bis ins oberste Geschoss reichen. Aus dem gleichen Material Zickzackfriese unter dem Gesims zwischen den Obergeschossen sowie unterhalb des Traufgesimses. Das Mansardgeschoss, das oberhalb des genannten Gesimses beginnt, besitzt bei diesem Mietshaus ungewöhnlicherweise die gleiche Gestaltung wie die darunterliegenden Vollgeschosse, so dass das Gebäude viergeschossig und damit höher als die umgebende Bebauung wirkt. Vor allem in Verbindung mit den benachbarten Mietshäusern hat dieses Objekt als Teil der Annaberger Stadterweiterung um 1900 baugeschichtliche und städtebauliche Bedeutung. | 09229008                       |
| Direkt Bild zu diesem Denkmal hochladen | Mietshaus in geschlossener Bebauung                                                    | Lindenstraße 19 (Karte)                                     | um 1905                                                                                                 | baugeschichtliche und städtebauliche Bedeutung. Dreigeschossiges massives Mietshaus mit sechs Achsen in geschlossener Bebauung. Geprägt wird die verputzte späthistoristische Fassade durch den zurückhaltenden Einsatz von Stuckdekor und die Ausbildung eines Zwerchhauses mit hohem Dreieckgiebel über den mittleren beiden Achsen als Blickfang des Gebäudes. Der Eingang befindet sich leicht außermittig, ist tief eingezogen mit vorgelagerten Stufen und zweiflügeliger schlichter Tür. Alle Fenster sind rechteckig mit T-Sprossung, die Gewände im Erdgeschoss und 2. Obergeschoss glatt, im 1. Obergeschoss kanneliert und mit dekorativem Scheitelstein. Stuckspiegel finden sich ober- und unterhalb der beiden mittleren Fenster des 1. Obergeschoss. Wie bei allen benachbarten Gebäuden auch, trennt ein Gesims das Erd- von den Obergeschossen. Das Traufgesims mit kräftigem Zahnschnittfries, das schiefergedeckte Mansarddach zur Wohnnutzung ausgebaut. Als Teil der Annaberger Stadterweiterung um 1900 hat dieses Mietshaus baugeschichtliche und städtebauliche Bedeutung. | 09229009                       |
| Direkt Bild zu diesem Denkmal hochladen | Mietshaus in halboffener Bebauung                                                      | Lindenstraße 22 (Karte)                                     | Um 1905                                                                                                 | in Flur und Treppenhaus Reste der ursprünglichen Ausstattung, baugeschichtliche und städtebauliche Bedeutung. Viergeschossiges Mietshaus mit sieben Achsen in halboffener Bebauung. Ungewöhnlich an dieser Fassade ist das Fehlen jeglicher horizontaler Unterteilung in den unteren Geschossen. Dadurch wirkt die aus gelbem Klinkermauerwerk bestehende Ansicht ausgesprochen flächig. Erst oberhalb des 2. Obergeschoss gibt es ein Gesims, das das letzte Geschoss optisch abtrennt. Durch die flächenhafte Wirkung tritt der große zwerchhausartige mit dunklem Zierfachwerk versehene Dreieckgiebel in den mittleren drei Achsen besonders hervor. Ebenfalls in der Mittelachse befindet sich der Hauseingang, dieser ist leicht eingezogen mit vorgelagerten Stufen. Seitlich ist die Öffnung einfach in die Fassade eingeschnitten, nach oben schließt ein Gewände segmentbogenförmig ab. Dieses geht in ein horizontales Band über, das mit den gleich gestalteten Fenstergewänden des Erdgeschosses eine mäanderartige Form bildet. Die Fenster der Obergeschosse mit kantigen Verdachungen, alle mit der histor. kleinteiligen Sprossung der Oberlichter. Im Flur und Treppenhaus hat sich originale Ausstattung erhalten, wozu Fußböden, Türen, Klinken, Farbglasfenster und Geländer zählen. Dieses um 1910 entstandene Mietshaus zeigt deutlich die Abkehr von den reichen Dekorationen des Historismus, mit denen diese Bauaufgabe in den vorangegangenen Jahrzehnten umgesetzt worden war. Kaum verändert, ist es ein Beispiel zurückhaltender Fassadendekoration des frühen 20. Jh. mit baugeschichtlicher und städtebaulicher Bedeutung. | 09228972                       |
|                                         | Mietshaus mit markantem Turmaufbau, in Ecklage und halboffener Bebauung                | Lindenstraße 24 (Karte)                                     | Um 1902                                                                                                 | baugeschichtliche und städtebauliche Bedeutung. Viergeschossiges massives Mietshaus mit sechs zu sechs Achsen in Ecklage und geschlossener Bebauung. Städtebaulich durch die benachbarte Grünanlage an einem repräsentativen Standort platziert, ist dieses Gebäude durch seinen Turmaufsatz besonders prägnant. Die Ecke wird in allen Geschossen hervorgehoben: im Erdgeschoss ist sie abgeschrägt, jedoch hat man hier den Blick auf die in floralem Jugendstilmuster geschmückte Untersicht des beginnenden Eckerkers (1. und 2. Obergeschoss). Dieser als 5/8-Form mit schlanken Fenstern und reichem Dekor (u. a. Blattwerk, Muscheln, Vasen). Im 3. Obergeschoss wird der Turmaufbau optisch durch schmale Lisenen vorbereitet, die sich in der Gestaltung des Dachgeschoss fortsetzen, hier ein niedriges Geschoss unter der hohen Haube mit Zeltdach, Ziergitter und geschweiftem Helm mit Kugelspitze. Die Fassade des Gebäudes zeigt den Übergang von historistischer Gestaltung zum Jugendstil: über einem dunklen kräftigen Natursteinsockel beginnt die Verkleidung aus gelbem Klinker. Die Fenster mit dekorierten Gewänden, Verdachungen, Stuckspiegeln und Sohlbänken, die weitgehend dem Historismus entlehnt sind, das Dekor aber eindeutig Jugendstil. Das 3. Obergeschoss hebt sich in seiner Ausbildung deutlich ab: die Gliederung erinnert an italienische Renaissancepaläste mit rundbogigen Schmuckelementen über den Fenstern. Darin sowie an den Lisenen und als Konsolen menschliche Gesichter und Masken. Auch der Hauseingang ist in Jugendstilform gestaltet: die zweiflügelige Holztür mit geschwungenem Fensterelement, das Oberlicht durch ein horizontales Steingebälk separiert. Das Satteldach mit kleinen stehenden Gaupen. Dieses 1902 durch F. J. Götze (einem der renommiertesten Architekten dieser Zeit in Annaberg) entstandene Mietshaus zeigt vor allem bei den Jugendstilelementen eine qualitätvolle Ausführung. Neben seiner städtebaulichen Präsenz besitzt es baugeschichtliche Bedeutung. | 09228973                       |
|                                         | Mietshaus in geschlossener Bebauung                                                    | Lindenstraße 35 (Karte)                                     | Um 1885                                                                                                 | baugeschichtliche und städtebauliche Bedeutung. Dreigeschossiges massives Mietshaus mit fünf Achsen in geschlossener Bebauung. Das vermutlich im letzten Jahrzehnt des 19. Jh. entstandene Gebäude zeigt die typische Gestaltung der Wohnhäuser dieser Zeit und ist Teil der Annaberger Stadterweiterung. Über einem Bruchsteinsockel mit den Kellerfenstern schließt sich das mit Putzrustika versehene Erdgeschoss an. Der Hauseingang befindet sich ganz rechts, ist eingezogen mit vorgelagerter Treppe und qualitätvoller historistischer einflügeliger Holztür. Die Öffnung wird gerahmt von einem profilierten Gewände, anstelle des Scheitelsteins ein Dekor mit Gesicht. Die Fenster im Erdgeschoss mit profilierter Rahmung, Zierschlussstein und Sohlbank mit akanthusverzierten Konsolen. Zwischen Erdgeschoss und den Obergeschossen ein Gesims, die Fassade ab hier glatt verputzt. Die Fenster des 1. Obergeschoss sind am reichhaltigsten dekoriert mit Dreieckverdachung und Stuckspiegeln, im 2. Obergeschoss mit gerader Verdachung und nur schmalen friesartigen Stuckspiegeln. Alle Fenster des Hauses mit Kreuzstockteilung. Das Traufgesims besitzt einen doppelten Zahnfries. Die Gaupen im schiefergedeckten Mansarddach mit Dreieckgiebel und seitlichem Schneckendekor. Dieses Mietshaus zeigt nach einer gelungenen Sanierung kaum verändert die Gestaltung des 19. Jh. und bewahrt somit seine baugeschichtliche und städtebauliche Bedeutung. | 09229011                       |
|                                         | Mietshaus in Ecklage und geschlossener Bebauung                                        | Lindenstraße 67 (Karte)                                     | | | 09228975                       |
| Direkt Bild zu diesem Denkmal hochladen | Mietshaus in halboffener Bebauung                                                      | Lindenstraße 73 (Karte)                                     | 1912 | im Inneren Teile der ursprünglichen Ausstattung, baugeschichtliche und städtebauliche Bedeutung. Dreigeschossiges massives Mietshaus mit acht Achsen in halboffener Bebauung. Dieses Gebäude gehört zu der ab 1912 entstandenen Blockrandbebauung entlang des Quartiers Lindenstraße, Ernst-Roch-Straße, Schillerstraße. Die hier errichteten stattlichen Mietshäuser zeichnen sich durch ihre repräsentativen Fassaden und qualitätvolle Innengestaltung aus. Dieses Beispiel setzt bewusst gestalterische Akzente durch das Portal sowie die durch den hohen Dreieckgiebel betonte Mittengestaltung. Ansonsten ist die verputzte Fassade relativ schmucklos. Das Portal besitzt zwei wuchtige Wandvorlagen, die ein Gebälk tragen, darauf als Supraporte ein Relieffeld mit zwei knienden Frauen in einer muschelartigen Form, in dessen Mitte sich ein kleines rechteckiges Oberlicht befindet. Der Eingang selbst etwas eingezogen mit vorgelagerter Stufe und zweiflügeliger Holztür. Die Fassade im Erdgeschoss mit horizontaler Nutung, in den Obergeschossen glatt verputzt, die Fensteröffnungen sind ohne Gewände oder Rahmung direkt aus der Fläche geschnitten. In den Obergeschossen sind die Fenster jeweils paarweise gekoppelt, die Mitte wird besonders hervorgehoben, da zwischen den mittleren vier Achsen, die in einer Putznische tiefer liegen, jeweils eine Reliefplatte angeordnet ist. Diese zeigen Kinder mit Weintrauben, Vogel und Ähren. Die breite Mittelachse setzt sich ins Dachgeschoss fort und endet in einem steilen Dreieckgiebel. Hier im Mansarddach seitlich zwei rundbogige Gaupen, in der oberen Dachfläche Hechtgaupen. In Flur und Treppenhaus hat sich originale Ausstattung (Türen, Geländer) erhalten. Dieses Gebäude mit seiner qualitätvollen ausgewogenen Gestaltung mit Einflüssen des Reformstils besitzt sowohl baugeschichtliche als auch städtebauliche Bedeutung. | 09228976                       |
|                                         | Mietshaus in geschlossener Bebauung                                                    | Lindenstraße 75 (Karte)                                     | bez. 1912                                                                                               | im Inneren Teile der ursprünglichen Ausstattung, baugeschichtliche und städtebauliche Bedeutung. Dreigeschossiges massives Mietshaus mit acht Achsen in geschlossener Bebauung. Dieses Gebäude gehört zu der ab 1912 entstandenen Blockrandbebauung entlang des Quartiers Lindenstraße, Ernst-Roch-Straße, Schillerstraße. Die hier errichteten stattlichen Mietshäuser zeichnen sich durch ihre repräsentativen Fassaden und qualitätvolle Innengestaltung aus. Dieses Beispiel ist geprägt durch die dominante Mittengestaltung mit vier Achsen, die mit dem Portal im Erdgeschoss beginnt, sich risalitartig in den Obergeschossen fortsetzt und im Dachgeschoss mit einem giebelgeschmückten Dachaufbau abschließt. Die seitlich anschließenden verputzten Fassadenbereiche sind dagegen bis auf eine Girlandendekoration zwischen 2. und 3. Obergeschoss schmucklos. Die Portalgestaltung bezieht sich nicht nur auf die Türöffnung, sondern umfasst seitlich je ein Fenster: vier Wandvorlagen mit Schaftring, Girlande und kantigem Kapitell tragen ein breites Gebälk, das ebenfalls mit Girlanden geschmückt ist. Über dem Eingang eine mit „1912“ bezeichnete Kartusche. Die Tür zweiflügelig, mit einem separaten korbbogenförmigen Oberlicht. Die Mittelachse in den Obergeschossen seitlich durch angedeutete Eckquaderung abgetrennt, diese Gestaltung wiederholt sich an den Außenseiten der Fassade zur Nachbarbebauung. Die mittleren Fenster der Obergeschosse sind durch Lisenen als Bahnen verbunden, dazwischen Medaillons mit Kinderreliefs. Der Giebel mit geschweiftem Anlauf, dann dreieckig abschließend besitzt ein hochovales von einem Kranz umgebenes Fenster. Alle Fensteröffnungen sind ohne Gewände oder Rahmung direkt aus der Fläche geschnitten und besitzen die historische kleinteilige Sprossung der Oberlichter. Im oberen Teil des ausgebauten Mansarddachs Hechtgaupen. In Flur und Treppenhaus hat sich originale Ausstattung (Windfangtür, Türen, Klinken, Geländer, Deckenmalerei in Jugendstilformen) erhalten. Dieses vom Reformstil beeinflusste Gebäude Max Beers mit seiner qualitätvollen Gestaltung besitzt sowohl baugeschichtliche als auch städtebauliche Bedeutung. Ausstattung: Windfangtür, Türen, Klinken, Geländer, Deckenmalerei im Art déco | 09228977                       |
|                                         | Mietshaus in geschlossener Bebauung                                                    | Lindenstraße 77 (Karte)                                     | 1912 | im Inneren Teile der ursprünglichen Ausstattung, baugeschichtliche und städtebauliche Bedeutung. Dreigeschossiges massives Mietshaus mit acht Achsen in geschlossener Bebauung. Dieses Gebäude gehört zu der ab 1912 entstandenen Blockrandbebauung entlang des Quartiers Lindenstraße, Ernst-Roch-Straße, Schillerstraße. Die hier errichteten stattlichen Mietshäuser zeichnen sich durch ihre repräsentativen Fassaden und qualitätvolle Innengestaltung aus. Dieses Beispiel ist geprägt durch die dominante Mittengestaltung mit vier Achsen, die risalitartig leicht hervorgehoben ist und im Dachgeschoss mit einem giebelgeschmückten Dachaufbau abschließt. In der Mittelachse befindet sich auch der Hauseingang, der von einem wuchtigen neobarocken Portalaufbau umgeben ist. Der Eingang mit zweiflügeliger originaler Tür ist zurückgesetzt mit vorgelagerter Treppe. Kantige Wandvorlagen mit geometrischem Dekor und Kapitell tragen einen geschweiften Giebel, in dem sich das ovale, von einer Girlande umgebene Oberlicht befindet. Das Erdgeschoss mit horizontaler Nutung ist ansonsten schmucklos. Die Mittelachse in den Obergeschossen wird durch Lisenen vertikal gegliedert, unter den Fenstern des 1. Obergeschoss balusterartige Gestaltung, zwischen den Geschossen Putzspiegel mit geometrischer Gestaltung. Auch die Fenster der äußeren Achse unterstützen die vertikale Wirkung, da hier jeweils drei schmale Fenster gekoppelt sind, die nur von schmalen Stegen getrennt werden und gemeinsam eine konkave Form bilden. An den Seiten des Mittelrisalits sowie zur Nachbarbebauung angedeutete Eckquaderung. Die Mittelzone über vier Achsen besitzt im Dachgeschoss einen geschweiften Giebelaufbau, der rundbogig abschließt. Auch hier ein ovales von einem Kranz umgebenes Fenster. Alle Fensteröffnungen besitzen die historische kleinteilige Sprossung der Oberlichter. Im oberen Teil des ausgebauten Mansarddachs Hechtgaupen. In Flur und Treppenhaus hat sich originale Ausstattung (Windfangtür, Türen, u. ä.) erhalten. Dieses Gebäude Max Beers mit seiner qualitätvollen Gestaltung im Reformstil mit Neobarockeinflüssen besitzt wie die Nachbarbebauung sowohl baugeschichtliche als auch städtebauliche Bedeutung. | 09228978                       |
|                                         | Mietshaus in geschlossener Bebauung                                                    | Lindenstraße 79 (Karte)                                     | 1912 | im Inneren Teile der ursprünglichen Ausstattung, baugeschichtliche und städtebauliche Bedeutung. Dreigeschossiges massives Mietshaus mit fünf Achsen in geschlossener Bebauung. Dieses Gebäude gehört zu der ab 1912 entstandenen Blockrandbebauung entlang des Quartiers Lindenstraße, Ernst-Roch-Straße, Schillerstraße. Die hier errichteten stattlichen Mietshäuser zeichnen sich durch ihre repräsentativen Fassaden und qualitätvolle Innengestaltung aus. Dieses Beispiel ist anders als die Nachbargebäude durch eine asymmetrische Gliederung geprägt: die drei rechten Achsen sind durch Eckquaderung links von der anschließenden Fassadenfläche sowie rechts vom Gebäuderand getrennt, diese Zone schließt im Dachgeschoss mit einem mit Dreieckgiebel versehenen Dachaufbau ab. In der Gebäudemitte, jedoch seitlich des optisch herausgehobenen Bereiches, befindet sich der Hauseingang, der von einem wuchtigen Portalaufbau umgeben ist: Der Eingang mit zweiflügeliger originaler Tür ist zurückgesetzt mit vorgelagerter Treppe. Halbsäulen mit einem angedeuteten Kapitell (dieses mit einer Girlande verziert) tragen ein geknicktes Gebälk, in dessen Giebelfeld sich ein von der Tür separates Oberlicht befindet. Das Erdgeschoss in den rechten drei Achsen mit horizontaler Nutung, ansonsten schmucklos. Im hervorgehobenen Bereich sind die beiden Obergeschosse durch Lisenen mit kapitellartiger Verzierung vertikal gegliedert, unter den Fenstern des 1. Obergeschoss balusterartige Gestaltung, zwischen den Geschossen Putzspiegel mit geometrischer Gestaltung. Diese Gliederung setzt sich im Dachgeschoss fort, hier die Lisenen allerdings mit quadratischer Musterung. Dominant ist der Dreieckgiebel, in dem sich ein hochovales kleines Fenster befindet. Die beiden linken Fassadenachsen sind schmucklos bis auf Girlanden zwischen dem 1. und 2. Obergeschoss. Alle Fensteröffnungen besitzen die historische kleinteilige Sprossung der Oberlichter. Im Unterschied zur umgebenden Bebauung präsentiert sich dieses Gebäude heute stark farbig, alle Formen und Dekorationen sind jeweils farblich voneinander abgesetzt. Im oberen Teil des ausgebauten Mansarddachs Hechtgaupen. In Flur und Treppenhaus hat sich originale Ausstattung (Türen, Klinken, Geländer, Fliesen, Fußboden) erhalten. Dieses Gebäude Max Beers mit der dem Reformstil eigenen Asymmetrie besitzt wie die Nachbarbebauung sowohl baugeschichtliche als auch städtebauliche Bedeutung. | 09228979                       |
|                                         | Mietshaus in Ecklage und geschlossener Bebauung                                        | Lindenstraße 81 (Karte)                                     | 1912 | baugeschichtliche und städtebauliche Bedeutung. Dreigeschossiges massives Mietshaus mit drei zu fünf Achsen in Ecklage und geschlossener Bebauung. Dieses Gebäude Max Beers gehört zu der ab 1912 entstandenen Blockrandbebauung entlang des Quartiers Lindenstraße, Ernst-Roch-Straße, Schillerstraße. Die hier errichteten stattlichen Mietshäuser zeichnen sich durch ihre repräsentativen Fassaden und qualitätvolle Innengestaltung aus. Obwohl die Adresse Lindenstraße ist, zeigt der breitere Fassadenteil mit dem Hauseingang zur Ernst-Roch-Straße. In die Gestaltung des stark neobarock wirkenden Eingangs sind die beiden anschließenden Fenster integriert: über den drei Öffnungen befindet sich ein geschweifter Giebel mit einer mittigen Kartusche, diese ist mit „AC 1912“ (Alfred Claus) bezeichnet und wird von einem Mädchen und einem Jungen mit Girlande gehalten. Im Giebelfeld ein von der Tür separates Oberlicht, die Tür selbst nicht original. Die beiden sich oberhalb des Eingangs befindlichen Achsen sind mittels Putzquaderung hervorgehoben und enden im Dachgeschoss mit einem hohen parabelförmig geschweiften Giebel. In dessen Feld Putzdekor und zwei kleine hochovale Fenster. Zwischen den Fenstern des 2. und 3. Obergeschoss Putzspiegel mit geometrischem Dekor. Auch zur Lindenstraße ist eine Achse betont, da hier ab dem 1. Obergeschoss ein halbrunder Erker ausgebildet ist, der bis ins Dachgeschoss fortgeführt wird und lt. Bauunterlagen ursprünglich eine kleine Haube besaß. Alle Fensteröffnungen besitzen die historische kleinteilige Sprossung der Oberlichter. Im oberen Teil des ausgebauten Mansarddachs sind Hechtgaupen angeordnet. Optisch unvorteilhaft ist die Sanierung des Sockels, der heute bis an die Sohlbank der Erdgeschoss-Fenster reicht, ursprünglich aber auf Höhe der Kellerfensterstürze endete. Besonders im Bereich des Eingangs ist die farbliche Abgrenzung irreführend. Trotz dieses Eingriffs besitzt dieses Gebäude im Zusammenhang mit der zeitgleich entstandenen Nachbarbebauung baugeschichtliche Bedeutung und durch seine Ecklage auch städtebauliche Relevanz. | 09228980                       |
| Direkt Bild zu diesem Denkmal hochladen | Postamt                                                                                | Magazingasse 1a (Karte)                                     | Um 1907                                                                                                 | | 09229158                       |
| Direkt Bild zu diesem Denkmal hochladen | Mietshaus mit Anbau, in geschlossener Bebauung                                         | Magazingasse 1a (Karte)                                     | 2. Hälfte 19. Jh.                                                                                       | baugeschichtliche und städtebauliche Bedeutung. Zweigeschossiges, massives Mietshaus (sechs zu drei Achsen) mit einem fünfachsigen Anbau (Ratsgasse) in Ecklage und geschlossener Bebauung. Das Gebäude befindet sich unmittelbar neben dem Rathaus in der Annaberger Innenstadt. Seine verputzte Fassade weist einige geometrische Putznutungen oberhalb der Fenster des Erdgeschosses sowie als Trennung der Geschosse auf. Ein Eingang mit einer geraden Bekrönung befindet sich auf der Magazingasse, ein weiterer mit dreieckiger Bekrönung in der Ratsgasse. Hier auch der Zugang und zwei größere Fenster für ein Restaurant. Die Fenster mit kräftigen Sohlbänken, im Erdgeschoss mit geraden Gewänden, im Obergeschoss mit profilierten Gewänden und stuckdekorierten Verdachungen. In den Medaillons hier die Jahreszahl „1993“ als Verweis auf die jüngste Sanierung. Das schiefergedeckte Mansarddach zur Wohnnutzung ausgebaut. Dieses Mietshaus ist baugeschichtlich interessant, auch da sich in unmittelbarer Innenstadt ältere Substanz im Kern vermuten lässt. Die Nähe zum Rathaus unterstreicht die städtebauliche Bedeutung noch. | 09228597                       |
| Direkt Bild zu diesem Denkmal hochladen | Wohnhaus in Ecklage und halboffener Bebauung, mit Anbau und Stützmauer                 | Magazingasse 8 (Karte)                                      | Im Kern 16. Jahrhundert                                                                                 | Ortsgeschichtliche und bauhistorische Bedeutung sowie Alterswert, seit 2019 zugehörig zur Kernzone des UNESCO-Welterbes Montanregion Erzgebirge/Krušnohoří. Im Stadtzentrum, heute sechsachsiger (Magazingasse) zu siebenachsiger (Klosterberg) massiver Putzbau von zwei Geschossen, mit Walmdach, darauf Gaupen des 20. Jahrhunderts. Der Keller mit drei großen Tonnengewölben, die den gesamten Grundriss einnehmen, im Erdgeschoss mehrere große Kreuzgewölbe. Die Wandstärken differieren, auch noch im ersten Obergeschoss, je nach Alter und Originalitätsgrad. Eine Rarität ist der zum Teil erhaltene Treppenturm auf der Rückseite, dessen Wendel einsehbar ist. Der rückwärtige Anbau wurde im 19. Jahrhundert aufgestockt. Es wird vermutet, das Haus könne die Wohnstätte des Münzmeisters Lazarus Ercker (um 1528–1594) gewesen sein, des Verfassers eines Lehrbuches „Aula subterranea“ zur Gewinnung von Metallen aus Erzen. Besondere baugeschichtliche Bedeutung wegen des Alterswertes und der erhaltenen Details, orts- und personengeschichtliche sowie städtebauliche Bedeutung. | 09303847                       |
| Direkt Bild zu diesem Denkmal hochladen | Wohnhaus in geschlossener Bebauung                                                     | Magazingasse 10 (Karte)                                     | bez. 1736, vermutl. älter                                                                               | Kreuzgewölbe im Flur, baugeschichtliche und städtebauliche Bedeutung. Zweigeschossiges massives Wohnhaus mit fünf Achsen in Ecklage und geschlossener Bebauung der Innenstadt. Original ist das Portal mit Natursteingewände, Segmentbogenschluss und Scheitelstein (bezeichnet 1736). Zwei Fenster im Erdgeschoss nachträglich als Schaufenster vergrößert, der Zugang zum Laden erfolgt über den Hauseingang. Im Giebel im Erdgeschoss eine weitere Tür sowie ein Fenster, im 2. Obergeschoss und Dachgeschoss je zwei Fenster. Alle Fenster mit farbig abgesetzter einfacher Rahmung und sechsteiligem Fenster. Das schiefergedeckte Satteldach zum Klosterberg abgewalmt, es besitzt drei dachhäuschenartige Gaupen mit je einem Doppelfenster sowie stehende Gaupen in einer zweiten Reihe. Im Flur hat sich ein Kreuzgewölbe erhalten. Dieses Gebäude ist ein typisches Wohnhaus des 18. Jh., das unmittelbar nach der großen Brandzerstörung von 1731 errichtet worden ist (ggf. unter Verwendung von Teilen eines Vorgängers). Nur geringfügig baulich verändert, weist es baugeschichtliche und städtebauliche Bedeutung auf. | 09228673                       |
| Weitere Bilder                          | Gartenhaus von baugeschichtlicher Bedeutung                                            | Magazingasse 16 (Karte)                                     | 1802 (Bergmagazin)                                                                                      | besondere baugeschichtliche, ortsgeschichtliche sowie bergbaugeschichtliche Bedeutung. Der Gartenpavillon (Flurstück 146/1; um 1850 erbaut) in klassizistischer Tempelmanier: südöstlich des Bergmagazins, eingeschossig, Fachwerk-Konstruktion verputzt, mäßig geneigtes Satteldach mit gestalterisch herausgehobenem Giebel, Schauseite drei Achsen, Zahnschnittfries, Lünette Einflüsse des Klassizismus. | 09227087                       |
| Weitere Bilder                          | Franziskanerkloster (Sachgesamtheit)                                                   | Magazingasse 16 (Karte)                                     | 1502–1515                                                                                               | Die Reste des ehemaligen Franziskanerklosters aus dem 16. Jahrhundert mit der Chorruine der Klosterkirche und das ehemalige Bergmagazin, das auf dem vormaligen Klostergelände errichtet wurde, formen, zusammen mit Resten von Stützmauern des einstigen Klostergartens und einem klassizistischen Gartenpavillon, eine Gesamtheit von besonderer ortsgeschichtlicher und städtebaulich-bildprägender Bedeutung. Das Bettelordenkloster wurde 1502 begonnen, 1512 geweiht und 1515 ganz beendet. Ein Kellergewölbe wurde, ebenso wie die nordöstliche Ecke des ehem. Kreuzgangs, 1999 freigelegt. Es handelte sich um eine große, spätgotische, weitgehend viergeschossige Anlage, die gleichzeitig als herzogliche Residenz des Herzog Georg dienen sollte und entsprechend ausgebaut wurde. Typisch für das Kloster ist die Lage am Stadtrand, an der Stadtmauer mit eigener Pforte. Nach der Reformation verließen die Brüder 1540 das Kloster, das zu Münze, Berggericht, Silberkammer und Bergamt umfunktioniert wurde. Die 1512 hier entstandene „Schöne Tür“, der Bibliotheksbestand sowie eine Schutzmantelmadonna und zwei Kruzifixe wurden nach der Auflösung an die Annenkirche, der Hochaltar an die Buchholzer Katharinenkirche gegeben. 1604 fiel die Anlage dem großen Stadtbrand, endgültig dem Stadtbrand von 1731 zum Opfer. 1802 wird die verbliebene Ruine größtenteils abgebrochen, so dass nur eine Chorwand mit sechs schmalen rundbogigen Fensteröffnungen und Reste der Umfassungsmauer erhalten sind. Auf dem Areal entstanden (teilweise unter Verwendung des Abbruchmaterials) 1802 das Bergmagazin, 1836 die Seidenfabrik von Thilo und Röhling (heutiges Amtsgericht) und nördlich 1887 die Kgl. Bezirkssteuereinnahme (heutige Polizei). Das Bergmagazin (heute Verwaltungsgebäude, Flurstück 147), ein massives dreigeschossiges Gebäude von baugeschichtlicher und bergbaugeschichtlicher Bedeutung, mit teilweise weit über einem Meter dicken Wänden in den unteren Geschossen, der Ausbau des Satteldaches ist neueren Datums, der unregelmäßige Grundriss (zum Teil stumpfe Winkel der Außenmauern) sowie alte Gewölbeformen im Erdgeschoss sind untypisch für die Erbauungszeit 1802, könnten aber der Bauaufgabe und der Topographie geschuldet sein, die Südwand ist aber auch diejenige des früheren Langhauses der Klosterkirche. Die für Magazine typischen schmalen Öffnungen sind noch auf der Nord- und Ostseite des Gebäudes zu erkennen. Um 1800 wurden auch in anderen Bergstädten (u. a. Schneeberg, Johanngeorgenstadt) planmäßig Bergmagazine errichtet. Der über Eck stehende Bau (Klosterstraße) ist trotz seines Mansarddaches jüngeren Datums und nicht denkmalrelevant.                 | 09300645                       |
| Direkt Bild zu diesem Denkmal hochladen | Eingeschossiges Wohnhaus (Handwerker- oder Bergarbeiterhaus) in geschlossener Bebauung | Mandelberg 4 (Karte)                                        | 1. Hälfte 19. Jh.                                                                                       | Handwerker- oder Bergarbeiterhaus, baugeschichtliche und kulturhistorische Bedeutung. Eingeschossiges kleines Wohnhaus mit verputzter Fassade und fünf Achsen in halboffener Bebauung. Drei Fenster des Erdgeschosses in historischer Proportion, zwei Fenster über Eck nachträglich vergrößert und mit einer geraden Verdachung versehen. Das Fenster auf der Giebelseite heute vermauert. Auch der ursprüngliche Hauseingang mit schlichtem Gewände und zwei vorgelagerten Stufen ist zur Hälfte vermauert und dient heute als Fenster. Ein weiterer Eingang auf der Giebelseite mit schlichter Rahmung. Das Giebeldreieck des schiefergedeckten Satteldaches mit Holzverkleidung, zur Kleinen Kartengasse 3 stehende Gaupen. An das Gebäude schließt sich seitlich eine Toreinfahrt an. Trotz der Eingriffe in die Fassade (vergrößerte Fenster, vermauerte Tür) ist die Grundstruktur dieses für Handwerker oder Bergarbeiter typischen Wohnhauses erhalten. Es besitzt somit einen Zeugniswert sowie bau- und kulturgeschichtliche Bedeutung. | 09228937                       |
| Direkt Bild zu diesem Denkmal hochladen | Wohnhaus in geschlossener Bebauung                                                     | Mandelgasse 1 (Karte)                                       | 18. Jh., im Kern wohl älter                                                                             | baugeschichtliche und städtebauliche Bedeutung. Dreigeschossiges massives Wohnhaus mit fünf zu zwei Achsen in Ecklage und halboffener Bebauung der Annaberger Innenstadt. Durch die Lage an der Kreuzung Mandelgasse und Wolkensteiner Straße, die beide ab hier ansteigen, besitzt das Erdgeschoss nur an der Gebäudeecke Öffnungen zur Hauptstraße (2 Schaufenster und ein Zugang), da hier seit 1927 ein Laden eingerichtet ist. Die anderen Geschosse sind klar strukturiert: die Fenster mit schlichten Rahmungen heben sich von der mit Putzrustika versehenen Fassade ab. Der kleine hölzerne Erker in der linken Fensterachse des Obergeschosses auf der Mandelgasse wurde 1947 errichtet wurde und ist damit ebenfalls schon baugeschichtlich interessant. Über einem profilierten Traufgesims das schiefergedeckte Walmdach mit kleinen stehenden Gaupen. Dieses Gebäude entstand wohl beim Wiederaufbau nach dem Stadtbrand ab 1731 ggf. unter Einbeziehung älterer Bausubstanz. Baulich seitdem kaum verändert, besitzt es baugeschichtliche und städtebauliche Bedeutung. | 09228719                       |
| Direkt Bild zu diesem Denkmal hochladen | Wohnhaus in geschlossener Bebauung (heute Schmidt-Bank)                                | Mandelgasse 2 (Karte)                                       | 18. Jahrhundert (nach 1731), Kern wohl älter                                                            | baugeschichtliche und städtebauliche Bedeutung. Zweigeschossiges massives Wohnhaus in Ecklage und geschlossener Bebauung. Seine sechsachsige Schaufassade zeigt zur Wolkensteiner Straße, einer der Hauptstraßen der Annaberger Innenstadt. Die Fassade ist glatt verputzt, die Fenster mit glattem Gewände und sechsteiliger Sprossung. Auffallend ist das hohe schiefergedeckte Walmdach mit großer abgeschleppter Gaupe je zur Wolkensteiner Straße und zur Mandelgasse (seit 1942). Eine Seltenheit ist die Ausbildung einer großen Freitreppe vor dem nur leicht eingezogenen Hauseingang. Diese existiert seit mindestens 1920, da sie auf dem Briefkopf der hier ansässigen Seidschnuren- und Posamentenfabrik Wohlgemuth dargestellt ist. Im Gebäude Mandelgasse 2 sowie im Nachbarhaus Wolkensteiner Straße 12 befanden sich vor allem Kontorräume, zu denen dieser repräsentative Eingang führte (Architekt Ernst Bretschneider). Produziert wurde seit Ende des 19. Jh. im dreigeschossigen Fabrikanbau entlang der Mandelgasse. Das zeigt die zeittypische enge Verflechtung von Wohnen und Industrie in der Innenstadt. Das das Wohnhaus entstand wohl beim Wiederaufbau nach dem Stadtbrand 1731, als Ensemble mit dem Fabrikanbau besitzt es sowohl bau- und wirtschaftsgeschichtliche Bedeutung als auch städtebauliche Relevanz. | 09228718                       |
| Direkt Bild zu diesem Denkmal hochladen | Wohnhaus in geschlossener Bebauung                                                     | Mandelgasse 11 (Karte)                                      | 2. Hälfte 19. Jh.                                                                                       | historische Haustür, künstlerische Bedeutung. Zweiflügeliges historistisches Haustürblatt aus Holz, deren Flügel je in drei Felder unterteilt sind. Der obere Teil (knappe Hälfte der Türhöhe) ist verglast, die beiden unteren Felder sind gleich gestaltet mit je einem kreisförmigen Dekor in der tieferliegenden Fläche. Originaler Türdrücker vorhanden. Ausstattungsteil von kunsthistorischer Bedeutung. | 09229152                       |
|                                         | Kleines eingeschossiges Wohnhaus                                                       | Mandelgasse 14 (Karte)                                      | Bezeichnet mit 1782                                                                                     | eingeschossiges Handwerker- oder Bergarbeiterhaus, barocker Putzbau mit Segmentbogenportal und Mansarddach, baugeschichtliche und kulturgeschichtliche Bedeutung. Kleines eingeschossiges, sehr authentisches Wohnhaus der „Goethezeit“ mit symmetrischem Fassadenaufbau in halboffener Bebauung der Annaberger Innenstadt. Der Mittelteil des Gebäudes ist zwerchhausartig erhöht und schließt mit einem Dreieckgiebel ab. In der Mittelachse auch der Hauseingang mit einem Natursteinportal, dieses segmentbogenförmig mit bezeichnetem Scheitelstein „1782“. Die Fenster im Erdgeschoss mit hölzernen Fensterläden, alle Fenster mit sechsteiliger Gliederung und zur glatt verputzten Fassade farbig abgesetzter Rahmung. Das schiefergedeckte Mansardwalmdach mit je einem dachhäuschenartigen Aufbau seitlich des Mittelteils, auch diese mit dreieckigem Giebel. Diese mit Stuckdekor ebenso wie neben den Fenstern des Obergeschosses und unterhalb des Dreieckgiebels des Mittelteils. Die Kubatur des Gebäudes verweist auf ein typisches Handwerker- oder Bergarbeiterhaus, dessen Verzierungen jedoch auf eine besondere Stellung verweisen. Es ist nicht nur bauhistorisch, sondern auch kulturgeschichtlich von Bedeutung. | 09228931                       |
| Weitere Bilder                          | Ehemalige Katholische Schule; Katholische Pfarrei Heiliges-Kreuz                       | Mariengasse 11 (Karte)                                      | 1842, Kern vermutl. älter                                                                               | baugeschichtliche und ortsgeschichtliche Bedeutung. Zweigeschossiges massives Gebäude mit fünf zu vier Achsen in Ecklage und geschlossener Bebauung in der Annaberger Innenstadt. 1842 erwarb die kath. Gemeinde aus Stiftungsmitteln das sogenannte Walthersche Haus und erbaute hier (unter Verwendung bestehender Substanz?) das Pfarrhaus mit Wohnungen für Pfarrer und Kantor. 1849 wurde die katholische Schule eingerichtet und bis 1919 betrieben. Heute befindet sich hier die Pfarrei Heiliges-Kreuz. Erschlossen wird das Gebäude von der Mariengasse durch den leicht eingezogenen Zugang mit zweiflügeliger Holztür, das schlichte Natursteingewände trägt eine geschweifte Supraporte mit dem Wappen des Bischöflichen Stuhls Dresden-Meißen. Die Gebäudeecken des klassizistisch anmutenden Hauses werden durch kolossale kannelierte Pilaster betont, die eine Art Kapitell mit Beerengehängen besitzen. Ansonsten ist die glatt verputzte Fassade schmucklos, die regelmäßig angeordneten Fenster mit Natursteingewänden und Kreuzstock. Über dem profilierten Traufgesims das schiefergedeckte Walmdach mit stehenden Gaupen. Ein moderner verglaster Verbinderbau führt heute zum Nachbargebäude. Dieses wurde 1911 als Erweiterung der Schule errichtet und enthielt zur Straße Schulzimmer und nach hinten eine Turnhalle. Das Ensemble der früheren kathol. Schule ist bauhistorisch von Interesse und besitzt außerdem orts- und kulturgeschichtlichen Wert durch seine Funktion als Schule und Pfarrhaus. | 09228747                       |
| Direkt Bild zu diesem Denkmal hochladen | Wohnhaus in geschlossener Bebauung mit Kartusche bzw. Supraporte mit Jesuskopf         | Mariengasse 13 (Karte)                                      | 1. Hälfte 19. Jahrhundert, später überformt                                                             | vermutlich durch die benachbarte katholische Gemeinde genutzt, kulturgeschichtliche Bedeutung. Schlichtes zweigeschossiges Wohnhaus mit sechs Achsen in geschlossener Bebauung. Besonderes Merkmal dieses Gebäudes ist die geschweifte Supraporte mit einer Darstellung des Jesuskopfes über dem Hauseingang, der eine ursprüngliche Nutzung des Hauses durch die benachbarte kathol. Gemeinde vermuten lässt. Bis auf den gestalteten Eingang ist die glatt verputzte Fassade schmucklos, die Fenster sind regelmäßig angeordnet, mit schlichten farbig abgesetzten Rahmungen und kleinteiliger Sprossung. Das schiefergedeckte Mansarddach mit drei Gaupen seit 1928, als das vorherige Satteldach zugunsten des an das Nachbarhaus angeschlossenen Mansarddaches aufgegeben wurde. Bei einer Untersuchung der Keller wurde 1996/97 das Vorhandensein einer historischen Anzucht (verfüllt) festgestellt, was auf eine frühe Bebauung des Grundstückes schließen lässt. Bei diesem Gebäude handelt es sich um ein Bauwerk mit eindeutig kirchlichem Bezug, das kultur- und baugeschichtliche Bedeutung besitzt. | 09228748                       |
|                                         | Mietshaus in halboffener Bebauung                                                      | Mariengasse 23 (Karte)                                      | 1912–1914                                                                                               | baugeschichtliche und städtebauliche Bedeutung. Viergeschossiges massives Mietshaus mit fünf Achsen in halboffener Bebauung. Dieses Gebäude befindet sich unmittelbar außerhalb der Stadtmauer und gehört zur Annaberger Stadterweiterung nach 1900. Ähnlich wie das Mietshaus Große Kirchgasse 54 wird es durch den Rot-Weiß-Kontrast seiner Klinkerverkleidung dominiert. Markant ist der große zwerchhausartige Dachaufbau über den rechten vier Fensterachsen, der ebenso wie das genannte andere Beispiel über ein dunkles Zierfachwerk verfügt. Über einem schlichten Sockel beginnt das mit rotem Klinker versehene Erdgeschoss, das in drei Segmentbögen geteilt ist. Der linke davon nimmt den Hauseingang auf, dieser mit zweiflügeliger originaler Holztür und einem separaten ovalen Oberlicht. In den beiden anderen Bögen jeweils zwei segmentbogenförmige Fenster. Die vier rechten Fenster der Obergeschosse sind optisch durch ihre Lage in einem geringfügig tiefer liegenden Fassadenteil von der linken Achse getrennt. Die linke einzelne Fensterachse dadurch leicht nach vorn gesetzt, so dass die beiden neben dem Fenster aufstrebenden Wandteile lisenenartig wirken und unterhalb der Traufe eine girlandenförmige Verzierung besitzen. Aufwändiger sind jedoch die Dekorfelder zwischen dem 2. und 3. Obergeschoss, die Vasen und Girlanden zeigen. Ansonsten ist die mit weißem Klinker verkleidete Fassade schmucklos. Die Fenster im 1. Obergeschoss mit betontem Sturz, im 2. und 3. Obergeschoss mit profiliertem Gewände. Der fachwerkverzierte Dachaufbau mit leicht geschweiftem Dreieckgiebel, das schiefergedeckte Dach als Satteldach mit einer stehenden Gaupe über der linken Achse. Dieses Mietshaus wurde im Zusammenhang mit der gegenüberliegenden Bebauung Lindenstraße/Schillerstraße errichtet und besitzt sowohl baugeschichtliche als auch städtebauliche Bedeutung. Interessant ist die gestalterische Nähe zum genannten Gebäude auf der Großen Kirchgasse. | 09228974                       |
| Weitere Bilder                          | Rathaus Annaberg                                                                       | Markt 1 (Karte)                                             | 1535–1538 Ursprungsbau, 1731 (oder 1734) überformt                                                      | Rathaus stattliches Barockgebäude, Putzbau mit Dachreiter, mit den späteren rückwärtigen Anbauten einen kompletten Block bildende Baugruppe, baugeschichtliche und ortsgeschichtliche sowie städtebauliche Bedeutung. Mächtiger, dreigeschossiger Bau über annähernd rechteckigem Grundriss mit großem Walmdach und hohem verschieferten Dachreiter, der freistehend fast 2/3 einer Marktlängsseite einnimmt. Die Fassade im Wesentlichen horizontal gegliedert mit großen segmentbogenförmigen Öffnungen im Erdgeschoss, bei den Mittelfenstern des 1. Obergeschoss sind die Entlastungsbögen hervorgehoben. Einen Akzent setzt Balkon in der Mittelachse (freitragende Konstruktion aus Eisenguss). Ebenfalls mittig zwischen 1. Und 2. Obergeschoss das Annaberger Stadtwappen, das auf goldenem Grund die thronende heilige Anna Selbdritt, flankiert von zwei stehenden Bergleuten zeigt, darunter Hammer und Schlegel. Im Inneren gratgewölbte Räume sowie das Berghauptmannzimmer mit Wandmalereien des 17. Jhs. Diese Malereien mit figürlichen, heraldischen und floralen Motiven sowie die lebensgroßen Bergmannsdarstellungen wurden 1939 wiederentdeckt und freigelegt. Im Treppenhaus ein aus Sandstein gearbeitetes Wappen des 16. Jh. Mit der Stadtgründung wurde 1497 ein hölzerner Bau am Markt als Rathaus genutzt, dem 1535–1538 der erste steinerne Bau folgte, von dem sich noch heute im Nordflügel Reste erhalten haben. Bei dem verheerenden Brand von 1604 wurde es stark in Mitleidenschaft gezogen, aber sofort wieder errichtet, wobei die erwähnten Wandmalereien entstanden. Nach mehreren Bränden entstanden 1734 unter dem Dresdner Hofarchitekt Johann Christoph Naumann (1664–1742) Pläne für ein Barockgebäude mit üppiger Ausschmückung. Bei dem im Wesentlichen ab 1751 realisierten Bau wurden diese jedoch nicht umgesetzt, sondern eine schlichtere Gestaltung gewählt. Man zog bewusst erhaltene Bauteile der Vorgängerbauten v. a. im Erdgeschoss ein. Dazu zählen u. a. die Reste eines Wendelsteins aus dem 16. Jh. und Verliese, aber auch die großen Öffnungen im Erdgeschoss, die beim Vorgängerbau die Zugänge zu den Brot- und Fleischbänken freigaben. Eine Veränderung der Fassade, bei der u. a. die Putznutung des vierachsigen Mittelrisalits aufgebracht wurde, fand 1864/65 statt. 1904 wurde das Rathaus durch das ehemalige Bezirksgericht an der Wolkensteiner Straße erweitert. Als Verwaltungszentrum der Stadt an der immer gleichen Stelle hat dieses Gebäude nicht nur besonderen baugeschichtlichen und städtebaulichen Wert, sondern vor allem auch ortsgeschichtliche Bedeutung.                                                                                               | 09228596                       |
|                                         | Dreigeschossiges Bürgerhaus mit Steildach, darin drei stehende Dachgauben              | Markt 2 (Karte)                                             | 18. Jh., im Kern wohl älter                                                                             | mit Laden, Hauswappen »Apian-Bennewitz 1541«, baugeschichtliche und städtebauliche Bedeutung. Dreigeschossiges, massives Wohnhaus mit fünf Achsen in geschlossener Bebauung. Im Erdgeschoss ganz rechts der Hauseingang, daneben zwei große Schaufenster und der Zugang zum Laden. Die drei Öffnungen sind oberhalb eines farbig abgesetzten Sockels mit einer Natursteinrahmung (Porphyr) versehen, dessen Sturz eine leichte Profilierung aufweist. Die Fenster der Obergeschosse schlicht mit einfacher Rahmung. Blickfang des verputzten und ansonsten schmucklosen Gebäudes ist das Wappen (Hauswappen „Apian-Bennewitz 1541“), das sich zwischen 1. und 2. Obergeschoss befindet. Das flache Satteldach ist schiefergedeckt mit drei stehenden Gaupen, die mittlere mit einem Doppelfenster. Im Keller zwei Tonnengewölbe. Das vorher zweigeschossige Gebäude mit Mansarddach wurde 1876 um ein Geschoss erhöht und erhielt das heutige Satteldach. Die in diesem Zusammenhang entstandene historistische Fassadengestaltung wurde in den 1930/40er Jahren entfernt, die heute sichtbare Umrandung der Erdgeschoss-Öffnungen gehört wohl der Zusammenlegung der ursprünglich zwei Läden von 1918 an. Dieses Gebäude gehört zur Bebauung des Annaberger Marktes und geht im Kern mindestens auf das frühe 18. Jh. zurück, auch wenn sein äußeres Erscheinungsbild die Baumaßnahmen des 19. und 20. Jh. widerspiegelt. Es besitzt baugeschichtliche und städtebauliche Bedeutung. | 09228724                       |
|                                         | Löwen-Apotheke                                                                         | Markt 3 (Karte)                                             | 1519, 1. Hälfte 19. Jh.                                                                                 | baugeschichtliche und städtebauliche Bedeutung. Dreigeschossiges massives Wohnhaus mit sieben Achsen in geschlossener Bebauung des Annaberger Marktplatzes. Neben dem Hauseingang ganz links wird das gesamte Erdgeschoss von der Apotheke genutzt: Dieses besitzt vier kleinere Schaufenster und einen leicht zurückgesetzten Zugang. Darüber in einer Nische ein goldener Löwe sowie die Schrift „Löwen-Apotheke“ in goldenen Buchstaben. Ein schmaler Sims trennt das 1. Obergeschoss, ein weiterer Sims auch das 2. Obergeschoss optisch ab. Alle Fenster mit glattem Gewände, gerader Verdachung und T-Sprossung. Ungewöhnlich ist die Anordnung von sechs Fenstern im 1. und sieben Fenstern im 2. Obergeschoss, die verputzte Fassade ist schmucklos. Das flache schiefergedeckte Satteldach mit einer langgestreckten Hechtgaupe. Eine Apotheke ist für Annaberg schon seit 1508, an dieser Stelle seit 1638 belegt. Eine Baubeschreibung von 1732 gibt das Aussehen des Apothekenhauses zu diesem Zeitpunkt wieder: zweigeschossig mit Satteldach und rustiziertem Erdgeschoss, im Obergeschoss sechs Fensterachsen mit etwas breiterer Mitte und barocken Verzierungen. Dieses wurde 1870 um ein Geschoss aufgestockt, ein kleiner goldener Löwe befand sich zu dieser Zeit über der Tür. Die heutige Gliederung des Gebäudes entstand aber bei einem Umbau 1965 (Architekt Albert Behr, Aue), bei der das Haus zur sogenannten Kreisapotheke umgebaut wurde. Aufgrund des erweiterten Raumprogramms wurde nur die Fassade zum Markt erhalten, während die gesamte Bausubstanz dahinter bis auf die seitlichen Brandwände entfernt wurde. In diesem Zusammenhang gingen auch die Gewölbe verloren. Durch den Einbau von zwei Wohnungen ins Dachgeschoss wurde auch dieses erneuert und mit der großen Hechtgaupe anstelle der vorherigen drei stehenden Gaupen versehen. Um ein „neuzeitliches“ Aussehen zu erreichen, erhielt das Erdgeschoss eine Muschelkalksteinverkleidung bis zum Gurtgesims sowie einen schwarzen Sockel, wovon jedoch nur Letzterer erhalten blieb. Aus dieser Zeit stammen auch die bronzefarbenen Fenster. Obwohl dieses Gebäude den überwiegenden Teil seiner historischen Bausubstanz verloren hat, ist es doch ein Zeugnis des Baugeschehens durch viele Jahrhunderte mit baugeschichtlicher und städtebaulicher Bedeutung. | 09228723                       |
|                                         | Wohnhaus in geschlossener Bebauung                                                     | Markt 5 (Karte)                                             | Mitte 18. Jahrhundert, später überformt                                                                 | mit Laden, baugeschichtliche und städtebauliche Bedeutung. Dreigeschossiges massives Wohnhaus mit sechs Achsen als Teil der geschlossenen Bebauung des Annaberger Marktplatzes. Das Erdgeschoss ist komplett für die Ladennutzung verändert und großflächig geöffnet worden (u. a. Architekt Götze), darüber breiter Streifen zur Aufnahme der Beschriftung, bevor ein Gesims, das gleichzeitig die Sohlbank der Fenster ist, zu den Obergeschossen überleitet. Die Fenster hier nur von schmalen Wandstücken getrennt, im 1. Obergeschoss mit einer gemeinsamen geraden Verdachung. Die verputzte Fassade ansonsten schmucklos. Ein relativ steiles schiefergedecktes Satteldach besitzt stehende Gaupen in zwei Reihen. Besonders interessant an diesem Gebäude ist, dass es erst 1926/27 aus den beiden Grundstücken Nummer 4 und 5 zusammengelegt worden ist. Als Bauherr fungierte der Drogist Martin, dessen Vater als Baumeister in Dresden die Planung erstellte. Inwieweit Substanz der Vorgängerbauten integriert wurde, ist nicht eindeutig klar. Von der früheren Nummer 4 ist wohl ein Großteil erhalten geblieben, während bei der 5 Abbrüche erfolgten, so um bspw. die Decken auf ein einheitliches Niveau zu bringen. Auch Teile des Daches sollen wohl nur gehoben, konstruktiv aber unverändert geblieben sein. Dieses Objekt ist baugeschichtlich und städtebaulich aufgrund seiner Geschichte und Substanz von Interesse. | 09228651                       |
|                                         | Wohnhaus in geschlossener Bebauung                                                     | Markt 6 (Karte)                                             | 1886, im Kern wohl älter                                                                                | bemerkenswertes Treppenhaus mit Gusseisenteilen, baugeschichtliche und städtebauliche Bedeutung. Dreigeschossiges, massives Wohnhaus mit fünf Achsen als Teil der geschlossenen Bebauung des Annaberger Marktplatzes. Außer dem ganz rechts angeordneten Hauseingang ist das komplette Erdgeschoss der Ladennutzung vorbehalten. Die Fassade weist zu diesem Zweck großflächige Schaufenster und Zugänge auf. Im verputzten Fassadenfeld darüber befinden sich die Schriftzüge der Geschäfte, ein Gesims trennt die Obergeschosse davon ab. Die Fenster sind regelmäßig angeordnet und besitzen in historistischem Dekor im 1. Obergeschoss gerade Verdachungen mit Stuckfeld, im 2. Obergeschoss unterhalb der Sohlbänke liegende Spiegelflächen mit Stuckrosette. Die Mittelachse ist besonders hervorgehoben, da das Fenster hier seitlich von zwei Wandvorlagen mit Kapitellen gerahmt wird, die eine weitere Verdachung tragen, auch ist hier das Schmuckfeld reicher gestaltet. Das schiefergedeckte Satteldach mit drei großen Dachhäuschen, die jeweils ein Doppelfenster aufweisen und mit einem Dreieckgiebel bekrönt sind. Im Inneren bemerkenswertes Treppenhaus mit Gusseisenteilen, im Keller Kreuz- und Tonnengewölbe. Die historistische Gestaltung der Fassade erfolgte 1886 für Emil Voigt, ein erneuter Umbau ist nach 1913 für Schuffenhauer belegt, der hier sein Geschäft für Perlen- und Posamentenmaterialien einrichten ließ (Ausführender: Götze). Der gleiche Bauherr veränderte das Gebäude 1930 erneut, indem für die neue Nutzung als Automatenrestaurant im Erdgeschoss mittig drei große Schaufenster eingebracht wurden. Die Restaurantnutzung blieb lange Zeit erhalten, da z. B. 1957 Maßnahmen für die HO-Gaststätte „Automat“ bekannt sind. Eine größere Sanierung erfolgte 1976/77 für eine Imbissgaststätte, die in der Erdgeschoss-Mitte eine große Pendeltür und seitliche Schaufenster besaß. Das innerstädtische Gebäude besitzt sowohl baugeschichtliche und städtebauliche Bedeutung, ist aber auch wirtschafts- und kulturgeschichtlich von Interesse. | 09228652                       |
| Weitere Bilder                          | Wohnhaus mit Ladenzone, in geschlossener Bebauung                                      | Markt 7 (Karte)                                             | 18. Jh.                                                                                                 | mit Laden, baugeschichtliche und städtebauliche Bedeutung. Dreigeschossiges, massives Wohnhaus mit sechs Achsen als Teil der Annaberger Marktbebauung, hier in halboffener Bebauung, da sich seitlich das Mendegässchen anschließt. Über einem Sockel das Erdgeschoss mit sieben Öffnungen, die hauptsächlich als Schaufenster gestaltet sind. Über den Fenstern der Schriftzug „Friedrich Rechenberger seit 1824“. Die sich anschließenden Obergeschosse mit verputzter Fassade sind völlig schmucklos, die Fenster mit sechsteiliger Gliederung sind nur mit einer schmalen glatten Rahmung versehen. Das schiefergedeckte Walmdach besitzt 5 stehende Gaupen in zwei Reihen. Bei einer Untersuchung der Keller wurde 1996/97 das Vorhandensein einer historischen Anzucht (vermauert) zur Wasserableitung festgestellt, was auf eine frühe Bebauung des Grundstücks schließen lässt. Der auf der Fassade genannte Friedrich Rechenberger war Lohgerber in Annaberg. Sein Sohn Richard beauftragte 1897 den Baumeister Enders mit Umbauten an diesem Haus, das zu dieser Zeit im kompletten Erdgeschoss Gewölbedecken besaß, die Fassade wurde in historistischer Manier gegliedert, u. a. mit Dreiecksverdachungen. Auch war zu diesem Zeitpunkt nur im linken unteren Teil des Erdgeschosses ein Laden eingerichtet. Die Vereinfachung der Ansicht sowie die komplette Nutzung des Erdgeschosses als Laden ist Ergebnis von baulichen Maßnahmen des 20. Jh. Das vermutlich im Kern aus dem 18. Jh. stammende Gebäude besitzt baugeschichtliche und städtebauliche Bedeutung. | 09228653                       |
| Weitere Bilder                          | Barockes Bürgerhaus mit Mittelrisalit und zweigeschossigen Seitenflügeln               | Markt 8 (Karte)                                             | Bezeichnet mit 1731                                                                                     | barockes Bürgerhaus, im Historismus überformt (Portal), im Innern Kreuzgewölbe, baugeschichtliche und städtebauliche Bedeutung. Zweigeschossiges, massives Bürgerhaus mit betonter Mitte und fünf Achsen als Bestandteil der Annaberger Marktbebauung. Die symmetrisch aufgebaute Fassade weist in der Mittelachse ein sehr detailreiches, sich an die Formen der Renaissance anlehnende Portal auf: dieses mit kannelierten Pfeilern und korinth. Kapitellen, die ein gerades Gebälk mit floralem Fries und Zahnschnitt tragen. Die Türöffnung rundbogig mit zweiflügeliger Holztür und verglastem Oberlicht. Auch die vier rundbogigen Fenster des Erdgeschosses weisen schön gestaltete Gewände mit verziertem Scheitelstein auf. Im Obergeschoss besitzt nur das Mittelfenster ein gestaltetes Gewände und davon abgesetzt eine gerade Verdachung. Die anderen vier Fenster, sowie das Doppelfenster im erhöhten Mittelteil, haben einfache glatte Gewände. Die Fassade ist über einem flachen Natursteinsockel glattverputzt. Der mittlere Fassadenteil ist zwerchhausartig ins Dachgeschoss hinaufgezogen und endet in einem Dreieckgiebel mit Okulus. Das schiefergedeckte Satteldach mit stehenden Gaupen in zwei Reihen. Im Inneren wohl Kreuzgewölbe, im Keller Tonnengewölbe. Bei einer Untersuchung der Keller wurde 1996/97 das Vorhandensein einer historischen Anzucht (teils offen) zur Wasserableitung festgestellt, was auf eine frühe Bebauung des Grundstücks schließen lässt. Seit dem 19. Jh. wird dieses Gebäude als Druckerei genutzt, in dem u. a. das Annaberger Wochenblatt hergestellt wurde. Als Besitzer bekannt sind Carl Ludwig Schreiber, gefolgt von C.O. Schreiber, Felix Thallwitz, Gebr. Thallwitz und dann dem VEB Buchdruck Werkstätten Annaberg. Aus diesem Grund waren im Erdgeschoss und Anbau nicht nur Geschäftsräume, sondern auch verschiedene Maschinenräume eingerichtet gewesen. Dieses Gebäude, das im Wesentlichen aus der Barockzeit stammt, wird auch als Barbara-Uthmann-Haus bezeichnet, die an dieser Adresse 1535–1575 gewohnt haben soll. Es besitzt somit nicht nur baugeschichtliche und städtebauliche Bedeutung, sondern ist auch wirtschafts- und kulturgeschichtlich von Interesse. | 09228650                       |
|                                         | Barockes Bürgerhaus mit Mittelrisalit und vierachsigen Seitenflügeln                   | Markt 9 (Karte)                                             | Bezeichnet mit 1733                                                                                     | barockes Bürgerhaus mit überhöhtem Mittelrisalit, baugeschichtliche und städtebauliche Bedeutung. Langgestrecktes zweigeschossiges Bürgerhaus mit elf Achsen als Bestandteil der Annaberger Marktbebauung. Der dreiachsige Mittelrisalit reicht bis ins Dachgeschoss und wird von einem Dreieckgiebel mit Okulus bekrönt. Die jeweils vierachsigen Seitenflügel schließen sich symmetrisch an. Die Erschließung erfolgt über einen segmentbogenförmigen Zugang mit zweiflügeliger Tür in der Mittelachse des Gebäudes, der beidseits von einem Fenster flankiert wird. Die Erdgeschosse der Seitenflügel sind der Ladennutzung auf der linken und einem Restaurant auf der rechten Seite vorbehalten. Dabei besitzt der Laden große Schaufenster mit einer typisch historistischen Gliederung durch schmale Stege zwischen Schaufenstern und Zugang. Seitlich tragen pilasterartige Wandvorlagen mit stilisierten Kapitellen ein gerades, über die Ladenöffnungen reichendes, Gebälk. Auf der Restaurantseite sind die Fensteröffnungen kleiner. Die Fenster des Obergeschosses sowie im 2. Obergeschoss des Mittelrisalits sind einfach mit glatten Gewände und sechsteiliger Gliederung. Einzig die Mittelfenster des 1. Obergeschoss wurden gestalterisch hervorgehoben: sie sind segmentbogenförmig und das Mittlere besitzt eine geschweifte Verdachung, in dessen Binnenfeld zwei Medaillons (bezeichnet „CR“ und „1733“) angeordnet sind. Die beiden benachbarten Fenster mit gerader Verdachung. Auf dem steilen schiefergedeckten Satteldach Dachhäuschen mit Doppelfenstern in zwei Reihen. Dieses Gebäude beherbergte einst das „Hotel zur Post“ bzw. das „Hotel Haendler“, wo im Erdgeschoss links ein Laden, auf der rechten Seite ein Café (z. B. 1932 Café Karlsbad) untergebracht waren. Das 1. Obergeschoss des Mittelrisalits zierte bis 1922 ein Balkon, der zu diesem Zeitpunkt unter dem Vorwand der Baufälligkeit entfernt worden ist. Das im 18. Jh. entstandene Bürgerhaus auf breiter Parzelle konnte trotz einiger baulicher Eingriffe sein Erscheinungsbild bewahren und ist von großem baugeschichtlichem und städtebaulichem Wert. | 09228649                       |
|                                         | Mietshaus mit Ladenzone, in geschlossener Bebauung                                     | Markt 10 (Karte)                                            | um 1900                                                                                                 | mit Ladenzone, baugeschichtliche und städtebauliche Bedeutung. Dreigeschossiges Mietshaus mit sechs Achsen in der geschlossenen Bebauung der Nordwestseite des Annaberger Marktplatzes. Das komplette Erdgeschoss wird durch eine nachträglich eingerichtete einheitliche Ladenzone geprägt, deren Zugang sich auf der linken Seite befindet. Der Einbau von Läden erfolgte auch schon Ende de 19. Jh., allerdings in anderer Form: zu diesem Zeitpunkt befand sich links ein Fenster, dann folgten zwei Läden, bei denen Schaufenster jeweils den Zugang flankierten und der Hauseingang nahm die rechte Achse auf. Die Fassade der Obergeschosse ist geprägt von der orangegelben Klinkerverkleidung und deren Kontrast zum helleren Baudekor: die Öffnungen hier mit schmalen Stuckflächen unterhalb der Sohlbänke sowie verzierten geraden Verdachungen. Bei den Fenstern des 1. Obergeschoss sind zudem die Entlastungsbögen dekorativ hervorgehoben. Die Fenster des 2. Obergeschoss etwas einfacher gestaltet. Im Vergleich zur umgebenden Bebauung, die meist Satteldächer aufweist, ist das Vorhandensein eines zu Wohnzwecken ausgebauten Mansardgeschosses ungewöhnlich. Als Teil der Marktplatzbebauung besitzt dieses Gebäude baugeschichtliche und städtebauliche Bedeutung. | 09228612                       |
|                                         | Wohnhaus in geschlossener Bebauung                                                     | Markt 11 (Karte)                                            | 1821 | baugeschichtliche und städtebauliche Bedeutung. Schmales dreigeschossiges Wohnhaus mit drei Achsen (Kern von 1821) in der geschlossenen Bebauung der Nordwestseite des Annaberger Marktplatzes. Das Erdgeschoss wird von einer Ladennutzung geprägt, bei der zwei Schaufenster den mittleren Zugang rahmen. Die beiden Obergeschosse dienen der Wohnnutzung. Die verputzte Fassade mit je drei rechteckigen Fenstern mit geschossweise unterschiedlicher Gestaltung in Form von Verdachungen, kleinen Konsolen oder geschweiftem Dekor an den Sohlbänken. Das schiefergedeckte Satteldach mit stehenden Gaupen in zwei Reihen. Während das Baudekor der Obergeschossfenster einer Fassadenänderung kurz vor 1900 entstammt, ist die Gliederung im Erdgeschoss erst 1956 mit dem Einbau eines Imbiss und dafür einer Pendeltür in der Mittelachse entstanden. Dieses Wohnhaus auf historisch schmaler Parzelle, das sich trotz späterer äußerlicher Veränderungen viel von seinem ursprünglichen typischen Charakter bewahrt hat, besitzt vor allem als Teil der Marktgestaltung baugeschichtliche und städtebauliche Bedeutung. | 09228611                       |
|                                         | Wohnhaus in geschlossener Bebauung                                                     | Markt 12 (Karte)                                            | Um 1880 (Fassade)                                                                                       | baugeschichtliche und städtebauliche Bedeutung. Schmales dreigeschossiges Wohnhaus mit vier Achsen in der geschlossenen Bebauung der Nordwestseite des Annaberger Marktplatzes. Das Erdgeschoss wird seit 1887 von einer Ladennutzung geprägt (dessen Zugang im Haus Nummer 11) hier: links ein breites segmentbogenförmiges Fenster und rechts ein Doppelfenster, beide Öffnungen mit profilierter Rahmung und abschließendem geraden Gebälk. Die beiden Obergeschosse dienen der Wohnnutzung. Die verputzte Fassade mit je vier segmentbogenförmigen Fenstern, diese mit profilierter Rahmung und gerader Verdachung, im 1. Obergeschoss Stuckspiegel unterhalb der in einem horizontalen Band zusammengefassten Sohlbänke. Die Fensteröffnungen im 2. Obergeschoss ähnlich, aber ohne Stuck. Das Traufgesims wird durch einen Stuckfries betont, das sich anschließende Satteldach schiefergedeckt mit 3 stehenden Gaupen. Die frühhistoristische Fenstergestaltung entstand im 19. Jh., aus dem auch die grundsätzliche Gliederung des Erdgeschosses stammt. Allerdings dienten damals beide Öffnungen der Erschließung (links Hauszugang, rechts Laden), erst durch jüngere Baumaßnahmen, die die benachbarten Häuser im Erdgeschoss miteinander verbanden, wurden sie zu Fenstern verkleinert. Dieses Wohnhaus auf historisch schmaler Parzelle, das sich trotz späterer äußerlicher Veränderungen viel von seinem ursprünglichen typischen Charakter bewahrt hat, besitzt vor allem als Teil der Marktgestaltung baugeschichtliche und städtebauliche Bedeutung. | 09228610                       |
| Weitere Bilder                          | Wilder Mann                                                                            | Markt 13 (Karte)                                            | 1507 (1. Hälfte 16. Jh., später überformt)                                                              | im Erdgeschoss spätgotische Holzbalkendecke und Zellsterngewölbe, baugeschichtliche und städtebauliche Bedeutung, Alters- und Seltenheitswert. Langgestreckter dreigeschossiger Hotelbau mit 12 Fensterachsen in Ecklage und halboffener Bebauung an der Nordecke des Annaberger Marktplatzes. Das Gebäude wurde 1507 als Wohnhaus für den Berg- und Münzmeister Albrecht von Schreibersdorf errichtet und dient seit 1604 als Gasthof. Im 18. Jh. wurde es mit dem Nachbargebäude verbunden, so dass die heute als Platzwand sichtbare Fassade entstand. 1835 wurde ein zweites Obergeschoss aufgesetzt und die Fassade in den 1920er Jahren zum heutigen Aussehen umgestaltet. Diese zeichnet durch die Ausbildung von paarweisen horizontalen Simsbändern zwischen den Geschossen aus, die den lagernden Charakter der Fassade noch unterstützen. Im Erdgeschoss in der 4. und 5. Achse der Eingang zum Hotel, in der 11. und 12. Achse ein Segmentbogentor zum Restaurant. Die Fenster in den Obergeschossen relativ klein mit T-Sprossung, sie liegen in flachen Putznischen, die im 1. Obergeschoss Dreieck- und im 2. Obergeschoss Segmentbogenverdachungen andeuten. Das mächtige schiefergedeckte Walmdach mit einer Reihe kleiner stehender Gaupen. Im Inneren im Hausflur Zellengewölbe, in einigen anderen Erdgeschoss ebenfalls gratgewölbte Räume, im Gastraum eine 1884 freigelegte, bemerkenswert aufwändig gestaltete über einen Meter hohe Holzbalkendecke (bezeichnet 1501). Damit gehört das Gebäude zu den ältesten erhaltenen Gebäuden der Stadt mit einer für Annaberg seltenen Innenausstattung, da hier durch mehrere verheerende Brände kaum Substanz aus der Zeit der Stadtgründung erhalten ist. Das Gebäude besitzt damit nicht nur bau- und ortsgeschichtliche Bedeutung, sondern auch Alters- und Seltenheitswert. | 09228594                       |
| Direkt Bild zu diesem Denkmal hochladen | Türstock und Tür                                                                       | Max-Michel-Straße 8 (Karte)                                 | Um 1830 (Türstock), um 1905 (Tür)                                                                       | | 09228632                       |
| Direkt Bild zu diesem Denkmal hochladen | Tür                                                                                    | Max-Michel-Straße 15 (Karte)                                | Um 1880                                                                                                 | | 09228631                       |
|                                         | Vier Schwibbögen                                                                       | Mendegäßchen (Karte)                                        | um 1800 oder älter                                                                                      | städtebauliche und ortsgeschichtliche Bedeutung. Zwischen der Bebauung Markt 7 und 8 befindet sich das schmale, zu Museumsgasse und Karlsplatz führende Mendegässchen. Zwischen den Gebäuden entlang der engen Gasse wurden die vier Schwibbögen zur Kraftableitung errichtet. Diese Bögen sind segment- bzw. korbbogenförmig, oben gerade abgeschlossen und aus Gründen des Witterungsschutzes heute mit einer steilen Blechabdeckung versehen. Schon in einem Schreiben von 1939 verweist die Stadt auf den Erhalt der Bögen im Interesse des Heimatschutzes und beteiligte sich mit einem Drittel an den Erhaltungskosten. Die Schwibbögen sind auch in Annaberg ein Relikt aus alter Zeit von städtebaulichem und ortsentwicklungsgeschichtlichem Wert, den es zu bewahren gilt. | 09228654                       |
|                                         | Tetzelhaus                                                                             | Mittelgasse 1 (Karte)                                       | 1885 (im Kern 16. Jh.)                                                                                  | im Kern Renaissancegebäude, seinen Namen erhielt das Gebäude vom berüchtigten Ablasshändler Johann Tetzel, der hier 1508–1510 und 1517 wohnte (Inschrift-Tafel), Fassade des Hauses historisierend überformt, baugeschichtliche und personengeschichtliche Bedeutung. Dreigeschossiges massives Mietshaus mit historistischer Gestaltung in Ecklage und geschlossener Bebauung. Die Fassade mit dem Eingang zur Großen Kirchgasse sechsachtachsachsig, zur Mittelgasse dreiachsig mit langgestrecktem achtachsigen Anbau. Die verputzte Fassade des Hauptgebäudes ist durch das reichhaltige Dekor der Fenster sowie durch horizontale Bänder und Friese üppig gegliedert. Die mittigen Eingänge eingezogen mit vorgelagerter Treppe. Die Fenster mit konsolgeschmückten Sohlbänken, geraden und dreieckigen Verdachungen, sowie Stuckreliefs über oder unter den Öffnungen. Auf der Hauptfassade befinden sich zwei Inschriftenfelder mit „Restauriert von Carl Schmidt 1885“ und „Wol dem der sich auff mich verlesst Joh. Tetzel 1508“. Ein Traufgesims mit Zahnschnitt leitet zum schiefergedeckten Walmdach über, dieses besitzt Dachhäuschen mit Dreiecksgiebeln. Der weit in die Mittelgasse reichende, ebenfalls dreigeschossige Anbau schlichter ausgeführt mit Putznutung im Erdgeschoss und einfach profilierten Fenstergewänden, Satteldach. Im Kern handelt es sich um ein Renaissancegebäude, das 1506 erbaut wurde. Seinen Namen erhielt das Gebäude vom berüchtigten Ablasshändler Johann Tetzel, der hier 1508–1510 und 1517 wohnte. Seitdem hat das Haus zahlreiche Wandlungen erfahren, wovon jedoch nur die jüngsten belegt sind: noch 1872 bestand es aus nur zwei Geschossen, mit Kreuzgewölbe im Erdgeschoss und einem Anbau. 1885 wurde es um eine weitere Etage aufgestockt und erhielt ein neues Treppenhaus. Auftraggeber war der Posamenten- und Schnurenfabrikant Carl August Schmidt. Die Kubatur des Anbaues, in dem Arbeitssäle eingerichtet waren, entstand 1907. Im Gewölbe des Tiefkellers soll sich früher eine Freimaurerloge befunden haben, über die wenig bekannt ist. Bei einer Untersuchung der Keller wurde 1996/97 das Vorhandensein einer historischen offenen Anzucht zur Wasserableitung festgestellt, was auf die frühe Bebauung des Grundstückes verweist. Außerdem tritt hier die Seltenheit auf, dass es Keller auf verschiedenen Niveaus gibt. Die heutige Erscheinung ist Ergebnis der jüngsten Umgestaltung von 1995, wobei die Fassaden erhalten wurden, im Inneren aber eine moderne Geschäftspassage mit Lichthof eingerichtet wurde. Das Gebäude mit seiner wechselvollen Geschichte ist nicht nur baugeschichtlich, sondern auch wirtschafts- und personengeschichtlich von Interesse. | 09228731                       |
|                                         | Wohnhaus in Ecklage und geschlossener Bebauung                                         | Mittelgasse 2 (Karte)                                       | 18. Jh., im Kern wohl älter                                                                             | mit Laden, baugeschichtliche und städtebauliche Bedeutung. Zweigeschossiges massives Wohnhaus mit verputzter Fassade in Ecklage und geschlossener Bebauung. Das Erdgeschoss zur Großen Kirchgasse wird von zwei Läden genutzt, von denen der linke über ein, der rechte über zwei Schaufenster verfügt. Die Zugänge sind leicht eingezogen mit vorgelagerten Stufen, über der Öffnung je ein kleines gerades Gesims. Alle Öffnungen in beiden Geschossen sind von einer farbig abgesetzten glatten Rahmung umgeben, beide Ansichten ohne Baudekor. Das schiefergedeckte Walmdach ist ausgebaut und verfügt auf beiden Seiten über je drei Dachhäuschen mit Doppelfenstern. Bis auf die nachträglichen Ladeneinbauten entstand das heutige Erscheinungsbild des Bauwerkes im 18. Jh., obwohl im Kern vermutlich ältere Bauteile erhalten sind. Es ist somit baugeschichtlich und städtebaulich von Bedeutung. | 09228732                       |
| Direkt Bild zu diesem Denkmal hochladen | Wohnhaus in offener Bebauung                                                           | Mühlweg 2 (Karte)                                           | 18. Jahrhundert (Kern wohl älter)                                                                       | baugeschichtliche und ortsentwicklungsgeschichtliche Bedeutung. Eingeschossiges massives Wohnhaus auf rechteckigem Grundriss in offener Bebauung der Annaberger Innenstadt. Die verputzte schmucklose Fassade mit drei zu drei Achsen, der Eingang auf der Giebelseite rechts mit schlichter Rahmung. Die Fenster als Holzfenster mit histor. Teilung, im Erdgeschoss auf der Giebelseite mit Fensterläden. Das abgewalmte Mansarddach mit Schieferdeckung und stehenden Gaupen zur Wohnnutzung ausgebaut. Es handelt sich um ein kleines freistehendes Wohnhaus, das vermutlich aus dem 18. Jh. stammt und die zu diesem Zeitpunkt typische Bebauung widerspiegelt. Es besitzt somit nicht nur bauhistorische Bedeutung, sondern ist auch für die Ortsentwicklungsgeschichte von Relevanz. | 09228583                       |
| Direkt Bild zu diesem Denkmal hochladen | Wohnhaus in offener Bebauung                                                           | Mühlweg 10 (Karte)                                          | bez. 1854                                                                                               | im Innern Kreuzgewölbe, baugeschichtliche Bedeutung. Zweigeschossiges massives Wohnhaus auf rechteckigem Grundriss in offener Bebauung der Annaberger Innenstadt. Die oberhalb eines Natursteinsockels verputzte Fassade mit fünf zu zwei Achsen, der Eingang mittig auf der Traufseite mit Natursteinportal und geradem Giebel, hier die Bezeichnung „C.F.W. 1854“. Die Fensteröffnungen mit schlichten Natursteingewänden und Holzfenstern mit histor. Teilung. Das Traufgesims profiliert, das Satteldach mit stehenden Gaupen in zwei Reihen zur Wohnnutzung ausgebaut. Im Inneren Kreuzgewölbe. Es handelt sich um ein freistehendes Wohnhaus, das Mitte des 19. Jh. entstanden ist und die zu diesem Zeitpunkt typische Bebauung widerspiegelt. Es besitzt somit nicht nur bauhistorische Bedeutung, sondern ist auch für die Ortsentwicklungsgeschichte von Relevanz. | 09228584                       |
| Direkt Bild zu diesem Denkmal hochladen | Mietshaus in geschlossener Bebauung                                                    | Münzgasse 1 (Karte)                                         | 1911 | baugeschichtliche und städtebauliche Bedeutung. Zweigeschossiges Mietshaus in Ecklage und halboffener Bebauung in unmittelbarer Nähe zum Marktplatz von Annaberg. Das Gebäude weist im Erdgeschoss vier rundbogige Fenster, im Obergeschoss drei rechteckige Fenster mit stilisierter Dreieckverdachung auf. Blickfang dieses Geschosses sind sowohl der Balkon mit massiver Brüstung und einem dreiteiligen Fenster-Tür-Element sowie der runde Eckerker, der sich im Dachgeschoss fortsetzt und von einem spitzen Türmchen bekrönt wird. Das schiefergedeckte Mansarddach erhielt eine Mittenbetonung durch einen zweiachsigen Dachaufsatz mit Dreieckgiebel, dieser mit kleinem runden Fenster und Girlandendekor. Ansonsten stehende Gaupen in zwei Reihen. Der Zugang zum Gebäude erfolgt auf der straßenabgewandten Giebelseite vom Hof aus. In einem leicht vorspringenden Bauteil ein rundbogiges Portal mit profiliertem Gewände und Freitreppe. Um 1900 war dieses Grundstück im Besitz der Annaberger Apothekerfamilie Apian-Bennewitz. Laut Bauunterlagen entstand das Gebäude in seinem heutigen Aussehen 1911(Architekt: Götze), wobei ggf. Teile des Vorgängerbaus integriert sein können. Es handelt sich um ein Objekt von baugeschichtlicher und städtebaulicher Bedeutung. | 09228656                       |
|                                         | Wohnhaus mit Anbau, in Ecklage und geschlossener Bebauung                              | Münzgasse 2 (Karte)                                         | 18. Jh., im Kern wohl älter                                                                             | baugeschichtliche und ortsgeschichtliche sowie städtebauliche Bedeutung. Zweigeschossiges verputztes Wohnhaus als Eckgebäude am Annaberger Marktplatz. Die Fassade zum Markt mit vier Achsen (breite Fenster mit Segmentbögen) im Erdgeschoss und fünf Achsen im Obergeschoss, ganz rechts der Eingang mit vorgelagerter Freitreppe. Die Fassade zur Münzgasse am Haupthaus ähnlich (je drei Achsen), am Anbau mit unregelmäßigen Öffnungen, hier auch Nebeneingang und höherliegende Öffnung zur Warenanlieferung. Alle Fenster weisen eine sechsteilige Gliederung und eine farbig abgesetzte Rahmung auf. Imposant ist das schiefergedeckte Walmdach mit 3 Reihen kleiner stehender Gaupen zum Marktplatz. Im Inneren Zellengewölbe. Schon 1936 war ein „Kreuzgewölbe mit Pflanzenornamenten im 1. Obergeschoss“ in die Teilliste der sächsischen Landesdenkmalliste eingetragen worden. Von 1924 ist ein Umbau des Gebäudes als Bankgebäude belegt, spätestens aus dieser Zeit stammen lt. Zeichnung die segmentbogigen Erdgeschoss-Öffnungen und der marktseitige Zugang. Ab den 1950er Jahren war hier eine Werksküche (Obergeschoss) mit Speisesaal (Erdgeschoss) untergebracht, danach diente es als Verkaufsfläche. Ursprünglich handelt es sich bei diesem Gebäude mit seinem großen Volumen an städtebaulich wichtiger Stelle zwischen Bergkirche und Markt jedoch um das ehemalige Bergamt. Es besitzt somit vor allem bau- und bergbaugeschichtliche, aber auch städtebauliche Bedeutung. | 09228613                       |
| Direkt Bild zu diesem Denkmal hochladen | Mietshaus in halboffener Bebauung                                                      | Münzgasse 3 (Karte)                                         | Um 1885                                                                                                 | baugeschichtliche und städtebauliche Bedeutung. Zweigeschossiges verputztes Mietshaus, das aus der Straßenflucht der Münzgasse zurückgesetzt ist, so dass ein kleiner Platz-/Hofraum zur benachbarten Bergkirche verbleibt. Die Fassade zur Münzgasse mit fünf Achsen und typischer historistischer Gestaltung: alle Öffnungen mit geraden Verdachungen und betonten Sohlbänken. Konsolen als Baudekor sowohl an den Sohlbänken als auch als kräftiger Fries am Traufgesims. Im Erdgeschoss sind die beiden linken Achsen jeweils als zweiflügelige Türen mit Oberlicht ausgebildet. Der Sockelbereich weist dekorative Putznutungen tlw. als vertiefte Spiegel auf. Das schiefergedeckte Mansarddach ist zu Wohnzwecken ausgebaut. Das für seine Entstehungszeit typische Gebäude ist durch seine Lage vor allem städtebaulich relevant, besitzt aber auch baugeschichtliche Bedeutung. | 09228655                       |
| Weitere Bilder                          | Bergkirche St. Marien                                                                  | Münzgasse 5 (Karte)                                         | 1502–1511                                                                                               | kleine Hallenkirche mit Dachreiter und wertvoller Inneneinrichtung, einzige bergmännische Sonderkirche Sachsens, baugeschichtliche, ortsgeschichtliche und bergbaugeschichtliche Bedeutung. Kleine Hallenkirche mit dreiseitigem Schluss im Osten in offener Bebauung und unmittelbarer Nähe zum Annaberger Marktplatz. Sie entstand ursprünglich 1502–1511, wurde beim großen Stadtbrand von 1604 jedoch zerstört. Die erneute Weihe des verputzten Bruchsteinbaus erfolgte 1616, was auch eine Inschrift/Datierung am Sterngewölbe zeigt. Bei der Renovierung konnte 2005 beispielhaft an einer Ecke die ursprüngliche florale Ausmalung dieses Gewölbes freigelegt werden. Bemerkenswert ist die Gestaltung der breiten steinernen Emporen mit ihren gedrungenen Achtecksäulen. Vom Beginn des 17. Jh. stammt wohl ebenfalls das Altarwerk. Seit wenigen Jahren wird hier die bergmännische Krippe ausgestellt. Das steile schiefergedeckte Satteldach wird von einem verschieferten Dachreiter mit hoher Kupferspitze bekrönt, der 1734–1736 entstand. Die heutige Glocke stammt von 1996. Aufgrund von Stadtbränden und anderen baulichen Ursachen sind Restaurierungen und Maßnahmen von 1630, 1664 und 1731 sowie 1909 und 1934 bekannt. Die Kirche ist die einzige bergmännische Sonderkirche Sachsens, die bis Ende des 19. Jh. ausschließlich den Andachten der Bergleute sowie Berggottesdiensten diente. Sie besitzt besondere bergbaugeschichtliche und bauhistorische Bedeutung. | 09228615                       |
| Direkt Bild zu diesem Denkmal hochladen | Wohnhaus in geschlossener Bebauung                                                     | Münzgasse 7 (Karte)                                         | 2. Hälfte 18. Jahrhundert/1. Hälfte 19. Jahrhundert                                                     | späterer Ladeneinbau, baugeschichtliche und städtebauliche Bedeutung. Zweigeschossiges verputztes Wohnhaus in Ecklage und geschlossener Bebauung. Die Fassade mit vier zu drei Achsen, die Öffnungen aber nicht gleichmäßig verteilt. Im Erdgeschoss der Zugang zum Haus mit einem Segmentbogen, auf der linke Seite ein nachträglicher Ladeneinbau mit zwei großen, bodentiefen Schaufenstern und separatem Zugang. Die Fenster ohne Teilung nicht denkmalgerecht, mit schlichten farbig abgesetzten Gewänden. Das Walmdach mit kleinen stehenden Gaupen weist eine Bitumenschindeldeckung auf. Das kleine Wohnhaus ist ein typischer Vertreter des innerstädtischen Bauens um 1800 und besitzt baugeschichtliche und städtebauliche Bedeutung. | 09228616                       |
| Direkt Bild zu diesem Denkmal hochladen | Wohnhaus in geschlossener Bebauung                                                     | Münzgasse 9 (Karte)                                         | 18. Jh., im Kern wohl älter                                                                             | mit Ladeneinbau, baugeschichtliche und städtebauliche Bedeutung. Kleines zweigeschossiges Wohnhaus auf unregelmäßiger Parzelle in geschlossener Bebauung. Die verputzte Fassade des Massivbaus ist 4achsig. Besonderes Merkmal der bis auf ein horizontales Putzband zwischen den Geschossen schlichten Ansicht ist der nachträgliche Ladeneinbau. Dieser reicht über die beiden linken Achsen und ist in der für Ende des 19. Jh. typischen Form gestaltet (zwei Schaufenster rahmen den Zugang, schlanke profilierte Stege zwischen den Öffnungen tragen ein zusammenfassendes Gebälk). Ganz rechts der Eingang zum Haus, dieser sowie die Fenster im Obergeschoss mit farbig abgesetzter Rahmung. Über dem profilierten Traufgesims ein schiefergedecktes Satteldach ohne Aufbauten. Vermutlich ursprünglich eingeschossig und später erhöht und mit dem Laden versehen, zeigt sich hier ein typisches Wohnhaus Annabergs des 18. Jh., welches später an neue Anforderungen angepasst worden ist, es besitzt baugeschichtliche und städtebauliche Relevanz. | 09228617                       |
| Direkt Bild zu diesem Denkmal hochladen | Wohnhaus in Ecklage und geschlossener Bebauung                                         | Münzgasse 10 (Karte)                                        | bez. 1791                                                                                               | barocke Gebäudeteile, ortsgeschichtliche Bedeutung. Während das Gebäude durch massive bauliche Eingriffe seinen Denkmalstatus verloren hat, weisen zwei Scheitelsteine zur Münzgasse weiterhin ortsgeschichtliche Bedeutung auf. Einer befindet sich oberhalb der Tür und ist mit „CDF 1791“ bezeichnet, der andere ziert das Fenster darüber und weist ein Hauszeichen auf. Beide sind als Geschichtszeugnisse erhaltenswert. | 09228620                       |
| Direkt Bild zu diesem Denkmal hochladen | Mietshaus in geschlossener Bebauung                                                    | Münzgasse 12 (Karte)                                        | 2. Hälfte 18. Jh.                                                                                       | baugeschichtliche und städtebauliche Bedeutung. Dreigeschossiges Mietshaus mit sieben Achsen in geschlossener Bebauung. Während sich der Hauseingang ganz rechts befindet, werden die linken drei Achsen für einen Laden genutzt: zwei etwas vergrößerte Fenster rahmen hier den Zugang. Alle Öffnungen der unteren beiden Geschosse weisen ein schlichtes, farbig abgesetztes Gewände auf. Ein horizontales Putzband fungiert als Sohlbank der Fenster des 2. Obergeschoss, diese besitzen eine schlichte gerade Verdachung und wie auch die anderen eine sechsteilige Fenstergliederung. Am auffälligsten ist die Ausbildung des Traufgesimses, dieses besteht aus einem Fries mit Zahnschnitt und Dekorkonsolen. Das schiefergedeckte Satteldach mit drei Dachhäuschen (außen je Doppel-, in der Mitte ein Dreierfenster). Der Baukörper mit den unteren Geschossen stammt sicher aus dem 18. Jh., während das 2. Obergeschoss und das Dachgeschoss eine Erweiterungsmaßnahme des späten 19. Jh. bilden. An marktnahem Sachgesamtheit Annaberger Franziskanerklosters und Bergmagazin, bestehend aus den Einzeldenkmalen: Chorruine der Klosterkirche (Magazingasse 16, Flurstück 147) sowie ehemaliges Bergmagazin (Magazingasse 16, Flurstück 147) und Gartenpavillon (bei Magazingasse 16, Flurstück 146/1) – (siehe Einzeldenkmal 09227087, Magazingasse 16), Nord- und Ostmauer sowie Kellergewölbe (Klosterstraße 12, Flurstück 148/3) – (siehe Einzeldenkmal 09228614, Klosterstraße 12) sowie als Sachgesamtheitsteil: Reste von Stützmauern des ehemaligen Klostergartens; Anlage von besonderer baugeschichtlicher, ortsgeschichtlicher und bergbaugeschichtlicher Bedeutung. Standort besitzt das Gebäude nicht nur baugeschichtliche, sondern auch städtebauliche Bedeutung. | 09228622                       |
|                                         | Mietshaus in offener Bebauung                                                          | Münzgasse 13 (Karte)                                        | um 1880                                                                                                 | baugeschichtliche und städtebauliche Bedeutung. Zur Münzgasse zwei-, zur Gartenseite dreigeschossiges massives Mietshaus in offener Bebauung. Die Ansicht zur Münzgasse mit neun Achsen ist symmetrisch gegliedert: über einer Sockelzone erhebt sich das rustizierte Erdgeschoss mit seinen großen Segmentbogenfenstern und dem mittigen, eingezogenen Eingang. Ein breites Gesims trennt das Obergeschoss ab, hier die Fenster rechteckig mit dominanten, auskragenden geraden Verdachungen und einer angedeuteten Balustrade jeweils unter den Fenstern. In dieser Weise sind auch die Schmalseiten des Gebäudes gestaltet. Die eigentliche Schauseite ist von der Straße abgewandt: hier ist die Mittelachse durch einen Risalit deutlich hervorgehoben, dieser als Balkon im Obergeschoss offen und mit einem geschweiften Giebelaufbau im Dachgeschoss versehen. Das schiefergedeckte Walmdach wurde nachträglich verändert, was durch die lange Hechtgaupe vor allem das Straßenbild beeinträchtigt. Eine Besonderheit ist die Erhaltung des für das späte 19. Jh. typischen hölzernen Gartenhäuschens. Durch seine Solitärstellung wirkt das Gebäude palaisartig. Es ist eines der wenigen, Ende des 19. Jh. entstandenen Mietshäuser in offener Bebauung in Annaberg, da diese in der Regel aufgrund der beengten Platzverhältnisse als Blockrandbebauung errichtet werden mussten. Es weist baugeschichtliche und städtebauliche Relevanz auf. | 09228619                       |
| Direkt Bild zu diesem Denkmal hochladen | Schulanbau in Ecklage und in halboffener Bebauung                                      | Münzgasse 15 (Karte)                                        | 1912 | Bau- und kulturgeschichtliche Bedeutung, seit 2019 zugehörig zur Kernzone des UNESCO-Welterbes Montanregion Erzgebirge/Krušnohoří. Dreigeschossiges, massives Gebäude in Ecklage und halboffener Bebauung. Oberhalb eines Sockelgeschosses (teilweise mit Bruchsteinmauerwerk) beginnen die beiden Hauptetagen mit den Unterrichtsräumen des Schulanbaus. Die Straßenfassade mit je drei Fenster links und rechts; die mittleren Fensterachsen durch eine schlichte Lisenenarchitektur strukturiert. Der gleiche Aufbau wird in einem aufgestockten, niedrigeren Geschoss oberhalb eines Gesimses wiederholt. Alle Fenster rechteckig mit achtteiliger Gliederung. Treppenhaus und Zugang befinden sich auf der Hofseite. Das Mansarddach ist schiefergedeckt und wird von einem Dachreiter bekrönt. Dieses Gebäude wurde 1912 als Erweiterungsbau für das 1872 entstandene Realgymnasium errichtet. Eine Aufstockung – sehr gut am Gesims erkennbar – fand 1928 statt. Ein Verbindungsgebäude sichert die Erschließung von Haupt- und Nebenhaus. Durch seine klare Architektursprache wird die Funktionalität des Gebäudes zum Ausdruck gebracht. Dieser Schulanbau ist, zusammen mit den „Feilerhäusern“, eines der wenigen Annaberger Architekturbeispiele, die durch den Einfluss der Klassischen Moderne gekennzeichnet sind, und besitzt somit bau- und kulturgeschichtliche Bedeutung. | 09305084                       |
|                                         | Mietshaus in halboffener Bebauung                                                      | Münzgasse 16 (Karte)                                        | um 1890                                                                                                 | baugeschichtliche Bedeutung. Zweigeschossiges kleines Mietshaus mit sechs Achsen in halboffener Bebauung. Über einer Sockelzone aus Bruchsteinmauerwerk schließt sich das verputzte, mit dekorativen Putznutungen versehene Erdgeschoss an. Die Fenster hier mit schlichtem profiliertem Gewände und kräftiger Sohlbank. Der Eingang in der dritten Achse ist eingezogen und weist eine vorgelagerte Treppe innerhalb der Gebäudeflucht auf. Ein Gesims leitet zum Obergeschoss über, das eine orangegelbe Klinkerverkleidung besitzt. Die Fenster hier mit reichlich Baudekor an Verdachung und als Stuckflächen unter den Fenstern, alle mit T-Stock. Das Schieferdach ist ausgebaut und hat 4 Gaupen, wovon die äußeren jeweils ein Doppelfenster aufweisen. Mit diesem für das Ende des 19. Jh. typischen Mietshaus endet die eigentliche Bebauung der Münzgasse, da die sich stadtauswärts anschließenden Bereiche die Rückseiten und Gärten der Häuser an der Klostergasse sind. Nahezu unverändert erhalten, zeigt dieses Beispiel die Umsetzung der Bauaufgabe Mietshaus in relativ kleinem Volumen auf einer Innenstadtparzelle, es besitzt baugeschichtliche Bedeutung. | 09228621                       |
| Weitere Bilder                          | Mietshaus mit Anbau in geschlossener Bebauung                                          | Museumsgasse 1 (Karte)                                      | 19. Jh., im Kern wohl älter                                                                             | mit Ladeneinbau, baugeschichtliche und ortsgeschichtliche Bedeutung. Dreigeschossiges ehemaliges Wohnhaus in Ecklage und geschlossener Bebauung in der Nähe zum Marktplatz in Annaberg. Das heutige Erscheinungsbild des Gebäudes ist Ergebnis zahlreicher baulicher Maßnahmen. Noch im 19. Jh. handelte es sich um ein zweigeschossiges unterkellertes Gebäude mit einem Anbau an der Museumsgasse. Heute wirkt das Gebäude mit seinen jeweils fünf Achsen als ein großer Baublock. Der historische Eingang mit profiliertem Gewände und Scheitelstein ist ebenso erhalten wie das benachbarte Fenster mit gleicher Gestaltung. Die anderen Fenster sind rechteckig und besitzen schlichte Gewände, die farbig zum Putz abgesetzt sind, alle Fenster mit historischer Teilung. An der Ecke zur Johannisgasse befindet sich ein Laden mit zwei großen Schaufenstern und dem anschließenden Zugang. Ansonsten ist die Fassade schlicht und schmucklos. Ein kräftiges Traufgesims, auf beiden Seiten jeweils unterbrochen für einen zwerchhausartigen Dachaufbau, leitet zum schiefergedeckten Walmdach über, neben den Dachaufbauten noch kleine stehende Gaupen. Sowohl das 2. Obergeschoss als auch das Dachgeschoss sind Ergebnis von 1889 und 1903 erfolgten Umbaumaßnahmen für den Besitzer Karl Schubert. Dieser war als Konditor Betreiber des hier befindlichen „Cafe Central“. Dafür wurden 1909 auch die Schaufenster zu den heutigen Dimensionen vergrößert, jedoch waren sie zur Bauzeit noch reichlich mit floralem Dekor versehen. Die neue verglaste Brücke zwischen dem Erzhammerhaus (Buchholzer Straße 2) und dem Obergeschoss dieses Hauses zur Nutzung des Gebäudes für die „Manufaktur der Träume“ schmälert den dokumentarischen Wert des Hauses nicht. Aufgrund seiner Substanz und Geschichte besitzt dieses Gebäude sowohl bau- als auch ortsgeschichtliche Bedeutung. | 09228658                       |
| Direkt Bild zu diesem Denkmal hochladen | Mietshaus in geschlossener Bebauung                                                    | Museumsgasse 3 (Karte)                                      | bez. 1906                                                                                               | Fassade mit Jugendstilelementen, Reste der originalen Ausstattung in Flur und Treppenhaus, baugeschichtliche und städtebauliche Bedeutung. Dreigeschossiges massives Mietshaus mit sechs Achsen in geschlossener Bebauung der Annaberger Innenstadt. Das Natursteinmaterial des Sockels setzt sich im Portal des Eingangs in der rechten Achse fort. Dieser eingezogen und mit geschweiftem profiliertem Giebel geschmückt. Das Erdgeschoss mit dekorativer Putznutung, die sich im Erker fortsetzt, der die Gebäudemitte im 1. und 2. Obergeschoss betont. Dieser mit Stuckdekor zwischen den Geschossen (u. a. Medaillon bezeichnet „19 KS 06“) und unterhalb des geschweiften Abschlusses. Erdgeschoss und Obergeschoss werden durch ein kräftiges Gesims getrennt, die Putznutung reicht aber noch ein halbes Geschoss weiter nach oben. Auch auf der Fassadenfläche zwischen den Fenstern Stuckdekor in gleicher Höhe wie am Erker. Die Öffnungen teilweise aus der Fläche geschnitten, teilweise mit farbig abgesetzten Rahmungen, alle Fenster mit historischer Teilung, einschließlich der kleinteiligen Oberlichter. Oberhalb des Erkers setzt sich die Mittenbetonung durch Ausbildung eines Zwerchhauses mit geschwungenem Giebel fort. Das schiefergedeckte Mansarddach zur Wohnnutzung ausgebaut. Dieses Mietshaus in seiner wohlproportionierten, vom Jugendstil beeinflussten Fassade wurde 1906 von F.J. Götze (einem der renommiertesten Architekten dieser Zeit in Annaberg) für den Konditor Karl Louis Schubert errichtet, auf den auch die Initialen am Haus deuten. Im Erdgeschoss war zur Entstehungszeit im hinteren Teil eine Backstube mit Backofen eingerichtet, ein Durchgang zum Nachbarhaus (gleicher Besitzer) führte direkt in das dortige Café. Es handelt sich um ein typisches Mietshaus seiner Zeit in authentischem Zustand. bezeichnet 1906 im Erker (Inschrift: 19 KS 06 u. SALVE), Ausstattung: Türen, Deckenmalerei sowie Mosaikfußboden mit Darstellung des Reichsadlers, Geländer im Treppenhaus | 09228659                       |
| Direkt Bild zu diesem Denkmal hochladen | Mietshaus in geschlossener Bebauung                                                    | Museumsgasse 5 (Karte)                                      | im Kern nach 1731                                                                                       | im Innern Kreuzgewölbe, baugeschichtliche und städtebauliche Bedeutung. Dreigeschossiges massives Mietshaus mit fünf zu sieben Achsen in Ecklage und halboffener Bebauung der Annaberger Innenstadt. Die hohe und breite Hauptansicht des Gebäudes zeigt zum Karlsplatz: hier sind die mittleren drei Fenster des 1. Obergeschoss mit einfachen dreieckigen Giebeln hervorgehoben. Diese Mittenbetonung wird im Dachgeschoss durch den Aufsatz eines mächtigen Dreieckgiebels verstärkt. In der Spitze ein Stuckdekor mit der Bezeichnung „AW1906“. Bei diesem Gebäude handelt es sich jedoch nicht um einen Neubau der Jahreszahl entsprechend, sondern um einen massiven Umbau/Aufstockung eines ehemals kleineren Gebäudes. Von dieser alten Substanz zeugt die Eingangstür mit einem schlichten segmentbogigen Portal auf der Museumsgasse. Alle Fenster mit glatter aufgeputzter Rahmung und T-Sprossung. Das schiefergedeckte Mansarddach ist zur Wohnnutzung ausgebaut. Bei einer Untersuchung des Kellers wurde 1996/97 das Vorhandensein einer historischen Anzucht (vermauert) zur Wasserableitung festgestellt, was auf eine frühe Bebauung des Grundstückes verweist. Dieses Gebäude verdeutlicht die Anpassung älterer Bausubstanz an die geänderten Nutzungsanforderungen um 1900. Es besitzt damit vor allem baugeschichtliche, durch seine stärke räumliche Präsenz aber auch städtebauliche Bedeutung. | 09228660                       |
| Weitere Bilder                          | Königlich-Sächsische Meilensteine (Sachgesamtheit)                                     | Obere Badergasse, Ecke Zick-Zack-Promenade (Karte)          | 19. Jahrhundert (Meilenstein)                                                                           | Stationsstein, rechteckige Stele mit rundbogigem Abschluss auf quadratischem Sockel, verkehrsgeschichtlich von Bedeutung. Meilenstein aus Sandstein auf rechteckigem Grundriss mit rundbogigem Abschluss. Auf beiden Seiten mit einer gusseisernen Krone versehen und beschriftet (Annaberg 218 sowie die Distanzen zu umliegenden Orten). Meilensteine entstanden in Sachsen ab Mitte des 19. Jh. aufgrund der Anpassung der Längeneinheiten zu einer „kleinen Meile“ (7,5 km), darauf folgte eine Neuvermessung des Straßensystems bis 1861. Durch die Einführung des Meters 1873 wurden die Entfernungsangaben auf den Meilensteinen zum Teil korrigiert. Hier handelt es sich um den Stationsstein des Postkurses 218 (Annaberg-Schwarzenberg), der ursprünglich ab 1850 am Buchholzer Tor aufgestellt war und vermutlich 1897 an seinen jetzigen Standort versetzt wurde. Diese Meilensteine sind wichtige Geschichtszeugnisse mit verkehrs- und kulturgeschichtlicher Bedeutung. | 09229159                       |
| Weitere Bilder                          | Wohnhaus in Ecklage und geschlossener Bebauung                                         | Obere Badergasse 2 (Karte)                                  | um 1750, im Kern wohl älter                                                                             | im Innern Gewölbe, baugeschichtliche Bedeutung. Zweigeschossiges massives Wohnhaus mit vier zu fünf Achsen in Ecklage und halboffener Bebauung. Der Zugang erfolgt auf der Giebelseite durch ein leicht außermittiges segmentbogenförmiges Portal aus Naturstein. Alle Fenster mit (wenig glücklich) erneuerten Natursteingewänden und Holzfenstern mit historischer Sprossung. Ansonsten weist die verputzte Fassade kein Baudekor auf. Als unvorteilhaft erweist sich die letzte Sanierung des Objektes, bei der die Außenwände gedämmt wurden, vor allem im Bereich des Anschlusses an den Bruchsteinsockel. Das abgewalmte schiefergedeckte Satteldach neu und mit zwei Reihen stehender Gaupen zur Wohnnutzung ausgebaut. Im Inneren sind wohl Gewölbe erhalten. Dieses mindestens auf das 18. Jh. zurückgehende, für die Zeit typische freistehende Wohngebäude gehört zur älteren Bausubstanz der Stadt und besitzt damit baugeschichtliche Bedeutung. | 09228668                       |
| Direkt Bild zu diesem Denkmal hochladen | Mietshaus in offener Bebauung                                                          | Obere Badergasse 5 (Karte)                                  | Um 1870                                                                                                 | baugeschichtliche Bedeutung. Dreigeschossiges massives Mietshaus mit neun zu fünf Achsen in offener Bebauung. Oberhalb eines Bruchsteinsockels schließt sich das verputzte Erdgeschoss an, das nur auf der nördlichen Giebelseite eine dekorative Putznutung besitzt. Der Eingang auf der Straßenseite außermittig in der 6. Achse ist in der für Annaberg typischen Weise eingezogen und mit einer vorgelagerten Treppe versehen, zweiflügelige historistische Tür mit hohem Oberlicht. Hauptansicht und südliche Giebelseite werden in den Obergeschoss durch die orangegelbe Klinkerverkleidung geprägt, die Nordseite verputzt. Die Fenster im Erdgeschoss segmentbogenförmig, alle anderen rechteckig, jeweils mit Natursteingewänden und T-Sprossung. Die Öffnungen zu den Schauseiten nach Westen und Süden mit der für den Historismus typischen Bauzier: gerade und dreieckige Verdachungen, kleine Konsolen an den Sohlbänken sowie Spiegelflächen unterhalb der Fenster. Die Gebäudeecken sind durch Rustika betont. Das schiefergedeckte Satteldach mit Dachhäuschen und Doppelfenstern. Ungewöhnlich ist bei diesem freistehenden, ansonsten typischen Mietshaus des 19. Jh. die unterschiedliche Ausbildung der beiden Giebelseiten. Es besitzt vorrangig baugeschichtliche Bedeutung. | 09228827                       |
| Direkt Bild zu diesem Denkmal hochladen | Wohnhaus in geschlossener Bebauung                                                     | Obere Röhrgasse 9 (Karte)                                   | Bezeichnet mit 1820 oder 1829                                                                           | baugeschichtliche und städtebauliche Bedeutung. Zweigeschossiges massives Wohnhaus mit sechs Achsen in geschlossener Bebauung. Der Eingang auf der rechten Seite mit segmentbogigem Natursteinportal (Porphyr) und vorgelagerter Treppe im Gehwegbereich. Die schlichte Fassade glatt verputzt ohne Bauzier, die Fenster rechteckig mit Holzfenstern mit histor. Sprossung und farbig abgesetzten Gewänden. Ein profiliertes Traufgesims unterhalb des schiefergedeckten Satteldaches, hier zwei unverhältnismäßig große Dachhäuschen mit Doppelfenstern. Das in der ersten Hälfte des 19. Jh. entstandene Wohnhaus zeigt die typische geschlossene Bebauung der Annaberger Innenstadt zu dieser Zeit und besitzt baugeschichtliche und städtebauliche Bedeutung. | 09229024                       |
| Direkt Bild zu diesem Denkmal hochladen | Kleines eingeschossiges Wohnhaus mit Zwerchgiebel, in offener Bebauung                 | Obere Röhrgasse 17 (Karte)                                  | Bezeichnet mit 1850                                                                                     | Handwerker- oder Bergarbeiterhaus, baugeschichtliche und ortsgeschichtliche Bedeutung. Eingeschossiges massives Wohnhaus mit Zwerchgiebel in Ecklage und offener Bebauung. Der Eingang mit klassizistischem Türsturz und der Bezeichnung „CF 1850“ befindet sich in der Mittelachse der 7achsigen Traufseite, ist eingezogen mit vorgelagerter Treppe und schöner historistischer Holztür. Die sechs Fenster im Erdgeschoss sowie die drei gekoppelten im Zwerchgiebel mit einfach profilierten, farbig abgesetzten Gewänden, keine denkmalgerechte Fenstersprossung. Im Zwerchgiebel ein Rundfenster. Das schiefergedeckte Satteldach mit je einer kleinen stehenden Gaupe neben dem mittenbetonenden Zwerchhaus. Dieses in der Mitte des 19. Jh. entstandene Wohnhaus zeigt die typische Gestaltung freistehender Handwerker- oder Bergarbeiterhäuser dieser Zeit. Es besitzt damit neben der baugeschichtlichen Bedeutung auch Relevanz für die Ortsentwicklung Annabergs. | 09229023                       |
| Direkt Bild zu diesem Denkmal hochladen | Barockes Wohnhaus in offener Bebauung, sogenanntes Baubegnadigungshaus                 | Obere Röhrgasse 19 (Karte)                                  | Bezeichnet mit 1796                                                                                     | sogenanntes Begnadigungshaus, im Innern Kreuzgewölbe, baugeschichtliche und ortsgeschichtliche Bedeutung. Zweigeschossiges massives Wohnhaus mit fünf zu drei Achsen in offener Bebauung am Rande der Annaberger Innenstadt in der Nähe der früheren Stadtmauer. Der Zugang zum Gebäude in der Mittelachse der Traufseite mit einem schlichten segmentbogigen Portal, im Scheitelstein die Bezeichnung „1796“, neuere zweiflügelige Holztür. Die Fenster der unsanierten verputzten Fassade mit farbig abgesetzter Rahmung und T-Sprossung, tlw. auch ohne Teilung. Das abgewalmte Mansarddach mit vier stehenden Gaupen. Im Inneren Kreuzgewölbe erhalten. Im hinteren Grundstücksteil ein großer Anbau, der vorwiegend von einer Baumaßnahme von 1885 stammt und der als Getreidelager verwendet worden ist. Bei einer Untersuchung der Keller wurde 1996/97 das Vorhandensein einer historischen Anzucht (vermauert) zur Wasserableitung festgestellt, was auf eine frühe Bebauung des Grundstückes verweist. Das Gebäude wird als sogenanntes Baubegnadigungshaus bezeichnet, was bedeutet, dass bei seiner Errichtung dem Bauherren finanzielle oder steuerliche Unterstützung gewährt wurde. Es ist besitzt somit neben seiner augeschichtlichen Bedeutung auch ortsgeschichtlichen und wirtschaftspolitischen Wert. | 09229022                       |
| Direkt Bild zu diesem Denkmal hochladen | Schulgebäude, mit langem Anbau zur Kleinen Kirchgasse (ehemalige Bürgerschule)         | Oberer Kirchplatz 1 (Karte)                                 | Bezeichnet mit 1834                                                                                     | Prägnanter klassizistischer Schulbau, von bau- und ortsgeschichtlicher Bedeutung, seit 2019 zugehörig zur Kernzone des UNESCO-Welterbes Montanregion Erzgebirge/Krušnohoří. Die mit ihrer klassizistischen Fassade zum Oberen Kirchplatz weisende, 1834 errichtete ehemalige Bürgerschule ist ein Monument von baugeschichtlicher, ortsgeschichtlicher und städtebaulicher Bedeutung. In direkter Nachbarschaft zur Annenkirche und zur Lateinschule symbolisiert der Baukörper, der später im 19. Jahrhundert durch einen langgezogenen Flügel an der Kleinen Kirchgasse ergänzt wurde, auch eine geistige Mitte Annabergs. Der dreigeschossige massive Putzbau mit einem dominanten dreiachsigen, um eine Achse vorstehenden Mittelrisalit mit „griechischer“ Dreiecksbekrönung und Oculus steht auf einem rustikalen Sockel. Ein Gurtgesims trennt optisch das Erdgeschoss von den beiden Obergeschossen, letztere werden durch Kolossallisenen zusammengefasst. Für zusätzlichen Rhythmus sorgt die Tatsache, dass im zweiten Obergeschoss bei jeweils drei Fensterachsen seitlich des Mittelrisalits die Öffnungen segmentbogig gestaltet sind. Die denkmalgerechte sechsfeldrige Fensterteilung unterstützt den gediegenen Charakter des Gebäudes, das durch ein flaches, schiefergedecktes Walmdach abgeschlossen wird. Der zugefügte Flügel übernimmt die Architektur und wird durch Risalite aufgelockert. | 09305187                       |
| Direkt Bild zu diesem Denkmal hochladen | Wohnhaus mit Laden, in geschlossener Bebauung                                          | Obere Schmiedegasse 2 (Karte)                               | 1. Hälfte 19. Jahrhundert                                                                               | mit Laden, baugeschichtliche und städtebauliche Bedeutung. Drei- bzw. aufgrund der Hanglage viergeschossiges massives Mietshaus in geschlossener Bebauung in unmittelbarer Nähe zum Rathaus und zum Annaberger Marktplatz. Ungewöhnlich ist der schmale langgestreckte Grundriss der Bebauung mit neun zu drei Achsen, der auf die Erweiterung eines vormals kleineren Gebäudes verweist. Der Eingang befindet sich in der 6. Achse und ist in der für die Stadt typischen Weise eingezogen mit vorgelagerter Treppe und zweiflügeliger historistischer Holztür mit Oberlicht. Auf der Schmalseite zur Wolkensteiner Straße ein Laden mit mittigem Zugang, dieser von je einem Schaufenster flankiert, in der heutigen Gestaltung seit 1928. In Richtung Bachgasse besitzt das Sockelgeschoss durch die Straßenneigung Erdgeschossniveau und entsprechend große Fenster, darüber jedoch in vier Achsen jeweils zwei kleine paarweise angeordnete Öffnungen. Die Fassade des verputzten Baus weist im Erdgeschoss zur Schmiedegasse eine dekorative klassizistisch anmutende Putznutung auf, die an dem anstelle von Sohlbänken die Fenster des 1. Obergeschoss zusammenfassenden Gesims endet. Ein ebensolches Gesims auch unterhalb der Fenster des 2. Obergeschoss. Alle Öffnungen mit Holzfenstern und historischer Sprossung, im 1. Obergeschoss die Fenster zudem mit geraden Verdachungen hervorgehoben. Dekorativ ist die Ausbildung eines farbig gefassten Frieses unterhalb des Traufgesimses. Das schiefergedeckte Walmdach mit Dachhäuschen und Doppelfenstern. Dieses Aussehen entstammt im Wesentlichen der Erweiterung des Wohnhauses von 1880. Zuvor bestand hier zur Wolkensteiner Straße seit 1856 ein 5-achsiges Gebäude mit Walmdach und einem Ladeneinbau. Auch dieses Gebäude war aus einem Umbau hervorgegangen. Das aus der 1. Hälfte des 19. Jh. stammende Gebäude an städtebaulich wichtigem Standort besitzt vor allem baugeschichtliche Bedeutung. | 09228674                       |
| Direkt Bild zu diesem Denkmal hochladen | Wohnhaus in geschlossener Bebauung                                                     | Obere Schmiedegasse 5 (Karte)                               | | | 09228566                       |
| Direkt Bild zu diesem Denkmal hochladen | Wohnhaus in geschlossener Bebauung                                                     | Obere Schmiedegasse 7 (Karte)                               | 18. Jahrhundert                                                                                         | im Innern Kreuzgewölbe, baugeschichtliche und städtebauliche Bedeutung. Kleines eingeschossiges massives Wohnhaus in geschlossener Bebauung auf rechteckigem Grundriss. Der Eingang außermittig, eingezogen und mit vorgelagerter Treppe. Tür sowie die drei Fenster der vierachsigen Ansicht mit farbig vom Rauputz der Fassade abgesetzter Rahmung, die Fenster nicht denkmalgerecht. Profiliertes Traufgesims unterhalb des hohen schiefergedeckten Mansarddaches. Hier vier Dachhäuschen mit Doppelfenstern, in einer zweiten Reihe zwei kleine stehende Gaupen. Im Inneren Kreuzgewölbe. Bis auf den Ausbau des Dachgeschosses handelt es sich um ein typisches innerstädtisches Wohnhaus aus dem 18. Jh. mit baugeschichtlicher und städtebaulicher Bedeutung. | 09228565                       |
| Direkt Bild zu diesem Denkmal hochladen | Ehemaliges Gasthaus (wohl sogenanntes Baubegnadigungshaus)                             | Obere Schmiedegasse 11 (Karte)                              | 18. Jh.                                                                                                 | im Innern Kreuzgewölbe, baugeschichtliche und städtebauliche Bedeutung. Zweigeschossiges massives Wohnhaus mit sieben Achsen in geschlossener Bebauung. Der Hauseingang befindet sich in der Hausmitte, ist eingezogen mit vorgelagerter Treppe und schlichtem Türstock mit gerader Verdachung. In ähnlicher Gestaltung zwei weitere große Öffnungen rechts in der Fassade des Erdgeschosses, eine davon als Fenster mit Läden, eine als zweiflügelige Tür. Die anderen Fenster des Hauses mit farbig abgesetzter Rahmung und Holzfenstern mit historischer Sprossung. Die unsanierte Fassade verputzt, ein Schriftzug „Weinhaus Hubertuskeller“ lässt sich erahnen. Die Räume des Erdgeschosses werden aktuell als Laden genutzt. Profiliertes Traufgesims unter dem schiefergedeckten Mansarddach, dieses mit drei Dachhäuschen und Doppelfenstern. Im Inneren Kreuzgewölbe. Wie schon der Schriftzug verdeutlicht, handelte es sich bei diesem Haus um ein früheres Gasthaus. Belegt ist ein Umbau von 1873, bei dem die Fassade verändert wurde. Ursprünglich hatte sich rechts eine Tordurchfahrt befunden, die in diesem Zusammenhang verschlossen und der mit dem benachbarten Raum zusammengelegte Bereich nun als Gastzimmer genutzt wurde. In diesem Zusammenhang entstand die heute noch sichtbare Aufteilung der rechten Fassadenseite. Vermutlich handelt es sich bei diesem Haus um ein sogenanntes Baubegnadigungshaus, was bedeutet, dass dem Bauherren bei dessen Errichtung steuerliche oder finanzielle Vergünstigungen gewährt worden sind. Es ist ein markantes Gebäude aus dem 18. Jh., das im 19. Jh. behutsam überformt wurde. Es besitzt sowohl baugeschichtliche als auch städtebauliche Bedeutung. | 09228564                       |
| Direkt Bild zu diesem Denkmal hochladen | Eingeschossiges Wohnhaus in geschlossener Bebauung                                     | Obere Schmiedegasse 13 (Karte)                              | 2. Hälfte 18. Jh.                                                                                       | eingeschossig, im Innern Kreuzgewölbe, baugeschichtliche und städtebauliche Bedeutung. Kleines eingeschossiges massives Wohnhaus mit fünf Achsen in geschlossener Bebauung auf rechteckigem Grundriss. Der Eingang mittig mit historistischer Tür. Zugang und Fenster mit von der verputzten Fassade farbig abgesetzten Rahmungen, die Fenster nicht denkmalgerecht. Das schiefergedeckte Satteldach mit vier Dachhäuschen und Doppelfenstern. Im Inneren Kreuzgewölbe. Bis auf den Ausbau des Dachgeschosses handelt es sich um ein typisches innerstädtisches Wohnhaus aus dem 18. Jh. mit baugeschichtlicher und städtebaulicher Bedeutung. | 09228561                       |
| Direkt Bild zu diesem Denkmal hochladen | Eingeschossiges Wohnhaus in geschlossener Bebauung                                     | Obere Schmiedegasse 15 (Karte)                              | 2. Hälfte 18. Jh.                                                                                       | eingeschossig, baugeschichtliche und städtebauliche Bedeutung. Niedriges eingeschossiges massives Wohnhaus mit sechs Achsen in geschlossener Bebauung auf rechteckigem Grundriss. Der Eingang außermittig mit jüngerer zweiflügeliger Holztür. Zugang und Fenster mit von der verputzten Fassade farbig abgesetzten Rahmungen, die Fenster mit Kreuzstock. Das schiefergedeckte Satteldach mit einer breiten mittig angeordneten Schleppgaupe. Bis auf den Ausbau des Dachgeschosses handelt es sich um ein typisches innerstädtisches Wohnhaus aus dem 18. Jh. mit baugeschichtlicher und städtebaulicher Bedeutung. | 09228560                       |
| Direkt Bild zu diesem Denkmal hochladen | Eingeschossiges Wohnhaus in geschlossener Bebauung                                     | Obere Schmiedegasse 17 (Karte)                              | 18. Jahrhundert                                                                                         | eingeschossig, baugeschichtliche und städtebauliche Bedeutung. Kleines eingeschossiges massives Wohnhaus mit fünf Achsen in geschlossener Bebauung auf rechteckigem Grundriss. Der Eingang mittig mit jüngerer einflügeliger Holztür. Zugang und Fenster mit von der verputzten Fassade farbig abgesetzten schmalen Rahmungen, die Fenster mit Kreuzstock. Das schiefergedeckte Satteldach mit zwei Dachhäuschen und Doppelfenstern. Der Ausbau des Daches erfolgte 1875. Mindestens seit der Zeit war das Erdgeschoss auf der rechten Seite als Laden mit kleinem Schaufenster und eigenem Zugang genutzt worden, wann der Rückbau erfolgte, ist nicht bekannt. Bis auf den Ausbau des Dachgeschosses handelt es sich um ein typisches innerstädtisches Wohnhaus aus dem 18. Jh. mit baugeschichtlicher und städtebaulicher Bedeutung. | 09228559                       |
| Direkt Bild zu diesem Denkmal hochladen | Wohnhaus in geschlossener Bebauung                                                     | Obere Schmiedegasse 19 (Karte)                              | 18. Jh., im Kern wohl älter                                                                             | im Innern Kreuzgewölbe, baugeschichtliche und wirtschaftsgeschichtliche Bedeutung. Zweigeschossiges, tief in das Grundstück reichendes Wohnhaus mit vier Achsen in halboffener Bebauung. Zugänge zu Haus und Laden in der 2. und 4. Achse mit jüngeren einflügeligen Türen. Diese sowie die Fensteröffnungen sind von der verputzten Fassade mit einer tieferliegenden, andersfarbigen Rahmung abgesetzt. Auf der Giebelseite nur wenige Öffnungen, die Fenster nicht denkmalgerecht. Das bitumengedeckte steile abgewalmte Satteldach besitzt breite, für Annaberg seltene Schleppgaupen in zwei Etagen. Im Inneren Kreuzgewölbe. Bei diesem Gebäude handelt es sich vermutlich um ein ehemaliges Gerberhaus des 17. oder 18. Jh., das bau- und wirtschaftsgeschichtlichen Zeugniswert besitzt. | 09228558                       |
| Direkt Bild zu diesem Denkmal hochladen | Wohnhaus in offener Bebauung                                                           | Obere Schmiedegasse 21 (Karte)                              | 18. Jh., Kern wohl älter                                                                                | im Innern Kreuzgratgewölbe, baugeschichtliche Bedeutung Zweigeschossiges massives Wohnhaus mit sechs Achsen in offener Bebauung. Der Hauszugang rechts mit einem einfachen, wenig profilierten segmentbogenförmigen Portal. Die Fenster rechteckig mit schmalen, farbig von der verputzten Fassade abgesetzten Rahmungen. Auf der Giebelseite zum Hang ein Fenster, zum Tal je zwei Fenster in den Geschossen, alle mit Kreuzstock oder anderer kleinteiliger Sprossung. Profiliertes Traufgesims unter dem schiefergedeckten Satteldach, dieses mit vier kleinen stehenden Gaupen. Im Inneren Kreuzgewölbe. Das am Hang gelegene Grundstück weist eine Stützmauer aus Bruchsteinen auf. Es handelt sich um ein kaum verändertes Wohnhaus des 18. Jh. mit baugeschichtlichem Zeugniswert. | 09228562                       |
| Direkt Bild zu diesem Denkmal hochladen | Historisches Basaltpflaster                                                            | Obere Wolkensteiner Gasse (Karte)                           | | | 09228933                       |
| Direkt Bild zu diesem Denkmal hochladen | Mietshaus mit Eckerker in geschlossener Bebauung                                       | Obere Wolkensteiner Gasse 2 (Karte)                         | um 1850, Kern viell. älter                                                                              | im Innern Kreuzgewölbe, bemerkenswerte klassizistische Haustür, Eckerker, baugeschichtliche und städtebauliche Bedeutung. Dreigeschossiges massives Mietshaus mit zehn Achsen in Ecklage und halboffener Bebauung. Die ungewöhnliche Gebäudebreite lässt auf einen Zusammenschluss von zwei benachbarten Gebäuden schließen. Der Zugang leicht außermittig mit einem klassizistischen Türstock und flachem Dreieckgiebel, schöne, ebenfalls klassizistisch wirkende zweiflügelige Holztür. Die Fenster mit glatten Gewänden im Erdgeschoss und 1. Obergeschoss, mit leicht profilierten Rahmungen im 2. Obergeschoss. Hier alle Fenster mit Dreiecksgiebeln oder geraden Verdachungen, in den Geschossen darunter nur bei einigen als Akzente. Das Gesims zwischen 1. und 2. Obergeschoss sowie die unterschiedliche Gestaltung der Öffnungen legen die Vermutung nahe, dass das 2. Obergeschoss nachträglich aufgestockt worden ist. Blickfang des Gebäudes ist ein Eckerker im 2. Obergeschoss. Das schiefergedeckte Mansarddach mit stehenden Gaupen zur Wohnnutzung ausgebaut. Es handelt sich bei diesem Mietshaus wohl nicht um einen typischen Neubau des 19. Jh., sondern um ein umgebautes Objekt mit älterer Substanz. Es besitzt somit sowohl baugeschichtliche als auch städtebauliche Bedeutung. | 09228935                       |
| Direkt Bild zu diesem Denkmal hochladen | Wohnhaus in halboffener Bebauung                                                       | Obere Wolkensteiner Gasse 4 (Karte)                         | Bezeichnet mit 1874                                                                                     | | 09228934                       |
| Direkt Bild zu diesem Denkmal hochladen | Mietshaus in geschlossener Bebauung                                                    | Parkstraße 1 (Karte)                                        | um 1900                                                                                                 | baugeschichtliche und städtebauliche Bedeutung. Dreigeschossiges massives Mietshaus mit sieben Achsen in geschlossener Bebauung. Der Eingang mittig, in der für Annaberg typischen eingezogenen Weise mit vorgelagerter Treppe, schöne unsanierte historistische Tür mit hohem Oberlicht. Die Fassade oberhalb eines Sockelbereiches mit gelbem Klinkermauerwerk. Dazu im Kontrast die hellen Stuckspiegel unter den Erdgeschoss-Fenstern sowie das Naturstein-Baudekor der Obergeschosse. Hier leicht profilierte Fenstergewände, Sohlbänke mit Zierkonsolen, gerade und dreieckige Verdachungen sowie hervorgehobene Scheitelsteine. Alle Fenster rechteckig mit T-Sprossung. Das Erdgeschoss von den Obergeschossen mit einem Gesims getrennt, das Traufgesims mit einer Reihe grüner Klinkersteine eingeleitet, anschließend ein Fries aus Zierkonsolen und Zahnschnitt. Das schiefergedeckte Mansarddach zur Wohnnutzung ausgebaut. Es handelt sich um ein typisches Mietshaus als Teil der um 1900 entstandenen Blockrandbebauung um das Quartier Lindenstraße-Parkstraße-Schillerstraße. Es besitzt als Beispiel der Stadterweiterung zu dieser Zeit sowohl städtebauliche als auch baugeschichtliche Bedeutung. | 09228971                       |
| Direkt Bild zu diesem Denkmal hochladen | Mietshaus in halboffener Bebauung                                                      | Parkstraße 2 (Karte)                                        | um 1900                                                                                                 | baugeschichtliche und städtebauliche Bedeutung. Dreigeschossiges massives Mietshaus mit acht Achsen in halboffener Bebauung. Der Eingang leicht außermittig, in der für Annaberg typischen eingezogenen Weise mit vorgelagerter Treppe und historistischer Tür mit Oberlicht. Die Fassade im Erdgeschoss oberhalb eines Sockelbereiches rustiziert, in den Obergeschossen ab einem Gesims zum Erdgeschoss mit gelbem Klinkermauerwerk. Die Fenster und die Eingangsnische im Erdgeschoss sowie die Fenster im 2. Obergeschoss im oberen Teil segmentbogenförmig mit betontem Scheitelstein, im 1. Obergeschoss rechteckig mit gerader Verdachung, alle Fenster mit T-Sprossung und hell abgesetztem Gewände. Das Traufgesims profiliert und das schiefergedeckte Mansarddach zur Wohnnutzung ausgebaut. Es handelt sich um ein typisches Mietshaus als Teil der um 1900 entstandenen Blockrandbebauung um das Quartier Lindenstraße-Parkstraße-Schillerstraße. Es besitzt als Beispiel der Stadterweiterung zu dieser Zeit sowohl städtebauliche als auch baugeschichtliche Bedeutung. | 09228962                       |
| Direkt Bild zu diesem Denkmal hochladen | Mietshaus in geschlossener Bebauung                                                    | Parkstraße 3 (Karte)                                        | Um 1900                                                                                                 | baugeschichtliche und städtebauliche Bedeutung. Dreigeschossiges massives Mietshaus mit sechs Achsen in geschlossener Bebauung. Der Eingang leicht außermittig, nur ganz wenig eingezogen mit zwei vorgelagerten Stufen. Die Fassade im Erdgeschoss oberhalb eines Sockelbereiches mit dekorativer Putznutung, ab einem Gesims zum Obergeschoss mit gelbem Klinkermauerwerk. Geprägt wird die Ansicht vom Kontrast des mit dunklen Klinkersteinen ausgeführten Dekors anstelle der Fenstergewände in den Obergeschoss sowie in friesartiger Form zwischen den Geschossen. In hellem Material die betonten Scheitelsteine sowie Stuckflächen unterhalb der Fenster des 1. Obergeschoss. Die Fenster der Obergeschosse segmentbogenförmig mit T-Sprossung. Gleiche Teilung im Erdgeschoss, diese jedoch ebenso wie der Eingang mit rundbogigem Abschluss. Die Fenster im Erdgeschoss mit profilierter Rahmung, mit einem Kopf verzierten Scheitelsteinen sowie Sohlbänke mit Konsolen und kleinem Stuckdekor. Das Traufgesims mit einem Fries aus Zierkonsolen und Zahnschnitt. Das schiefergedeckte Mansarddach zur Wohnnutzung ausgebaut. Es handelt sich um ein typisches Mietshaus als Teil der um 1900 entstandenen Blockrandbebauung um das Quartier Lindenstraße-Parkstraße-Schillerstraße. Es besitzt als Beispiel der Stadterweiterung zu dieser Zeit sowohl städtebauliche als auch baugeschichtliche Bedeutung. | 09228970                       |
| Direkt Bild zu diesem Denkmal hochladen | Mietshaus mit Laden, in Ecklage und geschlossener Bebauung                             | Parkstraße 4 (Karte)                                        | 1906 | mit Laden, Fassade in Art des Wiener Sezessionsstils, in Flur und Treppenhaus Reste der ursprünglichen Ausstattung, baugeschichtliche und städtebauliche Bedeutung. Dreigeschossiges massives Mietshaus mit sieben zu sieben Achsen in Ecklage und geschlossener Bebauung. Der Eingang auf der Parkstraße mittig, in der für Annaberg typischen Art eingezogen, mit vorgelagerten Treppe und historischer Tür mit separatem Oberlicht. Der Eingang mit einem Portal betont, dessen Pfeiler und gerades Gebälk das dem Wiener Sezessionsstil ähnelnde Dekor der Fassade zeigt. Die Gebäudeecke ist abgeschrägt, hier im Erdgeschoss ein Laden mit dem Zugang auf der Ecke und je einem Schaufenster auf beiden Seiten. Die Fassade verputzt mit dekorativer Putznutung in den unteren beiden Geschossen und kontrastreich dazu Rauputz im oberen Gebäudeteil. Auffallendes Baudekor in Form von kantigen gesprengten Giebeln punktuell über einigen Fenstern des 1. Obergeschoss, um Eingangsachse und Eckbereich zu betonen. Besonders prägnant ist die Ausbildung der Ecke, wo die Fassade bis ins Dachgeschoss gezogen wurde und in einem Dreieckgiebel mit geschwungenem Anlauf endet. Ein kräftiges geschwungenes Gesims mit zugehörigen Stuckflächen und Lisenen betont die drei Fensterachsen und verleiht der Fassade Dynamik. Das schiefergedeckte Mansarddach zur Wohnnutzung ausgebaut. In seiner Grundstruktur handelt es sich um ein typisches Mietshaus, das aber in seiner Fassadengestaltung in der Art des Wiener Sezessionsstils Seltenheitswert in Annaberg besitzt. Es ist Teil der um 1900 entstandenen Blockrandbebauung um das Quartier Lindenstraße-Parkstraße-Schillerstraße und besitzt als Beispiel der Stadterweiterung zu dieser Zeit sowohl städtebauliche als auch baugeschichtliche Bedeutung. | 09228961                       |
| Direkt Bild zu diesem Denkmal hochladen | Mietshaus in geschlossener Bebauung                                                    | Parkstraße 5 (Karte)                                        | Um 1900                                                                                                 | baugeschichtliche und städtebauliche Bedeutung. Dreigeschossiges massives Mietshaus mit fünf Achsen in geschlossener Bebauung. Der Eingang ganz rechts in der für Annaberg typischen eingezogenen Art mit vorgelagerter Treppe und historistischer Tür mit Oberlicht. Die Fassade im Erdgeschoss oberhalb eines Sockelbereiches verputzt mit dekorativer Nutung, in den Obergeschossen mit gelbem Klinkermauerwerk. Die Fenster im Erdgeschoss mit profilierten Rahmungen, verzierten Scheitelsteinen, Sohlbänken mit Konsolen und Stuckspiegeln. Die Fenster des 1. Obergeschoss mit einem durchgehenden Gesims anstelle der Sohlbänke, darunter Stuckspiegel und Zahnschnittfries, gerade Verdachungen und ebenfalls Stuckdekor. Die Fenster des 2. Obergeschoss schlichter mit in Klinker betonten Entlastungsbögen und hervorgehobenen Scheitelsteinen. Alle Fenster rechteckig mit T-Sprossung. Das profilierte Traufgesims mit einem Fries aus Zierkonsolen und das schiefergedeckte Mansarddach zur Wohnnutzung ausgebaut. Es handelt sich um ein typisches Mietshaus als Teil der um 1900 entstandenen Blockrandbebauung um das Quartier Lindenstraße-Schillerstraße-Parkstraße. Es besitzt als Beispiel der Stadterweiterung zu dieser Zeit sowohl städtebauliche als auch baugeschichtliche Bedeutung. | 09228969                       |
| Direkt Bild zu diesem Denkmal hochladen | Mietshaus in geschlossener Bebauung                                                    | Parkstraße 7 (Karte)                                        | um 1900                                                                                                 | baugeschichtliche und städtebauliche Bedeutung. Dreigeschossiges massives Mietshaus mit sechs Achsen in geschlossener Bebauung. Der Eingang leicht außermittig in der für Annaberg typischen eingezogenen Art mit vorgelagerter Treppe und schöner historistischer Tür mit Oberlicht. Die Fassade im Erdgeschoss oberhalb eines Sockelbereiches verputzt mit dekorativer Nutung, in den Obergeschossen mit gelbem Klinkermauerwerk. Die Fenster im Erdgeschoss mit hervorgehobenem Entlastungsbogen und verziertem Scheitelstein. Die Öffnungen im 1. Obergeschoss am reichsten dekoriert mit geraden und dreieckigen Verdachungen, Stuckflächen ober- und unterhalb der Fenster sowie Sohlbänken mit dekorierten Konsolen. Die Fenster des obersten Geschosses wieder schlichter mit betonten Scheitelsteinen und Sohlbänken mit kleinen Zierkonsolen. Alle Fenster rechteckig, die Teilung nicht denkmalgerecht. Das profilierte Traufgesims mit einem Fries aus Zierkonsolen und das schiefergedeckte Mansarddach zur Wohnnutzung ausgebaut. Es handelt sich um ein typisches Mietshaus als Teil der um 1900 entstandenen Blockrandbebauung um das Quartier Lindenstraße-Parkstraße-Schillerstraße. Es besitzt als Beispiel der Stadterweiterung zu dieser Zeit sowohl städtebauliche als auch baugeschichtliche Bedeutung. | 09228968                       |
| Direkt Bild zu diesem Denkmal hochladen | Mietshaus in Ecklage und halboffener Bebauung                                          | Parkstraße 9 (Karte)                                        | Um 1910                                                                                                 | baugeschichtliche und städtebauliche Bedeutung. Dreigeschossiges massives Mietshaus mit sieben zu fünf Achsen in Ecklage und halboffener Bebauung. Der Eingang außermittig auf der Parkstraße in der für Annaberg typischen eingezogenen Art mit vorgelagerter Treppe. Die Fassade im Erdgeschoss oberhalb eines Bruchsteinsockels verputzt mit dekorativer Nutung, in den Obergeschossen mit orangerotem Klinkermauerwerk. Die Fenster des Erdgeschosses liegen in flachen Nischen mit einer dekorativen Spiegelfläche unterhalb der Sohlbank. Die Öffnungen im 1. Obergeschoss am reichsten dekoriert mit geraden und bogenförmigen Verdachungen, einigen Stuckflächen über und unter den Fenstern sowie Sohlbänken mit Zierkonsolen: vor allem sind so die drei Fenster der abgeschrägten Ecke betont. Die Fenster des obersten Geschosses wieder schlichter mit Sohlbänken und Zierkonsolen sowie einigen geraden Verdachungen zur Akzentuierung. Alle Fenster rechteckig mit T-Sprossung. Die Eckbetonung setzt sich im Dachgeschoss fort, hier ein Dachaufbau über drei Achsen bekrönt von einem bogenförmigen kleinen Giebel. Das Traufgesims mit einem Fries aus Zierkonsolen, das hohe schiefergedeckte Mansarddach zur Wohnnutzung in zwei Ebenen ausgebaut, dafür 3 Dachhäuschen mit Doppelfenstern in zweiter Reihe. Es handelt sich um ein typisches Mietshaus als Teil der um 1900 entstandenen Blockrandbebauung um das Quartier Lindenstraße-Parkstraße-Schillerstraße. Es besitzt als Beispiel der Stadterweiterung zu dieser Zeit sowohl städtebauliche als auch baugeschichtliche Bedeutung. | 09228967                       |
| Direkt Bild zu diesem Denkmal hochladen | Mietshaus in Ecklage und halboffener Bebauung                                          | Parkstraße 11 (Karte)                                       | Um 1910                                                                                                 | mit Laden, baugeschichtliche und städtebauliche Bedeutung. Dreigeschossiges massives Mietshaus mit fünf zu vier Achsen in Ecklage und halboffener Bebauung. Der Eingang mittig auf der Parkstraße in der für Annaberg typischen eingezogenen Art mit vorgelagerten Stufen. Oberhalb eines Natursteinsockels (lt. Bauakte Flöhaer Sandstein) beginnt die verputzte Fassade des Gebäudes, die durch die runde Ausbildung der Gebäudeecke und die diese Bewegung unterstützende horizontale Fassadengliederung (Gesimse, Bänder und Dachverlauf) geprägt wird. Im Erdgeschoss in der Rundung der Zugang zum Laden, ebenfalls tief eingezogen mit vorgelagerter Treppe, seitlich die Schaufenster. Zwischen den Öffnungen des Erdgeschosses die Wandflächen pfeilerartig jeweils mit farbig abgesetzter stilisierter Basis und Kapitell. Die Fenster der Obergeschosse in verschiedenen Breiten, alle rechteckig mit T-Sprossung. Im 2. Obergeschoss sind diese bandartig zusammengefasst, andersfarbige Stuckflächen in den Zwischenräumen. Als vertikale Komponente ein eckiger Erker im 1. und 2. Obergeschoss zur Schillerstraße, darüber im Dachgeschoss ein Dachaufbau mit steilem Dreieckgiebel. Das Mansardendach ist zur Wohnnutzung ausgebaut. Anders als die benachbarten Mietshäuser mit ihren verklinkerten Fassaden scheint dieses Gebäude eher die Bebauung der Schillerstraße vorwegzunehmen (interessante Argumentation für den Reformstil und gegen den Historismus in den Bauakten). In seiner Grundstruktur handelt es sich um ein typisches Mietshaus und Teil der um 1910 entstandenen Blockrandbebauung um das Quartier Lindenstraße-Parkstraße-Schillerstraße. Als Bauherr und Architekt wurde hier der renommierte Baumeister F. J. Götze tätig. Das Gebäude besitzt als Beispiel der Stadterweiterung zu dieser Zeit sowohl städtebauliche als auch baugeschichtliche Bedeutung. | 09228966                       |
| Direkt Bild zu diesem Denkmal hochladen | Mietshaus in geschlossener Bebauung                                                    | Parkstraße 13 (Karte)                                       | Um 1900                                                                                                 | baugeschichtliche und städtebauliche Bedeutung. Dreigeschossiges massives Mietshaus mit acht Achsen in geschlossener Bebauung. Der Eingang mittig und nur leicht eingezogen. Die Fassade oberhalb eines Bruchsteinsockels mit orangegelbem Klinkermauerwerk und relativ zurückhaltendem Baudekor. Die Fenster von Erdgeschoss und 2. Obergeschoss mit schlichten Rahmungen und Sohlbänken mit Zierkonsolen, im 1. Obergeschoss zusätzlich mit geraden Verdachungen. Betont sind bei diesem Gebäude jeweils die beiden äußeren Achsen: hier im 1. Obergeschoss Stuckflächen und Dreieckgiebel sowie im 2. Obergeschoss gerade Verdachungen. Fortsetzung dieser Betonung auch im Dachgeschoss, wo an dieser Stelle die stehenden Gaupen als Doppelgaupen zusammengefasst sind. Es handelt sich bei diesem Objekt um ein typisches Mietshaus als Teil der um 1900 entstandenen Blockrandbebauung um das Quartier Lindenstraße-Parkstraße-Schillerstraße. Es besitzt als Beispiel der Stadterweiterung zu dieser Zeit sowohl städtebauliche als auch baugeschichtliche Bedeutung. | 09228965                       |
| Direkt Bild zu diesem Denkmal hochladen | Mietshaus in geschlossener Bebauung                                                    | Parkstraße 15 (Karte)                                       | Um 1900                                                                                                 | baugeschichtliche und städtebauliche Bedeutung. Dreigeschossiges massives Mietshaus mit acht Achsen in geschlossener Bebauung. Der Eingang leicht außermittig und nur leicht eingezogen mit historistischer Tür und Oberlicht. Die Fassade oberhalb eines Bruchsteinsockels mit orangem Klinkermauerwerk und zurückhaltendem Baudekor. Die Fenster von Erdgeschoss und 2. Obergeschoss mit schlichter Rahmungen und Sohlbank, im 1. Obergeschoss zusätzlich mit gerader Verdachung und kleinem Klinkerfries oberhalb der Öffnungen. Eingang und Fenster im Erdgeschoss segmentbogenförmig, im 1. und 2. Obergeschoss rechteckig, alle Fenster mit stark vereinfachter T-Sprossung, also hier keine denkmalgerechte Ausführung. Horizontale Betonung der Fassade durch das Gesims zwischen Erdgeschoss und Obergeschoss, einem Fries aus schräggestellten Klinkern zwischen den Obergeschossen und der Ausbildung des profilierten Traufgesimses. Das schiefergedeckte Mansarddach ist zur Wohnnutzung ausgebaut. Es handelt sich bei diesem Objekt um ein typisches Mietshaus als Teil der um 1900 entstandenen Blockrandbebauung um das Quartier Lindenstraße-Parkstraße-Schillerstraße. Es besitzt als Beispiel der Stadterweiterung zu dieser Zeit sowohl städtebauliche als auch baugeschichtliche Bedeutung. | 09228964                       |
| Direkt Bild zu diesem Denkmal hochladen | Mietshaus in halboffener Bebauung                                                      | Parkstraße 17 (Karte)                                       | Um 1900                                                                                                 | baugeschichtliche und städtebauliche Bedeutung. Dreigeschossiges massives Mietshaus mit sechs Achsen in halboffener Bebauung. Der Eingang leicht außermittig in der für Annaberg typischen Art eingezogen mit vorgelagerter Treppe und schöner historistischer Tür. Die Fassade oberhalb eines Bruchsteinsockels im Erdgeschoss mit dekorativer Putznutung, darüber orangegelbe Klinkerverkleidung. Zwischen der Putzfassade des Erdgeschosses und dem Obergeschoss eine von Simsen gerahmte Glattputzfläche und Stuckspiegel mit Löwenköpfen. Ansonsten wird die Ansicht durch die schmuckvolle Verwendung von grünen Klinkersteinen geprägt. Diese finden sowohl anstelle von Gewänden im Wechsel mit den gelben Steinen als auch als kleine Dekorflächen zwischen den Geschossen Verwendung. Zusätzliche helle Steine, z. B. als Scheitelsteine, betonen die Obergeschoss-Fenster. Die Fenster im Erdgeschoss dagegen mit schlichter Rahmung. Alle Fenster segmentbogenförmig mit T-Sprossung. Das schiefergedeckte Mansarddach zur Wohnnutzung ausgebaut. Es handelt sich bei diesem Objekt um ein typisches Mietshaus als Teil der um 1900 entstandenen Blockrandbebauung um das Quartier Lindenstraße-Parkstraße-Schillerstraße. Es besitzt als Beispiel der Stadterweiterung zu dieser Zeit sowohl städtebauliche als auch baugeschichtliche Bedeutung. | 09228963                       |
| Direkt Bild zu diesem Denkmal hochladen | Villa mit stark ausladendem Obergeschoss                                               | Parkstraße 21 (Karte)                                       | 1914–1921                                                                                               | im zeittypischen Landhausstil, Wohnhaus des Annaberger Baumeisters und Architekten Julius Götze, baugeschichtliche und personengeschichtliche Bedeutung. Eingeschossige Villa mit prägnantem hohen Mansarddach. Das verputzte Gebäude ist auf dem Grundstück weit zurückgesetzt, der Eingang befindet sich auf der Westseite mit geschwungener Gestaltung und Freitreppe. Die Hauptansicht zur Straße mit drei Dreier-Fenstergruppen, die mittlere davon mit einer Terrassentür zum vorgelagerten, erhöhten Freibereich aus Naturstein. Die Fenster mit den für die 1920er Jahre typischen Dreieckbekrönung, Fensterläden und kleinteiliger Gliederung. Das hohe, schiefergedeckte Mansarddach birgt ein weiteres Vollgeschoss, zur Straße hier eine Betonung der Mitte durch einen Zwerchgiebel. Das Dach ist in seiner urspr. Gestaltung erhalten: einzige Veränderung zu den histor. Bauplänen ist das Vorhandensein von Dachliegefenstern auf der Ostseite anstelle von kleinen Gaupen. Die Planung für ein Wohnhaus stammte ursprünglich von 1914. Vor dem Ersten Weltkrieg wurde mit dem Bau des Kellers begonnen, dann jedoch musste wegen des Bauverbotes unterbrochen werden. Erst 1921 wurde in einer veränderten, einfacheren Variante weitergebaut. Das Erdgeschoss beherbergte die repräsentativeren Räume einschließlich eines Privatkontors, während im Obergeschoss ausschließlich Schlafräume untergebracht waren. Dieses Gebäude hat sich in seiner authentischen und für die 1920er Jahre typischen Gestaltung erhalten (auch Einfluss des so genannten Landhausstils) und besitzt somit baugeschichtlichen und wissenschaftlich-dokumentarischen Wert. Als Wohnhaus eines der renommiertesten Architekten Annabergs (Julius Goetze) hat es außerdem personengeschichtliche Bedeutung. | 09229029                       |
| Direkt Bild zu diesem Denkmal hochladen | Villa mit Teilen der Einfriedung                                                       | Parkstraße 25 (Karte)                                       | Um 1900                                                                                                 | baugeschichtliche Bedeutung. Freistehende massive Villa mit hohem Sockelgeschoss und ausgebautem Mansarddach. Die Hauptetage ist das Erdgeschoss, das seitlich über einen kleinen Vorbau mit Freitreppe erschlossen wird. Die Fassade mit orangegelber Klinkerverkleidung, im Moment jedoch stark überwachsen. Die Mittelachse weist zur Straßenseite einen rundbogigen Vorbau im Sockelgeschoss und Erdgeschoss auf, der gleichzeitig als Austritt vom Mansardgeschoss aus dient. Die Mittenbetonung ist hier durch einen Dachaufbau fortgesetzt, dieser besitzt ein Dreierfenster (Palladiomotiv) mit Dreieckgiebel sowie als oberen Abschluss einen geschweiften Giebel. Es handelt sich bei diesem Objekt um ein kleineres, 1898 entstandenes Villengebäude der Annaberger Oberschicht (Entwurf Goetze für den Fabrikanten Ottomar Clauß) in historistischer Gestaltung, das weitgehend in originaler Form erhalten ist, ebenso wie Teile der zeittypischen Einfriedung. Es besitzt baugeschichtliche Bedeutung. | 09229032                       |
| Direkt Bild zu diesem Denkmal hochladen | Mietshaus in offener Bebauung                                                          | Paulus-Jenisius-Straße 1                                    | | | 09228515                       |
| Direkt Bild zu diesem Denkmal hochladen | Fabrikgebäude                                                                          | Paulus-Jenisius-Straße 6 (Karte)                            | 1899 | baugeschichtliche und wirtschaftsgeschichtliche Bedeutung. Langgestrecktes ehemaliges Fabrikgebäude (heute Wohnhaus) mit 15 Achsen in offener Bebauung und Hanglage außerhalb des Stadtmauerrings von Annaberg. Das dreigeschossige Gebäude weist eine klare Fassadengliederung auf: oberhalb eines verputzten Sockelgeschosses werden jeweils drei Fensterachsen durch Lisenen miteinander gekoppelt. Sowohl Lisenen als auch die Rahmungen der segmentbogigen Fenster sind in rotem bzw. rot-gelb-wechselndem Klinkermauerwerk kontrastreich zur weißen verputzten Fassade ausgeführt. Alle Fenster mit T-Sprossung. Das schiefergedeckte Mansarddach mit wenigen Doppelfenster-Gaupen ebenfalls zur Wohnnutzung ausgebaut. Eine 1927 angelegte, private Zufahrtsstraße mit schrägem Verlauf dient der Erschließung des oberhalb der Paulus-Jenisius-Straße liegenden Gebäudes. Entstanden war das Gebäude 1899 (Entwurf: Carl Horn) als neunachsiger Fabrikbau zur Produktion von Luxuskartonagen (Richard Schreiter), der 1906 um zwei weitere Dreierachsen erweitert wurde. Schon in den 1930er Jahren wurden jedoch einige Wohnungen eingerichtet. Trotzdem hat sich der typische Charakter eines Fabrikgebäudes bis heute erhalten. Es handelt sich um ein Einzeldenkmal von bau- und wirtschaftsgeschichtlichem Wert. | 09228513                       |
| Direkt Bild zu diesem Denkmal hochladen | Mietshaus in offener Bebauung                                                          | Paulus-Jenisius-Straße 7 (Karte)                            | um 1905                                                                                                 | baugeschichtliche Bedeutung. Dreigeschossiges massives villenartiges Mietshaus in offener Bebauung. Zur Straße wird die Ansicht rechts durch ein vorspringendes Bauteil mit auffallender Fensterstruktur (jeweils Dreierfenster in unterschiedlicher Gestaltung) und links durch einen angebauten runden Turm mit Haube und Laterne geprägt. Alle Fenster mit dekorativen Rahmungen, kantigen Sohlbänken und T-Sprossung. Unterhalb der Dächer weist die Fassade teilweise Zierfachwerk auf, wie bspw. im obersten Turmgeschoss oder unterhalb der Traufe des seitlichen Gebäudeteils. Das Dach ist schiefergedeckt mit stehenden Gaupen im Mittelteil. Bei diesem Objekt handelt es sich um ein nach 1900 entstandenes Mietshaus als Teil der Einzelbebauung an der zu dieser Zeit erschlossenen Zufahrtsstraße zur Annaberger Innenstadt entlang des Hanges des Flusses Sehma. Es besitzt vor allem baugeschichtliche Bedeutung, ist aber auch ortsentwicklungsgeschichtlich von Wert. | 09228512                       |
| Direkt Bild zu diesem Denkmal hochladen | Mietvilla mit Einfriedung                                                              | Paulus-Jenisius-Straße 8 (Karte)                            | Um 1900                                                                                                 | baugeschichtliche Bedeutung. Zweigeschossige massive Mietvilla mit Anklängen an den Schweizerstil mit historistischer Einfriedung. Das oberhalb eines hohen Natursteinsockels verputzte Gebäude weist einen symmetrischen Fassadenaufbau auf, dessen Mitte durch einen polygonalen Bauteil betont und der im Dachgeschoss als Zwerchhaus optisch fortgesetzt wird. Alle Gebäudeecken sind mit einer stilisierten Eckrustika versehen. Die Erschließung erfolgt über eine Freitreppe auf der rechten Seite, der Eingang wird durch einen massiven offenen Vorbau geschützt, der gleichzeitig für das Obergeschoss als Balkon dient. Die Fenster im Erdgeschoss segmentbogenförmig, im Obergeschoss rechteckig, jeweils mit profilierter Rahmung und betontem Scheitelstein, die Fenstergliederung nicht denkmalgerecht. Am Prägnantesten an diesem Gebäude ist die Ausbildung der Dachzone, da hier in Form von hölzernen Knaggen und Brettschnitzereien in den Giebeln typische Elemente des Schweizerstils Anwendung fanden. Die Mietvilla besitzt somit baugeschichtliche Bedeutung, ist aber als Teil der Einzelbebauung an der um 1900 erschlossenen Zufahrtsstraße zur Annaberger Innenstadt entlang des Hanges des Flusses Sehma auch städtebaulich von Wert. | 09228514                       |
| Direkt Bild zu diesem Denkmal hochladen | Wohnhaus in offener Bebauung                                                           | Paulus-Jenisius-Straße 10 (Karte)                           | | | 09228511                       |
| Direkt Bild zu diesem Denkmal hochladen | Mietvilla                                                                              | Paulus-Jenisius-Straße 16 (Karte)                           | 1905/1910                                                                                               | baugeschichtliche und städtebauliche Bedeutung. Zweigeschossige, massive Mietvilla mit ausgebautem Mansardgeschoss. Die oberhalb eines hohen Natursteinsockels verputzte Fassade wird charakterisiert durch einen halbrunden, mittigen Bauteil zur Straße sowie durch die kräftigen Gesimse zwischen den Geschossen und an der Traufe. Im Erdgeschoss Lisenenarchitektur und aufgeputzte Bögen oberhalb der Fenster, im Vorbau die Lisenen mit Kapitellen und Stuckdekor. Der Zugang zum Haus erfolgt mittels Freitreppe und eingeschossigem Anbau, die Lage des Treppenhauses lässt sich an der Fassade ablesen. Der halbkreisförmige Vorbau ist auch im Dachgeschoss geschlossen und kuppelartig geschlossen, damit unterscheidet er sich von der offenen Gestaltung derer der Nachbarhäuser. Zur Zeit ihrer Entstehung wies diese Villa eine Wohnung pro Geschoss auf. Dieses 1915 vom renommierten Architekten Götze für den Posamentenfabrikanten Ernst Richard Esper entworfene Gebäude gehört zur Villenbebauung des Sehmatals nach 1900, wo sich vorwiegend wohlhabende Annaberger Bürger ansiedelten. Im Ensemble mit den beiden ähnlichen, benachbarten Villen besitzt dieses Haus neben seiner baugeschichtlichen Bedeutung auch städtebauliche Relevanz. | 09228510                       |
| Direkt Bild zu diesem Denkmal hochladen | Mietvilla                                                                              | Paulus-Jenisius-Straße 18 (Karte)                           | 1913 | baugeschichtliche und städtebauliche Bedeutung. Zweigeschossige, massive Mietvilla von 1913 für den Kaufmann Max Louis Melzer mit ausgebautem Mansardgeschoss, Einflüsse des Reformstils (Architekt Ernst Siegel). Die oberhalb eines hohen Natursteinsockels verputzte Fassade wird charakterisiert durch einen halbrunden, mittigen Bauteil zur Straße, dessen Achse im Dachgeschoss durch einen hohen, geschwungenen Giebel betont wird. Im Dachgeschoss dient er als Balkon. Die Fassade der Villa ist relativ schlicht mit horizontalen Bändern gegliedert, den optischen Schwerpunkt bildet der Vorbau mit seiner Lisenenstruktur zwischen den Fenstern. Die unteren Geschosse besitzen seitliche, holzverkleidete Veranden, die früher jedoch ein anderes Aussehen besaßen. Die Fenster der Mietvilla sind rechteckig mit der ursprünglichen kleinteiligen Gliederung der Oberlichter. Der Zugang zum Haus erfolgt mittels Freitreppe und einem seitlichen Anbau. Zur Zeit ihrer Entstehung wies diese Villa eine Wohnung pro Geschoss auf. Von der zeittypischen, ursprünglichen Einfriedung sind die massiven Pfeiler, einschließlich der Gestaltung des Eingangs mit den Kugelbekrönungen erhalten. Dieses Gebäude gehört zur Villenbebauung des Sehmatals nach 1900, wo sich vorwiegend wohlhabende Annaberger Bürger ansiedelten. Im Ensemble mit den beiden ähnlichen, benachbarten Villen (Nummer 20 nahezu identisch, vom gleichen Architekten) besitzt dieses Haus neben seiner baugeschichtlichen Bedeutung auch städtebauliche Relevanz. | 09228509                       |
| Direkt Bild zu diesem Denkmal hochladen | Mietvilla (Jugendstilfassade) mit Einfriedung und Torpfeilern                          | Paulus-Jenisius-Straße 19 (Karte)                           | Bezeichnet mit 1906                                                                                     | Jugendstil- und Reformstilfassade, baugeschichtliche und städtebauliche Bedeutung. Zweigeschossige, massive Villa (Architekt: Max Beer), Reformstil mit Jugendstileinflüssen, mit ungewöhnlicher Eingangshalle. Dieser Eingang befindet sich auf der rechten Gebäudeseite und wird von einem Bauteil gebildet, der dem Erdgeschoss als offene Halle und dem Obergeschoss als Balkon dient. Die Fassade des Hauses ist verputzt und weist einige dekorative Stuckelemente als Jugendstildekor auf. Die Fenster sind rechteckig mit sehr kleiner Teilung der Oberlichter. Blickfang des Gebäudes ist die reich geschmückte, turmartig ausgebildete Ecke, deren ursprünglicher Turmaufsatz jedoch zurückgebaut wurde. Ebenfalls charakteristisch für diese Mietvilla ist die Verwendung von Zierfachwerk im großen Dreieckgiebel zur Straße sowie unterhalb der Traufe und im hinteren Teil des Hauses. Insgesamt hat sich das ursprüngliche Erscheinungsbild des Hauses bewahrt, wozu auch die Erhaltung der originalen Einfriedung und der Torpfeiler gehört. Lt. der Bauunterlagen beherbergte dieses 1906 entstandene Gebäude im Erdgeschoss und Obergeschoss je eine Wohnung, während es im Dachgeschoss Schülerschlaf- und Arbeitszimmer sowie ein Doktorzimmer gab, da der Bauherr Reinhold Franz Oberlehrer war. Dieses Gebäude gehört zur Villenbebauung des Sehmatals nach 1900, wo sich vorwiegend wohlhabende Annaberger Bürger ansiedelten. Es besitzt es sowohl baugeschichtlichen als auch städtebaulichen Wert. | 09228506                       |
| Direkt Bild zu diesem Denkmal hochladen | Mietvilla                                                                              | Paulus-Jenisius-Straße 20 (Karte)                           | 1912 | baugeschichtliche und städtebauliche Bedeutung. Zweigeschossige, massive Mietvilla im Reformstil mit ausgebautem Mansardgeschoss von Ernst Siegel 1912 für den Kaufmann Bernhard Maximilian Gennrich. Die oberhalb eines hohen Natursteinsockels verputzte Fassade wird charakterisiert durch einen halbrunden, mittigen Bauteil zur Straße, dessen Achse im Dachgeschoss durch einen hohen, dreieckigen Giebel betont wird. Im Dachgeschoss dient er als Balkon. Die Fassade der Villa ist relativ schlicht mit horizontalen Bändern gegliedert, den optischen Schwerpunkt bildet der Vorbau mit seiner Lisenenstruktur zwischen den Fenstern. Der Zugang zum Haus erfolgt mittels Freitreppe und einem seitlichen Anbau. Wie die Mietvilla Nummer 18 besaß auch dieses Gebäude lt. Bauunterlagen seitliche, hölzerne Veranden, die jedoch entfernt worden sind, auch die urspr. kleinteilige Gliederung der Oberlichter der Fenster ist heute nicht mehr vorhanden. Zur Zeit ihrer Entstehung wies diese Villa eine Wohnung pro Geschoss auf. Von der zeittypischen Einfriedung ist nur noch der untere Mauerteil erhalten. Dieses Gebäude gehört zur Villenbebauung des Sehmatals nach 1900, wo sich vorwiegend wohlhabende Annaberger Bürger ansiedelten. Im Ensemble mit den beiden ähnlichen, benachbarten Villen (Nummer 18 ist nahezu identisch, vom gleichen Architekten) besitzt dieses Haus neben seiner baugeschichtlichen Bedeutung auch städtebauliche Relevanz. | 09228508                       |
| Direkt Bild zu diesem Denkmal hochladen | Repräsentative Villa mit Terrasse, Einfriedung einschließlich Torpfeilern und Garten   | Paulus-Jenisius-Straße 21 (Karte)                           | 1914 | repräsentative Villa, Reformstil-Architektur, baugeschichtliche Bebauung Eingeschossige massive Villa mit hohem steilen Mansarddach. In den Bauunterlagen von 1914 wird das von der Straße weit zurückgesetzte Gebäude als Landhaus bezeichnet. Dem mit großzügigen Fensteröffnungen versehenen Hauptgeschoss sind zum Garten und zur Straße große Terrassen mit breiten Freitreppen vorgelagert, auf den beiden anderen Seiten finden sich verglaste Veranden. Die Mittelachse der Hauptansichten wird durch einen von dorisierenden Säulen getragenen Balkon für das Dachgeschoss betont, der gleichzeitig die großen rundbogigen Terrassentüren des Erdgeschosses schützt. Im schiefergedeckten Mansarddach hier ein tempelartiger Dachaufbau mit drei Achsen und Stuckdekor im Dreiecksgiebel. Neben großzügigen Salons waren in der Ursprungsnutzung viele Räume für verschiedene Bedienstete bezeichnet, was die hohe gesellschaftliche Stellung des Bauherren, des Posamentenfabrikanten Joseph Fischer, widerspiegelt. Zur Anlage gehörte außerdem schon bauzeitlich eine Doppelgarage mit seitlichem Aufenthaltsraum für den Chauffeur. Diese Villa besitzt vor allem baugeschichtliche Bedeutung, ihr Entwurf stammt vom Chemnitzer Architekturbüro Zapp & Basarke, einem der vielseitigsten und produktivsten Büros im ersten Drittel des 20. Jh. in Sachsen. Aber auch sozialgeschichtlich und städtebaulich ist das Gebäude von Interesse. | 09228505                       |
| Direkt Bild zu diesem Denkmal hochladen | Mietvilla mit Einfriedung                                                              | Paulus-Jenisius-Straße 22 (Karte)                           | Bezeichnet mit 1905                                                                                     | baugeschichtliche Bedeutung. Dreigeschossige massive Mietvilla mit prägnantem Türmchen in Ecklage, errichtet 1904 von Max Beer für den Kaufmann Paul Hebenstreit. Die Ansicht des Gebäudes wird durch den Kontrast eines roten Klinkersockels und der anschließenden verputzten Fassade geprägt (ähnliche Gestaltungen finden sich noch zweimal in Annaberg bei den Mietshäusern Große Kirchgasse 54 und Mariengasse 23). Die Fensterformate wechseln etagenweise: rundbogig, segmentbogig und vorhangbogig, jeweils mit dekorativen Natursteingewänden und T-Sprossung. An die Gebäudeecke ist ein Rundtürmchen angefügt, das sich bis ins Dachgeschoss erhebt, ursprünglich aber mit einer Haube anstelle des heutigen niedrigen Daches bekrönt war. Auch andere Bereiche erfuhren Veränderungen, so besaß bspw. das Giebelfeld des leicht auskragenden Bauteils zur Felix-Weiße-Straße ursprünglich Sichtfachwerk, die hölzernen Balkone daneben original. Am meisten verändert wurde jedoch der Erker zur Paulus-Jenisius-Straße, der heute in den Geschossen je ein dreiteiliges mittiges Fenster und eine komplette Holzverkleidung aufweist. Er war stattdessen urspr. verputzt mit drei Einzelfenstern und reichem Baudekor sowie Zierfachwerk im Giebel. Die Erschließung erfolgt seitlich über einen kleinen Vorbau mit Freitreppe. Auch wenn dieses Gebäude in einigen gestalterischen Bereichen verändert wurde, besitzt es doch Denkmalwert aufgrund seiner baugeschichtlichen Bedeutung und qualitätvollen Gestaltung. | 09228507                       |
| Direkt Bild zu diesem Denkmal hochladen | Villa mit Garage und Garten                                                            | Paulus-Jenisius-Straße 23 (Karte)                           | 1923 | Reformstil-Architektur, baugeschichtliche Bedeutung. Eingeschossige massive Villa mit hohem Sockelgeschoss und ausgebautem Mansarddach, 1923 errichtet von Leopold (Leopold&Lohs, Annaberg) für den Posamentenfabrikanten Edwin Süss (Fa. Moritz Steiner). Die Ansicht zur Straße wird geprägt von der großen Terrasse mit Freitreppe, wobei das Geländer nicht ursprünglich ist. Von hier führt ein rundbogiger Zugang in die Diele, von der Erdgeschoss und Dachgeschoss als die beiden ursprünglichen Wohngeschosse erschlossen worden sind. Oberhalb des Zuganges erhebt sich ein dreiachsiger Dachaufbau mit einem mächtigen rundbogigen Giebel. Dieser ist bis auf die Putzrahmung und einen kleinen Okulus leer (hier lt. Zeichnung urspr. Strukturen als Dekor), auch andere Teile lt. Planung reicher verziert, z. B. durch Kanneluren in den Lisenen der Hauptansicht. Das Sockelgeschoss mit Natursteinverkleidung, dieses durch den Geländeverlauf auf der Talseite als Vollgeschoss. Die Fassade des Erdgeschosses verputzt. Die Fenster mit unterschiedlichen Formaten ohne die histor. Sprossung. Zur Anlage gehört außerdem ein weitläufiger Garten. Bei diesem Objekt handelt es sich um eine Villa der Annaberger Oberschicht mit baugeschichtlicher Bedeutung. Sie ist Teil der ab 1900 begonnenen Bebauung des Hanges des Sehmatals. | 09228504                       |
| Direkt Bild zu diesem Denkmal hochladen | Ehemaliges Wehrkreisersatzamt, Landratsamt                                             | Paulus-Jenisius-Straße 24 (Karte)                           | 1937 | baugeschichtliche und ortsgeschichtliche Bedeutung. Langgestreckter dreigeschossiger Bau (ein weiteres Geschoss als Sockelgeschoss), der 1937 vom Heeresbauamt Chemnitz als Sitz des Wehrbezirkskommandos errichtet wurde. Im Zusammenhang mit der Planung stieß der Entwurf aufgrund seiner großen ungegliederten Baumasse in der vorwiegend von offener kleinteiliger Bauweise geprägten Umgebung auf starke Kritik seitens des Stadtbaurats und des Landesbaupflegers. Die Pläne wurden dahingehend geändert, dass ein etwas breiterer Kopfbau ausgebildet wurde und ein Geschoss durch Anböschung und die Ausbildung von Stützmauer und Freitreppe als Sockelgeschoss optisch zurücktreten konnte. Es handelt sich um einen schlichten Putzbau mit in Porphyr hervorgehobener Eckrustika, die Fenster mit schmaler Rahmung und Kreuzsprossung. Die Bereiche der Treppenhäuser durch versetzte Fenster in der Fassade ablesbar. Das schiefergedeckte Walmdach mit wenigen kleinen stehenden Gaupen. Das Gebäude wird heute vom Landratsamt genutzt und im Moment (2013) dafür saniert. Aufgrund seiner Geschichte und Substanz ist dieses Objekt – in der für die 1930er Jahre typischen, dem Heimatschutzstil verbundenen Gestaltung – von bau- und ortsgeschichtlicher Bedeutung. | 09228500                       |
| Direkt Bild zu diesem Denkmal hochladen | Doppelvilla                                                                            | Paulus-Jenisius-Straße 25, 27 (Karte)                       | 1925 | baugeschichtliche Bedeutung. Zweigeschossige, massive Doppelvilla (Architekt: Götze), 1925 in zeittypischer Gestaltung als Direktorenhaus mit Pförtnerwohnung für die AEG errichtet. Die beiden Haushälften sind gegeneinander gedreht und dadurch teilweise etwas unterschiedlich gestaltet, die Baudetails belegen jedoch eindeutig eine gemeinsame Errichtung. Der linke Gebäudeteil wird in der Innenecke erschlossen, der Eingang selbst ist eingerückt und wird durch die offene Bogenstellung geschützt. Die Hauptorientierung erfolgt zur Südwestseite, wo eine Veranda angebaut ist, die im Obergeschoss als Balkon dient. Das Haus besitzt talseitig ein hohes Sockelgeschoss aus Naturstein, an das sich die relativ schlichte, verputzte Fassade anschließt. Das recht flache Walmdach ist zur Wohnnutzung ausgebaut. Die zweite Haushälfte orientiert sich nach Nordwesten und besitzt ebenfalls eine vorgelagerte Veranda, diese ist heute auch im Obergeschoss teilweise geschlossen. Der Eingang auf der Straßenseite befindet sich ebenfalls geschützt in einem zurückliegenden Bereich. Dieser wird seitlich von Doppelpfeilern gerahmt, die ein kräftiges Gebälk tragen. Darüber befindet sich im Obergeschoss ein ungewöhnlich breites Fenster. Dieses Doppelhaus gehört zur Villenbebauung des Sehmatals nach 1900, wo sich vorwiegend wohlhabende Annaberger Bürger ansiedelten. Mit seiner für seine Entstehungszeit in den 1920er Jahren typischen Gestaltung besitzt das Gebäude baugeschichtliche Bedeutung, durch seine Bauherrin aber auch Relevanz für die Wirtschaftsgeschichte und Ortsentwicklung Annabergs. | 09228503                       |
| Direkt Bild zu diesem Denkmal hochladen | Villa (heute Kindergarten)                                                             | Paulus-Jenisius-Straße 31 (Karte)                           | 1927 | baugeschichtliche Bedeutung. Zweigeschossige, massive Villa mit großer, vorgelagerter Terrasse in offener Bebauung, 1927 von Götze als Landhaus für die AEG errichtet. Oberhalb eines Sockels aus Naturstein, der in der großen, straßenseitigen Terrasse fortgesetzt wird, schließt sich die verputzte Fassade des Hauses an. Diese ist recht einfach gegliedert mit rundbogigen Fenstern im Erdgeschoss und rechteckigen im Obergeschoss, dazwischen befindet sich ein horizontales, schmales Gesims. Die Öffnungen, die zur Terrasse als Türen ausgebildet sind, weisen eine kleinteilige Sprossung auf. Das hohe Walmdach besitzt nur wenige Dachaufbauten in Form einer Gaupe auf jeder Seite. Zur Anlage gehört seitlich ein Garagenanbau (verändert), eine breite, geschwungene Freitreppe an der Terrasse und die Reste der Einfriedung des großen Grundstücks vor dem von der Straße weit zurückgesetzten Wohnhaus. Dieses Gebäude gehört zur Villenbebauung des Sehmatals, wo sich nach 1900 vorwiegend wohlhabende Annaberger Bürger ansiedelten. Mit seiner für seine Entstehungszeit in den 1920er Jahren typischen Gestaltung besitzt das Gebäude baugeschichtliche Bedeutung, durch seine Bauherrin aber auch Relevanz für die Wirtschaftsgeschichte und Ortsentwicklung Annabergs. | 09228502                       |
| Direkt Bild zu diesem Denkmal hochladen | Mietshaus in halboffener Bebauung                                                      | Pestalozzistraße 2 (Karte)                                  | um 1890                                                                                                 | baugeschichtliche und städtebauliche Bedeutung. Dreigeschossiges massives Mietshaus mit sieben Achsen in halboffener Bebauung. Der Eingang befindet sich auf der linken Gebäudeseite und ist in der für Annaberg typischen Weise tief eingezogen mit vorgelagerter Treppe und historistischer zweiflügeliger Holztür. Oberhalb eines Sockels weist das Erdgeschoss eine dekorative Putznutung auf, die Fassade der Obergeschosse ist glatt verputzt. Alle Fenster rechteckig mit profilierter Rahmung und T-Sprossung. Die Öffnungen des 1. Obergeschoss am reichsten verziert mit Stuckflächen unterhalb der Sohlbänke und Dreieck- bzw. Rundbogengiebeln. Im 2. Obergeschoss ist das Baudekor etwas zurückhaltender mit gerader Verdachung und kleinen Zierkonsolen an den Sohlbänken. Optisch hervorgehoben sind jeweils die beiden äußeren Achsen im 1. Obergeschoss und vor allem im Dachgeschoss, wo die stehenden Gaupen als Doppelgaupen zusammengefasst sind und mit einem Schmuckgiebel abschließen. Das schiefergedeckte Dach zur Wohnnutzung ausgebaut. Es handelt sich um ein für das letzte Viertel des 19. Jh. typisches Mietshaus in historistischer Gestaltung. Es besitzt sowohl baugeschichtliche als auch städtebauliche Bedeutung. | 09228873                       |
| Direkt Bild zu diesem Denkmal hochladen | Ehemalige Bürgerschule                                                                 | Pestalozzistraße 7 (Karte)                                  | 1892–1894                                                                                               | gelber Klinkerbau, baugeschichtliche und sozialgeschichtliche Bedeutung. Langgestrecktes Schulgebäude mit gelber Klinkerverkleidung in offener Bebauung. Ungewöhnlich ist der im Erdgeschoss aus der Straßenfassade vorspringende Gebäudeteil mit sechs hohen Segmentbogenfenstern, der eine Turmhalle beherbergt. Diese 1892–1894 entstandene Schule war die erste höhere Bürgerschule Annabergs mit je einem separaten Eingang für Jungen und Mädchen, wie sich das noch heute beiderseits der Turnhalle erkennen lässt. Der gelbe Klinkerbau weist eine schlicht gehaltene Schmuckfassade auf, die vor allem aus dem Kontrast zum Naturstein-Baudekor besteht, so u. a. Gesimse, Sohlbänke, Fensterverdachungen, Scheitelsteine oder Quader zur Eckbetonung. In der viergeschossigen Fassade 19 Achsen segmentbogenförmiger Fenster mit histor. kleinteiliger Sprossung. Drei Achsen oberhalb der beiden Zugänge sind jeweils als flache Risalite hervorgehoben. Nach zwischenzeitlicher Nutzung als Unteroffiziersvorschule (bis 1944), Lazarett und Kaserne wurde das Gebäude seit 1955 wieder als Schule verwendet. Seit 1992 befindet sich hier das Landkreis-Gymnasium Annaberg, für das u. a. der seitliche Schulanbau ab 2006 angefügt worden ist. Als historistisches Schulgebäude in qualitativ hochwertiger Ausführung besitzt dieses Denkmal sowohl baugeschichtliche als auch sozial- und kulturgeschichtliche Bedeutung. | 09228874                       |
| Direkt Bild zu diesem Denkmal hochladen | Villa (im Heimatstil)                                                                  | Pestalozzistraße 11 (Karte)                                 | Anfang 20. Jh.                                                                                          | Putzbau mit Fachwerk-Dachgeschoss, Anklänge an den Heimatstil, baugeschichtliche Bedeutung. Zweigeschossiges, Anfang des 20. Jh. errichtetes villenartiges Wohnhaus in offener Bebauung im Südosten Annabergs in einer von lockerer Wohnbebauung geprägten Umgebung. Oberhalb eines Natursteinsockels die verputzte Fassade des Gebäudes. Dieses wird durch verschiedene Gestaltungselemente betont: erkerartiger Bauteil des Erdgeschosses, der gleichzeitig als Balkon des Obergeschosses dient und dort von einem Pultdach geschützt wird, dreiteiliges Rundbogenfenster im Obergeschoss, Ausbildung eines zwerchhausähnlichen Giebels, seitlicher niedrigerer Gebäudeteil mit separatem Dach sowie der Anbau eines Vorhauses zum Schutz des über eine Freitreppe erschlossenen Eingangs. Alle Fenster mit heller Rahmung und Eckbetonung durch Natursteinquader, i. d. R. mit T-Sprossung. Am prägnantesten ist jedoch das ab dem 1. Obergeschoss die Fassadenflächen schmückende Zierfachwerk mit seinen gestalteten Balkenköpfen: dieses unterhalb der Traufe, besonders aber in den Giebelfeldern des schiefergedeckten Satteldaches. Das Dachgeschoss ist zur Wohnnutzung ausgebaut. Als Vertreter des Heimatschutzstils hat das Haus baugeschichtliche Bedeutung. | 09228875                       |
| Direkt Bild zu diesem Denkmal hochladen | Villa mit Anbau, Veranda und Einfriedung                                               | Pestalozzistraße 13 (Karte)                                 | Um 1925                                                                                                 | traditionalistischer Putzbau mit Veranda, baugeschichtliche Bedeutung. Kleine zweigeschossige massive Villa im Südosten Annabergs in einer von lockerer Wohnbebauung geprägten Umgebung, 1925 errichtet durch Alfred Keilhau für Max Engert. Die Erschließung erfolgt auf der linken Hausseite durch einen kleinen Eingangsvorbau, dem eine Freitreppe vorgelagert ist. An den hohen Natursteinsockel mit spitzbogigen Kellerfenstern schließt sich die verputzte Fassade an. Die Hauptansicht wird geprägt durch den polygonalen Anbau im Erdgeschoss mit seinen individuellen, mit einer Dreieckspitze versehenen Fenstern, auch die beiden anderen rechteckigen Fenster der Straßenfassade im Erdgeschoss nehmen das Motiv in Form einer Dreieckverdachung auf. Auf der dem Eingang gegenüberliegenden Seite eine holzverkleidete Veranda, auch hier dreieckig auslaufende Fenster, diese jedoch breiter als im Anbau. Oberhalb des Erdgeschosses ein kräftiges Gesims, das gleichzeitig als Sohlbank für die regelmäßigen rechteckigen Fenster des Obergeschosses dient. Alle Fenster mit ihrer historischen kleinteiligen Sprossung. Das Walmdach ist schiefergedeckt mit kleinen dreieckigen Schleppgaupen. Mit der bevorzugten Verwendung dreieckiger, spitzer Formen verweist das Gebäude auf seine Entstehung in den 1920er Jahren, als diese expressionistische Formensprache – in Annaberg nicht so häufig – Verbreitung fand. Baugeschichtliche Bedeutung, auch die originale Einfriedung mit ihren Natursteinmauern und -pfeilern ist Schutzgegenstand. | 09228876                       |
| Direkt Bild zu diesem Denkmal hochladen | Städtisches Wohnhaus                                                                   | Pfarrgasse 11 (Karte)                                       | Kern wohl 16. Jahrhundert (Wohnhaus), bezeichnet mit 1823 (innen), 2. Hälfte 19. Jahrhundert (Türblatt) | städtisches Wohnhaus, Strukturbestandteil der Ortskernbebauung, schöne historistische Haustür, schlichter Putzbau, unter anderem baugeschichtliche Bedeutung. Bürgerliches Wohnhaus, Strukturbestandteil der Ortskernbebauung, verputzter zweigeschossiger Bruchsteinbau mit Satteldach, Wandstärke ca. 70 cm, die Fenster mit geradem Sturz sind innen korbbogig hinterfangen, Gewände größtenteils verloren, der breit gelagerte Baukörper wurde nach einem Brand 1823 wieder aufgebaut, der Kern des Hauses ist älter (das Kellergewölbe wohl aus der Frühzeit der Stadt (16. Jh.), vielleicht auch Teile der Erdgeschoss-Mauern), schöne historistische Haustür, Porphyr-Türgewände auf der Rückseite. Hohe Räume auch im Obergeschoss, daher 1/2 m Abstand zwischen Fensterstürzen und Traufe, Obergeschoss auch mit schöner Holzdecke um 1910, in den 1920er Jahren gab es Pläne für ein Mansarddach, die aber nicht realisiert wurden. Fenster denkmalgerecht erneuert. Baugeschichtliche Bedeutung trotz der reduzierten Fassade, auch ortsentwicklungsgeschichtliche Relevanz. | 09228749                       |
| Direkt Bild zu diesem Denkmal hochladen | Mietshaus in halboffener Bebauung                                                      | Pfarrgasse 17 (Karte)                                       | Um 1885                                                                                                 | historisierende Putzfassade, baugeschichtliche Bedeutung. Kleines zweigeschossiges massives Mietshaus mit sechs Achsen in halboffener Bebauung, unmittelbar außerhalb des früheren Stadtmauerrings von Annaberg. Die verputzte Fassade besitzt eine klare Struktur, die durch horizontale Gesimse, Nutungen und Friese (z. B. ein Mäanderband im 1. Obergeschoss) erzielt wird. Der Eingang ganz links in der für die Stadt typischen Weise tief eingezogen mit vorgelagerter Treppe, zweiflügelige Holztür mit Oberlicht. Der Zugang mit einer profilierten Rahmung versehen, seitlich in Sockelhöhe Diamantfries, und mit einem Dreieckgiebel bekrönt. Die Fenster im Erdgeschoss mit einer markanten, ungewöhnlich weit auskragenden geraden Verdachung auf Zierkonsolen, die geraden Verdachungen im Obergeschoss etwas schlichter. Hier sind in der Eingangsachse zwei Fenster gekoppelt. Alle Fenster mit T-Sprossung. Das schiefergedeckte Satteldach mit drei Dachhäuschen und Doppelfenstern, diese jeweils das Motiv des Dreieckgiebels vom Eingang wiederholend. Bei diesem Objekt handelt es sich um ein Ende des 19. Jh. in historistischen Formen entstandenes Mietshaus, dessen qualitätvolle Ausbildung seine baugeschichtliche Bedeutung bestimmt. | 09229028                       |
| Direkt Bild zu diesem Denkmal hochladen | Stadtbefestigung                                                                       | Promenadenweg 6 (Karte)                                     | 1508–1509, später überformt                                                                             | baugeschichtliche und ortsgeschichtliche Bedeutung. Ehemalige Bastion der Annaberger Stadtmauer im Westen der Stadt, 1508/09 erbaut und 1731 mit einem Türmchen versehen. 1850 wurde sie vom Kaufmann Bamberg als Sommerhaus „Charlottenburg“ umgenutzt und 1925 in ihrer heutigen Form als Wohnhaus umgebaut. Geprägt wird das schräg an die Stadtmauer angesetzte Gebäude durch seine langgestreckte runde Form. Oberhalb eines Bruchsteinsockels beginnen die beiden verputzten Wohngeschosse. Diese mit rundbogigen Öffnungen und kleinteiliger Sprossung. Neben dem Anschluss an die Stadtmauer im Norden ein kleiner rundbogiger Eingang. Oberhalb des Obergeschosses ein Gesims und kleine halbrunde Dachfenster, anschließend ein Kegeldach, dieses nach Südwesten mit stehenden Dachgaupen. Auf dieser Seite auch ein Erker am Übergang von der Bastion zur Stadtmauer. Dieses heutige Wohngebäude besitzt als Umnutzung eines früheren Bestandteils der Stadtbefestigung sowohl baugeschichtliche als auch ortsgeschichtliche Bedeutung. Die zu Beginn des 16. Jh. errichtete Stadtmauer verlor in den folgenden Jahrhunderten ihre Schutzbestimmung und wurde spätestens Mitte des 19. Jh. in Teilen aufgegeben. Vor allem aus Wohnungsmangel wurden zunächst die Türme, aber auch, wie bei diesem Beispiel, die Bastionen zu Wohnzwecken umgenutzt. | 09228775                       |
| Direkt Bild zu diesem Denkmal hochladen | Theatertreppe                                                                          | Rathenaustraße (Karte)                                      | | | 09228870                       |
| Direkt Bild zu diesem Denkmal hochladen | Mietvilla mit Einfriedung                                                              | Rathenaustraße 2 (Karte)                                    | Um 1895                                                                                                 | baugeschichtliche Bedeutung. Kleine eingeschossige Mietvilla mit hohem Sockelgeschoss und ausgebautem Mansarddach unmittelbar vor dem früheren Stadtmauerverlauf. Das Gebäude wird geprägt durch seinen kräftigen Natursteinsockel mit segmentbogigen Kellerfenstern, vor allem aber durch den Kontrast zwischen der orangen Klinkerverkleidung und dem reichen Baudekor aus Naturstein. Dieses betont in historistischer Weise als Rustika die Gebäudeecken sowie als Gewände, Verdachungen, Konsolen u. ä. die Öffnungen im Hauptgeschoss. Nach Norden und Osten Ausbildung eines Mittelrisalits, der als Zwerchhaus ins Dachgeschoss reicht, dort ein kräftiges Kranzgesims und ein geschweifter Abschluss mit seitlichem Fächermotiv. Der Zugang zum Wohnhaus erfolgt mittels einer breiten Freitreppe auf der Südseite. Auch dort bildet die Fassade einen Risalit, der im Hauptgeschoss komplett vom Rustika-Eingangsportal eingenommen wird. Die Tür rundbogig mit Farbglasfenster. Das schiefergedeckte Mansarddach sehr steil, die Fenster hier mit Segmentbogengiebeln bekrönt. Die Einfriedung der Ende des 19. Jh. errichteten Mietvilla ist vorhanden und hat wie das weitgehend authentisch erhaltene Gebäude baugeschichtliche Bedeutung. | 09228803                       |
| Direkt Bild zu diesem Denkmal hochladen | Mietshaus in geschlossener Bebauung                                                    | Rathenaustraße 9 (Karte)                                    | | | 09228871                       |
| Direkt Bild zu diesem Denkmal hochladen | Mietshaus in geschlossener Bebauung                                                    | Rathenaustraße 11 (Karte)                                   | | | 09228872                       |
|                                         | Mietshaus mit Ladenzone, in Ecklage und geschlossener Bebauung                         | Ratsgasse 1 (Karte)                                         | bez. 1896                                                                                               | mit Ladenzone, Ecklage am Markt, baugeschichtliche und städtebauliche Bedeutung. Viergeschossiges massives Mietshaus mit fünf zu vier Achsen in Ecklage und geschlossener Bebauung direkt am Annaberger Marktplatz unmittelbar neben dem Rathaus. Das mit Schaufenstern großzügig geöffnete Erdgeschoss wird komplett von einer Ladenzone eingenommen und durch einen Eingang auf der abgeschrägten Gebäudeecke erschlossen. Der Zugang rundbogig mit verziertem Scheitelstein, die Pfeiler zwischen den Schaufenstern mit Postament und kapitellartigem Abschluss tragen das Gebälk, das gleichzeitig den Schriftzug des Ladens aufnimmt und den Übergang zur Obergeschoss-Fassade bildet. Die Obergeschosse mit Wohnnutzung haben eine orangerote Klinkerverkleidung. Besonders betont wird die Gebäudeecke, die als Erker ausgebildet ist und auf zwei Säulen ruht. Hier auch die Bezeichnung „erb. HT 1896“. Zur hervorgehobenen Gestaltung gehören auch die nächsten, sich jeweils an die Ecke anschließenden Fensterachsen. Alle drei Achsen werden im Dachgeschoss mit einem Dachaufbau mit geschweiftem Giebel bekrönt, in der Ecke zusätzlich ein steiles Türmchen. Die Fenster im 1. und 2. Obergeschoss rechteckig, im 3. rundbogig, alle mit T-Sprossung. Geschossweise differiert das helle historistische Baudekor der Öffnungen. Das kräftige Traufgesims wird von Zierkonsolen getragen, das schiefergedeckte Satteldach mit stehenden Gaupen zur Wohnnutzung ausgebaut. Bei diesem Gebäude handelt es sich um ein typisches Mietshaus vom Ende des 19. Jh. mit hochwertiger Gestaltung, die nahezu unveränderte Ladenzone trägt zum hohen Denkmalwert bei. Das Objekt besitzt nicht nur baugeschichtliche, sondern auch städtebauliche Bedeutung. | 09228595                       |
| Direkt Bild zu diesem Denkmal hochladen | Wohnanlage                                                                             | Robert-Blum-Straße 15, 17 (Karte)                           | Um 1925                                                                                                 | baugeschichtliche und wirtschaftsgeschichtliche Bedeutung. Dreigeschossige breitgelagerte Wohnanlage in offener Bebauung, zurückgesetzt an einer der Hauptverkehrsstraßen außerhalb der Annaberger Innenstadt. An das 10-achsige Hauptgebäude schließen sich symmetrisch zwei Flügelbauten an. Geprägt wird die Ansicht der verputzten Wohnanlage durch die mittige, über zwei Geschosse reichende Loggienanlage, die von Pfeilern gestützt und mit Rundbögen abgeschlossen wird. Dieser gesamte Gebäudeteil ist im Erdgeschoss und 1. Obergeschoss vor die Gebäudeflucht gesetzt, so dass dessen Dachfläche für das 2. Obergeschoss als Balkon dient. Ähnlich auch die Ausbildung an den Flügelbauten, hier auf den Stirnseiten ebenfalls zusätzlich Loggien, so dass alle Wohnungen über einen Freibereich verfügen. Die Mittenbetonung setzt sich im Dachgeschoss der Hauptansicht fort, hier eine breite Gaupe mit einem flachen Dreieckgiebel. Der Zugang zu den Wohnungen erfolgt seitlich des Querriegels im Übergang zu den zurückgesetzten Flügelbauten und wird von einem hohen Vordach geschützt. Alle Fenster rechteckig mit sechsteiliger Sprossung und die Fassade strukturierenden Fensterläden. Die Dächer als Walmdächer ausgeführt, bitumengedeckt. Diese für Annaberg ungewöhnliche Wohnanlage entstand 1925 nach Plänen des Baubüros der AEG Berlin. Die AEG musste Beamte an ihren Annaberger Standort entsenden und ließ für diese die moderne, „Berliner Verhältnissen entsprechende“ Wohnanlage (unter finanzieller Beteiligung der Stadt) errichten. Es entstanden insgesamt 16 3–4-Raumwohnungen mit innenliegenden Bädern, Mädchenzimmern und Außenbereich. Diese für die Entstehungszeit sehr fortschrittliche Anlage ist nahezu unverändert erhalten und besitzt hohe baugeschichtliche Bedeutung. Als Beamtenwohnhaus für den neuen AEG-Standort konzipiert, hat sie zudem wirtschafts- und ortsgeschichtlichen Wert. | 09228990                       |
|                                         | Mietshaus in offener Bebauung                                                          | Robert-Schumann-Straße 2 (Karte)                            | 1912 | Reformstil-Architektur, baugeschichtliche Bedeutung. Dreigeschossiges massives Mietshaus mit ausgebautem Mansarddach in offener Bebauung an einer der Hauptverkehrsstraßen außerhalb der Annaberger Innenstadt. Dieses unsanierte große Wohngebäude ist vor allem durch seine bewegte Dachlandschaft geprägt: die abgerundete Ecke nach Südwesten wird von einem Türmchen mit kräftiger Haube betont, zudem ist zur Süd- und Westseite je ein großes Zwerchhaus mit gebrochenem dreieckigen Giebel ausgebildet. Ein über das 1. und 2. Obergeschoss reichender Erker setzt sich auf der linken Seite der Straßenansicht ebenfalls turmartig bis ins Dachgeschoss fort. Die Fassade selbst besitzt einen dekorativen Verputz, dieser mit Putznutung im Erdgeschoss, mit Lisenen, Spiegeln und Dekorflächen in den Obergeschossen. Alle Fenster rechteckig mit ihrer historischen Sprossung, einschließlich der kleinteiligen Oberlichter. Der Zugang zum Wohngebäude erfolgt auf der straßenabgewandten Seite. Dieses im Reformstil errichtete, wenig veränderte Gebäude besitzt baugeschichtlichen und städtebaulichen Wert als Beispiel der ambitionierten Stadterweiterung Annabergs in nordöstlicher Richtung nach 1900. | 09228541                       |
| Direkt Bild zu diesem Denkmal hochladen | Doppelmietshaus in halboffener Bebauung                                                | Scheibnerstraße 1, 2 (Karte)                                | Um 1885                                                                                                 | | 09228943                       |
| Direkt Bild zu diesem Denkmal hochladen | Wohn- und Geschäftshaus in halboffener Bebauung                                        | Scheibnerstraße 3 (Karte)                                   | Bezeichnet mit 1898                                                                                     | | 09228828                       |
| Direkt Bild zu diesem Denkmal hochladen | Wohnhaus in halboffener Bebauung                                                       | Scheibnerstraße 9 (Karte)                                   | Bezeichnet mit 1896, vermutlich älter                                                                   | baugeschichtliche und städtebauliche Relevanz. Dreigeschossiges massives Mietshaus (bez.1896) mit fünf Achsen in halboffener Bebauung. Der Zugang auf der rechten Fassadenseite ist in der für Annaberg typischen Art eingezogenen mit vorgelagerter Treppe; die Tür zweiflügelig mit Oberlicht. Tür und Nische sowie die Fenster im Erdgeschoss rundbogig, die anderen Fenster rechteckig; alle mit T-Sprossung. Das Mietshaus ist neuerdings mit einem für diese Art von Gebäuden untypischen Rauputz versehen. Vom ursprünglichen Ornament sind einige Teile wie Gurtgesims, Fenstergewände und -bekrönungen erhalten. Die Gebäudeecken im Kellergeschoss mit Rustika hervorgehoben; der Keller aufgrund der Geländesituation auf der Giebelseite fast auf Straßenniveau. Die Giebelseite ebenfalls mit Fensteröffnungen; im Giebeldreieck Okuli. Das schiefergedeckte Satteldach mit stehenden Gaupen und rundbogigen Fenstern. Trotz der reduzierten Fassade und des ungewöhnlichen Putzmaterials besitzt das Gebäude baugeschichtliche Bedeutung und städtebauliche Relevanz. Historische Anschrift | 09301296                       |
| Direkt Bild zu diesem Denkmal hochladen | Ehemaliges Mietshaus in halboffener Bebauung                                           | Scheibnerstraße 11 (Karte)                                  | um 1875                                                                                                 | baugeschichtliche und städtebauliche Bedeutung. Dreigeschossiges massives Gebäude mit sechs Achsen in halboffener Bebauung. Oberhalb eines Natursteinsockels beginnt die verputzte Fassade des Hauses, die durch eine dekorative Putznutung geprägt ist. Drei Achsen sind risalitartig hervorgehoben und setzen sich als Zwerchhaus ins Dachgeschoss fort, dieses mit flachem Dreieckgiebel und reichhaltigem Stuckdekor. Die Fenster mit profilierter Rahmung, in den Obergeschossen mit geraden Bekrönungen. Diese sind in der Mittelachse zusätzlich schmuckvoll mit Akroterien versehen. Auch die Giebelseite weist Fensteröffnungen analog der Straßenansicht auf, im Giebeldreieck ein Okulus. Ungewöhnlich ist die Zugangssituation, die bei diesem Gebäude seitlich über einen eingeschossigen Vorbau erfolgt. Ein weiterer bis ins 2. Obergeschoss reichender Anbau auf der rückwärtigen Gebäudeseite. Das Satteldach mit Dachhäuschen, den Fenstern in Giebel und Zwerchhaus als Nutzgeschoss ausgebildet. Das im letzten Drittel des 19. Jh. als Mietshaus errichtete Gebäude wird aktuell als Schulhaus (in Verbindung mit Scheibnerstraße 12) genutzt. Seine erhaltene Bausubstanz und repräsentative Fassade haben baugeschichtliche und städtebauliche Bedeutung. | 09228836                       |
| Direkt Bild zu diesem Denkmal hochladen | Ehemalige Handelsschule                                                                | Scheibnerstraße 12 (Karte)                                  | Bezeichnet mit 1898                                                                                     | baugeschichtliche und städtebauliche Bedeutung. Dreigeschossiges massives Gebäude mit fünf Achsen in halboffener Bebauung. Es handelt sich um die 1898 entstandene ehem. Handelsschule Annabergs, die im Charakter eines wilhelminischen Mietshauses errichtet wurde. Oberhalb eines Sockels aus Steinquadern ist die Fassade des Erdgeschosses mit dekorativer Putznutung versehen, die Fenster segmentbogig mit kräftiger Sohlbank und betontem Scheitelstein. Ein Gesims trennt die Obergeschosse ab, diese mit einer orangem Klinkerfassade und Baudekor aus Sandstein. Die Fenster rechteckig, im 1. Obergeschoss mit dreieckigen und geraden Bekrönungen im Wechsel, im 2. Obergeschoss gerade Verdachungen und kräftige Sohlbänke auf Zierkonsolen. Das Traufgesims mit einem wuchtigen Zahnschnitt. Im schiefergedeckten Mansarddach stehende Gaupen mit segmentbogenförmigen Fenstern. Die Erschließung erfolgt über einen südlichen Anbau, dort eine vorgelagerte Freitreppe zum tief eingezogenen Eingang in einer rundbogigen Nische, zweiflügelige Holztür mit Oberlicht. Der Anbau in den Obergeschossen mit gestalterisch hervorgehobenen Dreierfenstern und einem kleinen Dreieckgiebel in der Dachebene. Das kaum veränderte Gebäude besitzt baugeschichtliche und städtebauliche Bedeutung, als Schule zudem kultur- und sozialgeschichtliche Relevanz. | 09228837                       |
| Direkt Bild zu diesem Denkmal hochladen | Ehemalige Lithographische Anstalt Weißbach; Waenger, Buch- und Steindruckerei          | Scheibnerstraße 17a (Karte)                                 | 1891 | baugeschichtliche und wirtschaftsgeschichtliche Bebauung Dreigeschossiger, langgestreckter Baukomplex mit 16 Achsen in halboffener Bebauung. Dieses Objekt gliedert sich in zwei Teile: links das Wohnhaus mit fünf Achsen (urspr. eine Wohnung pro Etage sowie Fabriknutzung im Erdgeschoss) und rechts das Fabrikgebäude mit elf Achsen. Beide besaßen im Erdgeschoss anstelle des heutigen Glattputzes eine horizontale Putznutung, an die sich die Obergeschoss-Fassade mit der gelben Klinkerverkleidung anschloss. Die Fenster des 1. Obergeschoss mit dekorativer Gestaltung unterhalb der Sohlbänke und gerader bzw. in der Mitte dreieckiger Bekrönung, die Fenster des 2. Obergeschoss etwas schlichter ausgeführt. zehn Fenster der Fabrikfassade sind jeweils zu Paaren zusammengefasst, darüber noch heute der Schriftzug mit dem Firmennamen. Gestalterisch entsprechend sind auch die Fenster der Giebelansicht ausgebildet, hier zudem im Bereich des Dachanlaufs des Mansarddaches schneckenförmiges Dekor aus Sandstein und ein Akroter zur Betonung der Firstspitze. Mittig im Erdgeschoss ein Eingang, der Zugang zum Wohnhaus in der linkesten Achse. Dieser ist in der für Annaberg typischen Weise tief eingezogen mit vorgelagerter Treppe, eine Besonderheit ist die qualitätvolle, historistische Eingangstür. Die Fenster rechteckig mit Kreuzstockteilung, tlw. sind historische Winterfenster vorhanden. In dieser Fabrik von 1891, die in ihrem Inneren die für die Zeit um 1900 charakteristische doppelte Stützenreihung besitzt (Ausbildung eines Mittelganges bei gleichzeitiger freier Teilung des Grundrisses), befanden sich Maschinen- und Arbeitssäle, Kontor, Packerei, Lager etc. der Druckerei. In den 1930er Jahren wurden dort im 1. und 2. Obergeschoss Wohnungen eingerichtet. Dieses Gebäude mit seiner für seine Entstehung im Historismus typischen Gestaltung ist ein gut erhaltenes, prägnantes Beispiel für die Kombination von Wohnen und Arbeiten um 1900 nahe der unmittelbaren Innenstadt Annabergs. Es besitzt nicht nur baugeschichtliche, sondern auch wirtschafts- und ortsgeschichtliche Bedeutung. | 09228838                       |
| Direkt Bild zu diesem Denkmal hochladen | Mietshaus in geschlossener Bebauung                                                    | Scheibnerstraße 17b (Karte)                                 | Um 1900                                                                                                 | | 09228839                       |
| Direkt Bild zu diesem Denkmal hochladen | Mietshaus in geschlossener Bebauung                                                    | Scheibnerstraße 18 (Karte)                                  | Um 1885                                                                                                 | baugeschichtliche und städtebauliche Bedeutung. Dreigeschossiges massives Mietshaus mit fünf Achsen in geschlossener Bebauung. Der Zugang befindet sich auf der linken Gebäudeseite, ist leicht eingezogen mit zwei vorgelagerten Stufen, historistische Tür mit Oberlicht. Der Eingang wird von einem segmentbogigen Portal mit profiliertem Gewände und Stuck im Giebel sowie einem als bärtiges Gesicht ausgebildetem Scheitelstein hervorgehoben, das Gebälk tragen vier Schmuckkonsolen. Die verputzte Fassade beginnt oberhalb eines Sockels mit den Kellerfenstern und wird im Erdgeschoss und 1. Obergeschoss von einer Putznutung geprägt, im 2. Obergeschoss Putzspiegel zwischen den Öffnungen. Die Fenster im Erdgeschoss segmentbogenförmig, in den Obergeschossen rechteckig, alle mit Kreuzsprossung. Kräftiges historistisches Baudekor ziert die Fensteröffnungen in Form von Bekrönungen, Konsolen, Sohlbänken, Scheitelsteinen usw., dominant dabei das 1. Obergeschoss sowie die Eingangsachse. Das Mansarddach zur Wohnnutzung ausgebaut. Es handelt sich bei diesem Mietshaus um einen Teil der Stadterweiterung im letzten Viertel des 19. Jh. Das Objekt besitzt sowohl baugeschichtliche als auch städtebauliche Bedeutung. | 09228840                       |
| Direkt Bild zu diesem Denkmal hochladen | Mietshaus in geschlossener Bebauung                                                    | Scheibnerstraße 19 (Karte)                                  | Um 1885                                                                                                 | baugeschichtliche und städtebauliche Bedeutung. Dreigeschossiges massives Mietshaus mit fünf Achsen in geschlossener Bebauung. Der Zugang befindet sich auf der linken Gebäudeseite, ist leicht eingezogen mit zwei vorgelagerten Stufen, historistisches Türblatt. Der Eingang wird von einem schlichten segmentbogigen Portal mit profiliertem Gewände und schmuckvoll gestaltetem Scheitelstein hervorgehoben. Die verputzte Fassade beginnt oberhalb eines Sockels mit den Kellerfenstern und ist in allen Geschossen durch eine Putznutung geprägt. Die Fenster im Erdgeschoss segmentbogenförmig mit hervorgehobenem Scheitelstein, in den Obergeschossen rechteckig, die Fenster nicht denkmalgerecht. Kräftiges historistisches Baudekor ziert die Fensteröffnungen in Form von Bekrönungen, Konsolen, Sohlbänken, Scheitelsteinen, Akroterien usw., wobei die Eingangsachse (hier zudem Stuckfeld und Dreieckverdachung) und das 1. Obergeschoss den gestalterischen Schwerpunkt bilden. Zahnschnittfries am Traufgesims, das Mansarddach zur Wohnnutzung ausgebaut. Es handelt sich bei diesem Mietshaus um einen Teil der Stadterweiterung im letzten Viertel des 19. Jh. Das Objekt besitzt trotz der nicht denkmalgerechten Fenster und einer eigenwilligen Farbgebung sowohl baugeschichtliche als auch städtebauliche Bedeutung. | 09228841                       |
| Direkt Bild zu diesem Denkmal hochladen | Mietshaus mit Ladeneinbau in Ecklage und halboffener Bebauung                          | Scheibnerstraße 20 (Karte)                                  | | | 09228842                       |
| Direkt Bild zu diesem Denkmal hochladen | Wohnhaus in halboffener Bebauung                                                       | Scherbank 1 (Karte)                                         | Bezeichnet mit 1792                                                                                     | | 09228814                       |
| Direkt Bild zu diesem Denkmal hochladen | Wohnhaus mit Ladeneinbau, in geschlossener Bebauung                                    | Scherbank 2 (Karte)                                         | Nach 1731 (Wohnhaus), um 1885 (Laden)                                                                   | mit Ladeneinbau, im Innern Kreuzgewölbe, baugeschichtliche und städtebauliche Bedeutung. Zweigeschossiges massives Wohnhaus mit sieben zu vier Achsen in Ecklage und geschlossener Bebauung. Das Gebäude traufständig zur Scherbank, zur Barbara-Uthmann-Straße ein zweigeschossiger Anbau mit Satteldach. Der Zugang zum Wohnhaus in der mittleren Achse, schlichter segmentbogiger Türstock mit Scheitelstein. Auf der rechten Gebäudeseite Ende des 19. Jh. Einrichtung eines kleinen Ladens mit Zugang und Schaufenster, diese mit dem zeittypischen profilierten Steg getrennt. Alle Fenster mit schlichter farbig abgesetzter Rahmung. Das abgewalmte schiefergedeckte Mansarddach zur Wohnnutzung ausgebaut. Im Inneren Kreuzgewölbe. Das Gebäude wurde nach dem Stadtbrand von 1731 als typisches innerstädtisches Wohnhaus errichtet. Einige Umbauten in der Folgezeit (Laden, Dach) führten zum heutigen Aussehen. Als authentischer Vertreter seines Gebäudetypus besitzt es baugeschichtliche und städtebauliche Relevanz. | 09228817                       |
| Direkt Bild zu diesem Denkmal hochladen | Wohnhaus in geschlossener Bebauung                                                     | Scherbank 3 (Karte)                                         | 19. Jahrhundert                                                                                         | baugeschichtlich von Bedeutung. | 09228813                       |
| Direkt Bild zu diesem Denkmal hochladen | Türgewände eines Wohnhauses                                                            | Scherbank 5 (Karte)                                         | Bezeichnet mit 1732                                                                                     | barockes Türgewände, baugeschichtliche Bedeutung. Barockes, korbbogenförmiges Türgewände eines Wohnhauses mit bezeichnetem Scheitelstein „1732“ und einfarbiger Fassung. Die glatten Gewände auf etwas breiterem hohen Sockel, im Kämpferbereich schmale Kapitelle. Die für die Entstehungszeit typische Art der Betonung des Hauszugangs besitzt baugeschichtliche Relevanz (analog bspw. Scherbank 12). | 09228811                       |
| Direkt Bild zu diesem Denkmal hochladen | Wohnhaus in geschlossener Bebauung                                                     | Scherbank 10 (Karte)                                        | | | 09228812                       |
| Direkt Bild zu diesem Denkmal hochladen | Wohnhaus in halboffener Bebauung                                                       | Scherbank 12 (Karte)                                        | bez. 1785                                                                                               | baugeschichtliche Bedeutung. Zweigeschossiges massives Wohnhaus mit vier zu zwei Achsen in Ecklage und halboffener Bebauung. Der Zugang zum Wohnhaus befindet sich in der zweiten Achse und besitzt ein schlichtes korbbogenförmiges Gewände mit Scheitelstein (bezeichnet „1785“). Der Eingang eingezogen mit vorgelagerter Treppe. Alle Fenster mit zur glatt verputzten Fassade farbig abgesetzter Rahmung, die Fenster im Erdgeschoss und Giebel-Dachgeschoss nicht denkmalgerecht. Das abgewalmte Satteldach mit kleinen Dachliegefenstern zur Wohnnutzung ausgebaut. Dieses schlichte, für das 18. Jh. typische innerstädtische Wohnhaus besitzt aufgrund seines authentischen Zustandes baugeschichtliche und städtebauliche Relevanz. | 09228810                       |
| Direkt Bild zu diesem Denkmal hochladen | Wohnhaus bzw. Bürgerhaus in geschlossener Bebauung                                     | Scherbank 13 (Karte)                                        | Bezeichnet mit 1782 (oder 1789)                                                                         | baugeschichtliche und städtebauliche Bedeutung. Zweigeschossiges massives Wohnhaus aus (2013 wg. Sanierung unverputztem) Bruchsteinmauerwerk in Ecklage und geschlossener Bebauung. Der Zugang zum Wohnhaus befindet sich in der dritten der sechs Achsen und besitzt ein schlichtes segmentbogenförmiges Gewände mit Scheitelstein (bezeichnet „1782“). Der Eingang wenig eingezogen mit vorgelagerter Treppe. Alle Fenster rechteckig mit glattem Gewände und im Obergeschoss sechsteiliger Fenstergliederung. Das abgewalmte Satteldach mit einem neuen großen Dachaufbau zur Wohnnutzung ausgebaut. Dieses schlichte, für das 18. Jh. typische innerstädtische Wohnhaus besitzt aufgrund seines authentischen Zustandes baugeschichtliche und städtebauliche Relevanz. | 09228809                       |
| Direkt Bild zu diesem Denkmal hochladen | Mietshaus in geschlossener Bebauung                                                    | Scherbank 14 (Karte)                                        | um 1895                                                                                                 | baugeschichtlich von Bedeutung. | 09228808                       |
| Direkt Bild zu diesem Denkmal hochladen | Mietshaus in Ecklage und halboffener Bebauung                                          | Scherbank 16 (Karte)                                        | bez. 1896                                                                                               | mit Laden, baugeschichtliche und städtebauliche Bedeutung. Dreigeschossiges massives Mietshaus mit fünf zu fünf Achsen in Ecklage und halboffener Bebauung am Rande der Annaberger Innenstadt. Der Zugang liegt außermittig und ist leicht eingezogen mit zwei vorgelagerten Stufen, historistisches Türblatt mit Oberlicht. Das Erdgeschoss weist eine horizontale Putznutung auf, die Gebäudeecke nimmt ein Laden ein. Dieser mit eingezogenem Zugang in der abgeschrägten Ecke und je einem Schaufenster in den anschließenden Achsen. Ein Gesims trennt das Erdgeschoss von der Klinkerfassade der Obergeschosse. Diese wird durch den Kontrast der orangen Klinkersteine zum hellen üppigen Baudekor bestimmt. Es finden sich sowohl Lisenen mit schmuckvollem Dekor an den Gebäuderändern und an der Ecke als auch Stuckspiegel, Fensterbekrönungen, Blendbalustraden, Sohlbänke und Konsolen in historistischer Manier. Dabei sind beide Geschosse zwar unterschiedlich, aber reichhaltig verziert. Besonders betont indes die drei die Gebäudeecke bildenden Achsen. Diese Eckbetonung durch einen Giebelaufsatz mit Bekrönung im Dachgeschoss noch unterstützt. Das schiefergedeckte Mansarddach ist zur Wohnnutzung ausgebaut. Bei diesem Objekt handelt es sich um ein typisches Mietshaus um 1900, das vermutlich anstelle eines Vorgängerbaus in der von einer Bebauung des 18. Jh. geprägten Scherbank entstanden ist. Es stellt mit seiner üppigen Bauzier eine Ausnahme in diesem Viertel dar und verweist auf die in der zweiten Hälfte des 19. Jh. erfolgte Umwandlung des städtischen Wohnens. Es besitzt baugeschichtliche und städtebauliche Bedeutung. | 09228807                       |
| Direkt Bild zu diesem Denkmal hochladen | Mietshaus in geschlossener Bebauung                                                    | Scherbank 22 (Karte)                                        | | | 09228889                       |
| Direkt Bild zu diesem Denkmal hochladen | Wohnhaus in halboffener Bebauung, siehe auch Pestturm                                  | Scherbank 32 (Karte)                                        | | | 09228890                       |
| Direkt Bild zu diesem Denkmal hochladen | Stadtbefestigung, Pestturm                                                             | Scherbank 34 (Karte)                                        | im Kern 1503                                                                                            | baugeschichtliche und ortsgeschichtliche Bedeutung. Die beiden Gebäude Scherbank 32 und 34 bilden eine Nutzungseinheit. Es handelt sich um den 1503 als erster runder Eckturm der Annaberger Stadtmauer errichteten sogenannten Pestturm (1680 für Pestkranke hergerichtet, 1719 in Teilen abgebrochen, 1834 Nutzung als Bettfedernreinigung). 1875 erfolgte der Anbau eines zweigeschossigen Wohnhauses, Ausbau zu seiner heutigen Gestaltung für 1893/94 belegt: Turm umgebaut und erhöht. Historisches Mauerwerk lt. Bauunterlagen in Keller und Zwischengeschoss, ab dort folgt der Neubau bis in die 2. Etage sowie das neue Turmdach. Die Fassade erhielt eine einheitliche Gestaltung aus verputzten Untergeschossen mit horizontalen Nutungen und der Klinkerverkleidung der Obergeschosse, schmale Lisenen und Fensteröffnungen wechseln sich ab, Gesimse trennen die einzelnen Geschosse. Das anschließende Wohnhaus war in seiner Gestaltung des 19. Jh. mit üppiger Bauzier versehen, wurde jedoch 1937 verändert: Aufstockung eines Geschosses, Änderung des Daches und Vereinfachung der Fassade. Einzig die Eingangsachse, die Turm und Wohnhaus verbindet, zeugt noch von der früheren Gestaltung. Heute ist das Erdgeschoss rustiziert, die Fenster im Erdgeschoss und 1. Obergeschoss rechteckig mit profilierter Rahmung, die Fenster des 2. Obergeschoss dagegen recht klein und schlicht. Das neue Satteldach mit einer flachen Neigung. Bei diesem Gebäudeensemble handelt es sich mit dem Pestturm um die Reste einer der ältesten baulichen Anlagen der Stadt, in diesem Bauzusammenhang besitzt auch das angrenzende Wohnhaus bau- und ortsgeschichtliche Bedeutung. | 09228887                       |
| Direkt Bild zu diesem Denkmal hochladen | Vorstadtscheunen                                                                       | Scheunenweg (Karte)                                         | 19. Jahrhundert, eine bezeichnet mit 1886                                                               | Scheunenreihe ehemaliger Ackerbürger, ortsgeschichtliche und wirtschaftsgeschichtliche Bedeutung. Die vorwiegend aus dem 19. Jh. stammenden Scheunengebäude bilden durch ihre Reihung eine geschlossene Bebauung außerhalb der früheren Stadtmauer. Sie sind ein Hinweis auf das frühere Vorhandensein von Ackerbürgern in Annaberg. Die Verlagerung der Scheunen weg von der Innenstadt vor die Tore ist eine typische Erscheinung ab dem 18. Jh. und vor allem auf Brandschutzbestimmungen zurückzuführen. Die Scheunen hier i. d. R. verputzt, traufständig in unterschiedlichen Breiten und mit verschiedenen Toren versehen, die Satteldächer ohne Öffnungen. Die Gebäudegruppe besitzt vor allem wirtschaftsgeschichtliche Bedeutung, ist aber auch für die Ortsentwicklungsgeschichte von Relevanz. | 09228983                       |
| Direkt Bild zu diesem Denkmal hochladen | Mietshaus in geschlossener Bebauung                                                    | Schillerstraße 2 (Karte)                                    | 1912 | baugeschichtliche und städtebauliche Bedeutung. Dreigeschossiges massives Mietshaus von 1912, im Reformstil errichtet von F. J. Götze für den Posamentenfabrikanten Karl Lindner, mit acht Achsen in geschlossener Bebauung. Dieses Gebäude gehört zu der ab 1912 entstandenen Blockrandbebauung entlang des Quartiers Schillerstraße, Ernst-Roch-Straße, Lindenstraße. Die hier errichteten stattlichen Mietshäuser zeichnen sich durch ihre repräsentativen Fassaden und qualitätvolle Innengestaltung aus. Der Eingang in der Mittelachse leicht eingezogen und mit einem aufgeputzten Portal (geschweifter Giebel) betont. Oberhalb eines niedrigen Natursteinsockels beginnt die verputzte Fassade, die mittleren vier Achsen leicht als Risalit vorgezogen. Diese starke Mittenbetonung bis ins Dachgeschoss mit einem hohen dreieckigen Giebel, dort Okulus und Stuckdekor. Die Fassade ansonsten mit Putzspiegeln und Lisenen strukturiert. Die Fenster mit T-Sprossung und kleinteiligem Oberlicht. Das schiefergedeckte Mansarddach zur Wohnnutzung ausgebaut. Dieses Gebäude besitzt baugeschichtliche Bedeutung und im Zusammenhang mit der zeitgleich entstandenen Nachbarbebauung vor allem städtebauliche Relevanz. | 09228960                       |
| Direkt Bild zu diesem Denkmal hochladen | Mietshaus in geschlossener Bebauung                                                    | Schillerstraße 3 (Karte)                                    | 1912 | baugeschichtliche und städtebauliche Bedeutung. Dreigeschossiges massives Mietshaus, 1912 von Max Beer für Julius Fröhner errichtet, Ausführung Götze. Mit acht Achsen in geschlossener Bebauung. Dieses Gebäude gehört zu der ab 1912 entstandenen Blockrandbebauung entlang des Quartiers Schillerstraße, Ernst-Roch-Straße, Lindenstraße. Die hier errichteten stattlichen Mietshäuser im Reformstil zeichnen sich durch ihre repräsentativen Fassaden und qualitätvolle Innengestaltung aus. Der Eingang in der Mittelachse leicht eingezogen und mit einem aufgeputzten Portal (segmentbogiger Giebel) betont, im Giebelfeld Stuckdekor und die Initialen des Bauherren „JF“, originale zweiflügelige Eingangstür. Oberhalb eines niedrigen Natursteinsockels beginnt die verputzte Fassade, diese mit Lisenen am Gebäuderand sowie zur Abtrennung der mittleren vier Achsen. Diese Mittenbetonung setzt sich bis ins Dachgeschoss fort mit einem hohen dreieckigen Giebel, dort Okulus und Stuckdekor. (In den Bauunterlagen ist der Giebel geschwungen dargestellt, mglw. nachträgliche Vereinfachung der Form). Die Fassade ansonsten relativ schmucklos. Die Fensterteilung nicht denkmalgerecht. Das schiefergedeckte Mansarddach zur Wohnnutzung ausgebaut. Dieses Gebäude besitzt baugeschichtliche Bedeutung und im Zusammenhang mit der zeitgleich entstandenen Nachbarbebauung vor allem städtebauliche Relevanz. | 09228959                       |
| Direkt Bild zu diesem Denkmal hochladen | Mietshaus in geschlossener Bebauung                                                    | Schillerstraße 4 (Karte)                                    | 1913 | bemerkenswerte Flurgestaltung, baugeschichtliche und städtebauliche Bedeutung. Dreigeschossiges massives Mietshaus von Paul Frisch von 1913 mit acht Achsen in geschlossener Bebauung. Dieses Gebäude gehört zu der ab 1912 entstandenen Blockrandbebauung entlang des Quartiers Schillerstraße, Ernst-Roch-Straße, Lindenstraße. Die hier errichteten stattlichen Mietshäuser im Reformstil zeichnen sich durch ihre repräsentativen Fassaden und qualitätvolle Innengestaltung aus. Der Eingang in der Mittelachse leicht eingezogen und mit einem von Halbsäulen getragenen Portal (flacher Segmentbogengiebel) betont, im Giebelfeld Stuckdekor, originale zweiflügelige Eingangstür. Oberhalb eines niedrigen Natursteinsockels beginnt die verputzte Fassade, bei der jeweils die beiden äußeren Achsen gestalterisch hervorgehoben sind: links Ausbildung eines flachen Erkers (hier Dreierfenster ab 1. Obergeschoss bis ins Dachgeschoss) und rechts Kopplung der Fenster und Ausbildung eines Zwerchhauses. (laut Bauzeichnung Dreieckgiebel an Zwerchhaus, möglicherweise nachträgliche Vereinfachung der Fassade). Alle Fenster mit T-Sprossung. Das schiefergedeckte Mansarddach zur Wohnnutzung ausgebaut. Im Inneren bemerkenswerte Flurgestaltung erhalten. Dieses Gebäude besitzt baugeschichtliche Bedeutung und im Zusammenhang mit der zeitgleich entstandenen Nachbarbebauung vor allem städtebauliche Relevanz. | 09228958                       |
| Direkt Bild zu diesem Denkmal hochladen | Mietshaus in geschlossener Bebauung                                                    | Schillerstraße 5 (Karte)                                    | 1913 | baugeschichtliche und städtebauliche Bedeutung. Dreigeschossiges massives Mietshaus von Götze für den Schlossermeister Edwin Vogel (1913), mit acht Achsen und in geschlossener Bebauung. Dieses Gebäude gehört zu der ab 1912 entstandenen Blockrandbebauung im Reformstil entlang des Quartiers Schillerstraße, Ernst-Roch-Straße, Lindenstraße. Die hier errichteten stattlichen Mietshäuser zeichnen sich durch ihre repräsentativen Fassaden und qualitätvolle Innengestaltung aus. Der Eingang in der Mittelachse leicht eingezogen und mit einem umlaufenden Stuckfries versehen, originale zweiflügelige Eingangstür. Oberhalb eines niedrigen Natursteinsockels beginnt die verputzte Fassade, die mittleren vier Achsen leicht als Risalit vorgezogen. Diese starke Mittenbetonung wird fortgesetzt bis ins Dachgeschoss: dort hoher dreieckiger Giebel mit Stuckdekor und zwei kleinen Fenstern sowie einem Dachüberstand. Die Fassade ansonsten mit Stuck, Putzspiegeln und -rahmungen strukturiert. Die Fenster mit T-Sprossung und kleinteiligem Oberlicht. Das schiefergedeckte Mansarddach zur Wohnnutzung ausgebaut. Dieses Gebäude besitzt baugeschichtliche Bedeutung und im Zusammenhang mit der zeitgleich entstandenen Nachbarbebauung vor allem städtebauliche Relevanz. | 09228957                       |
| Direkt Bild zu diesem Denkmal hochladen | Mietshaus in geschlossener Bebauung                                                    | Schillerstraße 6 (Karte)                                    | 1914 | baugeschichtliche und städtebauliche Bedeutung. Dreigeschossiges massives Mietshaus, nach Entwürfen von F. J. Götze 1914 mit acht Achsen in geschlossener Bebauung errichtet. Dieses Gebäude gehört zu der ab 1912 entstandenen Blockrandbebauung entlang des Quartiers Schillerstraße, Ernst-Roch-Straße, Lindenstraße. Die hier errichteten stattlichen Mietshäuser im Reformstil zeichnen sich durch ihre repräsentativen Fassaden und qualitätvolle Innengestaltung aus. Der Eingang leicht außermittig mit originaler einflügeliger Haustür und Oberlicht, die drei mittigen Wandpfeiler des Erdgeschosses mit einem stilisierten Kapitell betont. Oberhalb des ansonsten schmucklosen Erdgeschoss ein kräftiges Gesims. Die verputzte Fassade der Obergeschosse in den beiden jeweils zwei äußeren Achsen durch einen flachen, geschwungenen Erker mit gekoppelten Fenstern akzentuiert. Der Bereich der mittleren vier Achsen bis ins Dachgeschoss als großer Zwerchgiebel fortgeführt. Dieser mit einer Schieferverkleidung im Giebelfeld, Stuckdekor und zwei kleinen Fenstern. Diese beiden sowie die vier Dachgeschoss-Fenster mit Fensterläden. In den Geschossen Putzspiegel und Stuckdekor. Die Fenster mit T-Sprossung. Das schiefergedeckte Mansarddach zur Wohnnutzung ausgebaut. Bei diesem Gebäude fließen mit der Giebelgestaltung und dem Einsatz von Fensterläden auch Elemente des Heimatschutzstils ein. Das Mietshaus besitzt baugeschichtliche Bedeutung und im Zusammenhang mit der zeitgleich entstandenen Nachbarbebauung vor allem städtebauliche Relevanz. | 09228956                       |
| Direkt Bild zu diesem Denkmal hochladen | Mietshaus in geschlossener Bebauung                                                    | Schillerstraße 7 (Karte)                                    | 1914 | baugeschichtliche und städtebauliche Bedeutung. Dreigeschossiges massives Mietshaus von 1914 mit acht Achsen in geschlossener Bebauung, Ausführung F. J. Götze für den Zementfabrikanten Oswin Walther. Dieses Gebäude gehört zu der ab 1912 entstandenen Blockrandbebauung entlang des Quartiers Schillerstraße, Ernst-Roch-Straße, Lindenstraße. Die hier errichteten stattlichen Mietshäuser im Reformstil zeichnen sich durch ihre repräsentativen Fassaden und qualitätvolle Innengestaltung aus. Der Eingang in der Mittelachse wird durch einen flachen Vorbau betont, der das Natursteinmauerwerk des Sockels fortsetzt und von einem hohen Dreieckgiebel bekrönt wird, dieser schiefergedeckt mit Okulus. Bei diesem verputzten Gebäude sind die mittleren beiden Achsen durch die Verwendung von Stuckdekor besonders hervorgehoben und die Fassadenebene bis ins Dachgeschoss fortgesetzt. Der Mittelbauteil endet dort mit einem turmähnlichen Dach. Besondere Prägung erhalten die seitlichen Fassadenteile durch verblechte Pultdächer zwischen Erdgeschoss und 1. Obergeschoss sowie 2. Obergeschoss und Dachgeschoss. Die Fassade ansonsten mit Putzspiegeln und Lisenen strukturiert. Die Fenster mit T-Sprossung. Das schiefergedeckte Mansarddach zur Wohnnutzung ausgebaut. Dieses Gebäude besitzt baugeschichtliche Bedeutung und im Zusammenhang mit der zeitgleich entstandenen Nachbarbebauung vor allem städtebauliche Relevanz. | 09228955                       |
| Direkt Bild zu diesem Denkmal hochladen | Mietshaus in geschlossener Bebauung                                                    | Schillerstraße 8 (Karte)                                    | 1914 | baugeschichtliche und städtebauliche Bedeutung. Dreigeschossiges massives Mietshaus von 1914 mit sieben Achsen in geschlossener Bebauung, Bauherr und Ausführender: Paul Frisch. Dieses Gebäude gehört zu der ab 1912 entstandenen Blockrandbebauung entlang des Quartiers Schillerstraße, Ernst-Roch-Straße, Lindenstraße. Die hier errichteten stattlichen Mietshäuser im Reformstil zeichnen sich durch ihre repräsentativen Fassaden und qualitätvolle Innengestaltung aus. Der Eingang in der Mittelachse leicht eingezogen und mit einem aufgeputzten Portal versehen: dieses mit glatten Pfeilern, nach innen gestuftem Gewände und Stuckdekor im Gebälk, originale zweiflügelige Eingangstür. Oberhalb eines niedrigen Natursteinsockels beginnt die verputzte Fassade mit einer flächig wirkenden Gestaltung. Ein schmales Gesims zwischen 1. und 2. Obergeschoss, ab diesem sind die drei mittleren Achsen von sehr flachen Lisenen gerahmt. Dieser mittlere Bereich oberhalb eines profilierten Gesimses als mächtiger Dachaufbau mit hohem Dreieckgiebel und geschwungenem Anlauf. Das Giebelfeld durch einen weiteren Sims mit Zahnschnitt abgetrennt. Die Fassade ansonsten sehr sparsam mit Stuckdekor strukturiert. Die Fenster mit T-Sprossung und kleinteiligem Oberlicht. Das schiefergedeckte Mansarddach zur Wohnnutzung ausgebaut. Dieses Gebäude besitzt baugeschichtliche Bedeutung und im Zusammenhang mit der zeitgleich entstandenen Nachbarbebauung vor allem städtebauliche Relevanz. | 09228954                       |
| Direkt Bild zu diesem Denkmal hochladen | Mietshaus in geschlossener Bebauung                                                    | Schillerstraße 9 (Karte)                                    | 1915 | baugeschichtliche und städtebauliche Bedeutung. Dreigeschossiges massives Mietshaus von 1915 mit neun Achsen in geschlossener Bebauung, Bauherr und Ausführender: Max Beer. Dieses Gebäude gehört zu der ab 1912 entstandenen Blockrandbebauung entlang des Quartiers Schillerstraße, Ernst-Roch-Straße, Lindenstraße. Die hier errichteten stattlichen Mietshäuser im Reformstil zeichnen sich durch ihre repräsentativen Fassaden und qualitätvolle Innengestaltung aus. Der Eingang in der Mittelachse leicht eingezogen und durch ein aufgeputztes Portal mit hoher schiefergedeckter, geschweifter Haube betont, originale einflügelige Eingangstür. Die verputzte Fassade vom Reformstil geprägt: die beiden linken Achsen als Erker, der sich turmartig im Dachgeschoss fortsetzt, auch die beiden rechten Achsen als Erker ausgebildet. In den vier rechten Achsen zudem ein hoher, die Ansicht bestimmender Dachaufbau mit polygonal gebrochenem Giebel. Fassadendekoration in Form von Stuck, Simsen und Fensterläden. Die Fensterteilung nicht denkmalgerecht. Das schiefergedeckte Mansarddach zur Wohnnutzung ausgebaut. Dieses Gebäude besitzt baugeschichtliche Bedeutung und im Zusammenhang mit der zeitgleich entstandenen Nachbarbebauung vor allem städtebauliche Relevanz. | 09228953                       |
| Direkt Bild zu diesem Denkmal hochladen | Mietshaus in Ecklage und geschlossener Bebauung                                        | Schillerstraße 10 (Karte)                                   | bez. 1914                                                                                               | baugeschichtliche und städtebauliche Bedeutung. Dreigeschossiges massives Mietshaus von 1914 mit sieben zu neun Achsen in Ecklage und geschlossener Bebauung, vom Buchholzer Baumeister Johannes Weißflug für den Posamentenfabrikanten Otto Paul Mosel errichtet. Dieses Gebäude gehört zu der ab 1912 entstandenen Blockrandbebauung entlang des Quartiers Schillerstraße, Ernst-Roch-Straße, Lindenstraße. Die hier errichteten stattlichen Mietshäuser im Reformstil zeichnen sich durch ihre repräsentativen Fassaden und qualitätvolle Innengestaltung aus. Der Eingang außermittig, leicht eingezogen und durch ein aufgeputztes Portal betont. Dieses mit kannelierten Pfeilern und geradem Gebälk, darüber stuckdekoriertes ovales Oberlicht. Oberhalb eines niedrigen Natursteinsockels beginnt die verputzte Fassade, im Erdgeschoss durchgehend mit dekorativer Putznutung, in den Obergeschossen Wechsel von glatten Flächen zu genuteten lisenenartigen Wandbereichen. Dadurch Ausbildung der Fassadenstruktur in Felder von meist zwei Achsen, zwischen den Geschossen jeweils Putzspiegel mit Stuckdekor. Die Gebäudeecke im Erdgeschoss abgeschrägt (hier befand sich nach 1933 der Zugang zu einem Bäckereiladen, heute Wohnnutzung), in den Obergeschossen Ausbildung eines Eckerkers, der sich als turmartiger Aufbau im Dach fortsetzt und von einer schiefergedeckten Haube bekrönt wird (Wetterfahne mit Bezeichnung „1914 PM“). Die Fassadenachse oberhalb des Eingangs sowie eine weitere auf der Ernst-Roch-Straße besitzen einen Dachaufbau mit polygonalem Giebel. Die Fenster mit T-Sprossung und kleinteiligem Oberlicht. Das schiefergedeckte Mansarddach zur Wohnnutzung ausgebaut. Dieses Jugendstil-Gebäude besitzt baugeschichtliche Bedeutung und im Zusammenhang mit der zeitgleich entstandenen Nachbarbebauung vor allem städtebauliche Relevanz. | 09228952                       |
| Direkt Bild zu diesem Denkmal hochladen | Haustür eines Wohnhauses                                                               | Seminargasse 6 (Karte)                                      | Um 1900                                                                                                 | Stilgeschichtliche und handwerksgeschichtliche Bedeutung, seit 2019 zugehörig zur Kernzone des UNESCO-Welterbes Montanregion Erzgebirge/Krušnohoří. Türanlage in einer hohen Zugangsöffnung eines Wohnhauses mit profiliertem Gewände, bestehend aus einem einflügeligen historistischen Türblatt und einem großen eckigen Oberlicht. Das Türblatt mit einer mittigen segmentbogenförmigen Verglasung und reicher Dekoration. Historische Drückergarnitur vorhanden. Dieser von etwa 1900 stammende Hauseingang besitzt stil- und handwerksgeschichtliche Bedeutung. | 09229017                       |
| Direkt Bild zu diesem Denkmal hochladen | Tür                                                                                    | Seminargasse 6 (Karte)                                      | bez. 1914                                                                                               | | 09228952                       |
| Direkt Bild zu diesem Denkmal hochladen | Ackerbürgerhaus                                                                        | Siebenhäusergasse 1, 3 (Karte)                              | bez. 1799, Kern wohl älter                                                                              | Nummer 1 mit barocker Tür (Seltenheitswert) und altem Portal, im Innern Kreuzgewölbe, baugeschichtliche und städtebauliche Bedeutung. Zweigeschossiges mächtiges Wohngebäude mit zehn Achsen auf breiter Parzelle in halboffener Bebauung in der Annaberger Innenstadt. Bei diesem 1799 bezeichnet entstandenen Gebäude – Kern evtl. älter – handelt es sich vermutlich um ein Ackerbürgerhaus, wobei sich die markante Toreinfahrt nicht direkt im Gebäude, sondern seitlich in einer Bruchsteinmauer befindet. Das Gebäude besitzt in der 5. Achse einen tief eingezogenen Zugang mit vorgelagerter Treppe und schlichtem Portal mit Scheitelstein. Eine Besonderheit dieses Hauses ist das Vorhandensein der originalen barocken zweiflügeligen Haustür. Die Fassade aus verputztem Bruchstein mit farbig abgesetzten Fenstergewänden. Oberhalb des profilierten Traufgesimses das hohe Mansarddach mit einer Reihe stehender Gaupen. Der hangseitige Giebel ohne Öffnungen, unverputzt aus Bruchstein, der Talgiebel verputzt mit einigen Fenstern im Dachgeschoss. Im Inneren wohl Kreuzgewölbe. Dieses Ackerbürgerhaus mit seinem großen Bauvolumen ist nahezu singulär in Annaberg und besitzt baugeschichtliche und städtebauliche Bedeutung, Ähnlichkeit besteht nur mit dem Bürgerhaus Untere Schmiedegasse 2. | 09228826                       |
| Direkt Bild zu diesem Denkmal hochladen | Wohnhaus in halboffener Bebauung                                                       | Siebenhäusergasse 5 (Karte)                                 | Mitte 19. Jahrhundert, im Kern vermutlich älter                                                         | klassizistischer Türstock, baugeschichtliche und städtebauliche Bedeutung. Zweigeschossiges massives Wohngebäude mit fünf zu zwei Achsen in Ecklage und halboffener Bebauung. Der Zugang zu diesem um 1850 entstandenen Haus (vermutl. mit älterem Kern) in der Mittelachse mit klassizistischem Türstock, vorgelagert ein kleiner heistenartiger Vorplatz mit Treppe, um das starke Geländegefälle auszugleichen. Die Fassade über einem Bruchsteinsockel verputzt mit farbig abgesetzten Fensterrahmungen. Die Fenster mit T-Sprossung, aber in nicht denkmalgerechter Ausführung. Die beiden rechten Achsen des Erdgeschosses nachträglich geändert, hier Garagentor. Über einem profilierten Traufgesims das schiefergedeckte abgewalmte Satteldach mit drei stehenden Gaupen. Dieses unscheinbar wirkende Wohnhaus in der Nähe der Annenkirche besitzt als typisches Beispiel der Wohnbebauung seiner Entstehungszeit sowohl baugeschichtliche als auch städtebauliche Bedeutung. | 09228822                       |
| Direkt Bild zu diesem Denkmal hochladen | Wohnhaus in geschlossener Bebauung                                                     | Siebenhäusergasse 6 (Karte)                                 | | | 09228825                       |
| Direkt Bild zu diesem Denkmal hochladen | Wohnhaus in geschlossener Bebauung                                                     | Siebenhäusergasse 8 (Karte)                                 | 19. Jh.                                                                                                 | baugeschichtlich von Bedeutung. | 09228824                       |
| Direkt Bild zu diesem Denkmal hochladen | Mietshaus in geschlossener Bebauung                                                    | Siebenhäusergasse 9 (Karte)                                 | | | 09228821                       |
| Direkt Bild zu diesem Denkmal hochladen | Wohnhaus in geschlossener Bebauung                                                     | Siebenhäusergasse 13 (Karte)                                | Wohl 18. Jahrhundert                                                                                    | | 09228820                       |
| Direkt Bild zu diesem Denkmal hochladen | Kleines eingeschossiges Wohnhaus                                                       | Siebenhäusergasse 26 (Karte)                                | um 1800                                                                                                 | eingeschossiges Gebäude, Seltenheitswert, baugeschichtliche und städtebauliche Bedeutung. Kleines eingeschossiges Wohnhaus, das in seiner originalen Gestaltung von ca. 1800 erhalten ist – Seltenheitswert (!). Die verputzte Fassade des Bruchsteinbaus mit zwei Fenstern (Holzfenster mit histor. Sprossung) und einem segmentbogigen Eingang. Das steile schiefergedeckte Satteldach ohne Dachaufbauten. Dieses authentische Wohnhaus in veränderter Umgebung verdeutlicht die Stadtentwicklung um 1800. Da hier Barbara Uthmann ihr Gartengrundstück besaß, hat es ggf. auch einen Bezug zu dieser Annaberger Persönlichkeit. Auf jeden Fall aber besitzt es bau- und ortsgeschichtliche Bedeutung. | 09228819                       |
| Direkt Bild zu diesem Denkmal hochladen | Turnhalle                                                                              | Sperrgasse 9 (Karte)                                        | um 1900                                                                                                 | baugeschichtliche und kulturgeschichtliche Bedeutung. Um 1900 entstandenes, zum damaligen Kngl. Realgymnasium (Münzgasse) gehörendes Turnhallengebäude. Langgestreckter Klinkerbau mit Lisenenarchitektur, giebelständig. Der hohe rundbogige Zugang mit zweiflügeliger historistischer Tür ist eingezogen mit vorgelagerten Stufen. Er befindet sich im Mittelrisalit der Gebäudeschmalseite, hier hoher Dreieckgiebel mit Sandsteinwappen. Dekorativer Einsatz von glasierten Klinkern im Bogenbereich, an den Gebäudeecken, Lisenen, Fensterumrandungen etc., im Kontrast dazu einige Sandsteinelemente in Kämpfer- und Simsbereichen. Die Fensterform ist segmentbogig, die Fenster nicht denkmalgerecht. Turnhallen als Gebäudetypen entstanden ab Mitte des 19. Jh., das Beispiel hier wurde um 1900 als Ergänzung für den etwas früheren Schulbau errichtet, es besitzt bau- und sozialgeschichtliche Bedeutung. | 09228634                       |
| Direkt Bild zu diesem Denkmal hochladen | Mietshaus in geschlossener Bebauung                                                    | Stegerwaldstraße 1 (Karte)                                  | Um 1900                                                                                                 | baugeschichtliche und städtebauliche Bedeutung. Um 1900 entstandenes dreigeschossiges massives Mietshaus mit sieben Achsen in halboffener Bebauung. Oberhalb eines Bruchsteinsockels mit Kellerfenstern schließt sich das Erdgeschoss mit dekorativer Putznutung an, die segmentbogigen Fenster in Nischen mit betontem Scheitelstein und Putzspiegel. Die Obergeschoss mit roter Klinkerverkleidung, diese im Kontrast zu hellen Stuckflächen, Bändern aus hellem und Muster aus mehrfarbigen Klinkersteinen. Mittel- und Randachsen sind betont, die Fenster rechteckig mit T-Sprossung. Das Dachgeschoss in ungewöhnlicher Form als Vollgeschoss ausgebaut. Dieses späthistoristische Mietshaus ist ein typischer Vertreter seiner Gattung mit baugeschichtlicher und städtebaulicher Bedeutung. | 09229012                       |
| Direkt Bild zu diesem Denkmal hochladen | Mietshaus in geschlossener Bebauung                                                    | Stegerwaldstraße 3 (Karte)                                  | Um 1900                                                                                                 | baugeschichtliche und städtebauliche Bedeutung. Um 1900 entstandenes dreigeschossiges massives Mietshaus mit sieben Achsen in geschlossener Bebauung. Der mittige Zugang ist, wie für Annaberg typisch, tief eingezogen mit vorgelagerter Treppe, die historistische Tür einflügelig mit ovaler Verglasung. Oberhalb eines Natursteinsockels mit Kellerfenstern schließt sich das Erdgeschoss mit dekorativer Putznutung an, die segmentbogigen Öffnungen in Nischen mit betontem Scheitelstein und Putzspiegeln unter den Fenstern. Die Obergeschoss mit gelber Klinkerverkleidung, diese im Kontrast zu hellen Bändern, Gewänden und Sohlbänken sowie Rund- bzw. Segmentbögen in rotem Klinker. Hervorgehoben sind die jeweils beiden äußeren Fenster des 1. Obergeschoss durch ihren Stuck. Die Fenster im 1. Obergeschoss rechteckig, im 2. Obergeschoss segmentbogig, alle mit T-Sprossung. Das schiefergedeckte Mansarddach zur Wohnnutzung ausgebaut, ungewöhnlich ist die nachträgliche Anordnung einer weiteren Reihe Gaupen in der zweiten Dachebene. Außer dieser letzten Maßnahme ist dieses späthistoristische Mietshaus ein typischer Vertreter seiner Gattung mit baugeschichtlicher und städtebaulicher Bedeutung. | 09229013                       |
| Direkt Bild zu diesem Denkmal hochladen | Mietshaus in geschlossener Bebauung                                                    | Stegerwaldstraße 5 (Karte)                                  | um 1900                                                                                                 | baugeschichtliche und städtebauliche Bedeutung. Um 1900 entstandenes dreigeschossiges massives Mietshaus mit sieben Achsen in halboffener Bebauung. Der mittige Zugang ist, wie für Annaberg typisch, tief eingezogen mit vorgelagerter Treppe, die historistischer Tür einflügelig mit Verglasung. Oberhalb eines Natursteinsockels mit Kellerfenstern schließt sich das Erdgeschoss mit dekorativer Putznutung an, die segmentbogigen Öffnungen mit Natursteingewände und betontem Scheitelstein. Die Obergeschoss mit roter Klinkerverkleidung, diese im Kontrast zu Natursteingewänden und -sohlbänken sowie Segmentbögen und Verzierungen an den Gewänden in orangem Klinker. Die Fenster im 1. Obergeschoss rechteckig, im 2. Obergeschoss segmentbogig, alle mit T-Sprossung, aber nicht denkmalgerechte Ausführung. Das schiefergedeckte Mansarddach zur Wohnnutzung ausgebaut, ungewöhnlich ist die nachträgliche Anordnung einer weiteren Reihe Gaupen in der zweiten Dachebene. Außer dieser letzten Maßnahme ist dieses späthistoristische Mietshaus ein typischer Vertreter seiner Gattung mit baugeschichtlicher und städtebaulicher Bedeutung. | 09229014                       |
| Direkt Bild zu diesem Denkmal hochladen | Wohnhaus in geschlossener Bebauung                                                     | Steigergasse 2 (Karte)                                      | 1828 | | / 09228643 09229157 / 09228643 |
|                                         | Wohnhaus in halboffener Bebauung                                                       | Steinweg 2 (Karte)                                          | 18. Jh., Kern wohl älter                                                                                | im Innern Kreuzgewölbe, baugeschichtliche und ortsgeschichtliche Bedeutung. Zweigeschossiges massives Wohnhaus des 18. Jh. in Ecklage und halboffener Bebauung. Das Gebäude mit Anbau (1889) befindet sich in unmittelbarer Nachbarschaft zur ehemaligen Stadtmauer Annabergs und besitzt ggf. im Kern noch ältere Substanz. Die verputzte Fassade mit vier zu drei Achsen heute schlicht, ohne Baudekor, alle Öffnungen mit zum Putzniveau tieferliegenden Rahmungen, alle Fenster mit T-Sprossung. Die Öffnungen des Erdgeschosses liegen im Vergleich zur Straße sehr niedrig. Ein steiles schiefergedecktes Walmdach mit nachträglichen stehenden Gaupen. Im Inneren wohl Kreuzgewölbe. Aufgrund seiner historischen Substanz und seiner Lage besitzt dieses Wohnhaus nicht nur baugeschichtliche Bedeutung, sondern ist auch für die Ortsentwicklung von Relevanz. | 09228623                       |
|                                         | Mietshaus in halboffener Bebauung                                                      | Steinweg 4 (Karte)                                          | im Kern 1791                                                                                            | Putzfassade im Reformstil, baugeschichtliche und städtebauliche Bedeutung. In seiner heutigen Form als Umbau 1912 entstandenes, massives zweigeschossiges Wohnhaus mit fünf Achsen in geschlossener Bebauung (Architekt:Götze). Das Gebäude zeigt in seiner Gestaltung Tendenzen von Heimatschutzstil und Jugendstil. Die Erschließung erfolgt in der linken Achse durch eine zweiflügelige Tür mit separatem Oberlicht. Die rechteckigen Fensteröffnungen mit schlichter Putzrahmung und historischer kleinteiliger Sprossung der Oberlichter in allen Geschossen. Ein flaches Putzband zwischen Erdgeschoss und Obergeschoss, kleine quadratische Putzspiegel zwischen den Fenstern des Obergeschosses. Blickfang des Gebäudes ist der dekorative hohe, polygonal gebrochene Mittelgiebel mit zwei Fenstern und Stuckreliefs ober- und unterhalb der Öffnungen. Das Mansarddach mit Schieferdeckung dient der Wohnnutzung. Nach der umfangreichen Baumaßnahme 1912 diente es der Firma Heyligenstädt & Schmaler als Fabrikationsgebäude: im Erdgeschoss Kontor, Warenannahme und im Obergeschoss Stickerstuben, nur das Dachgeschoss war zur Wohnnutzung ausgebaut. Dieses Gebäude in unmittelbarer Nachbarschaft zur Annaberger Stadtmauer besitzt als Beispiel von Heimatschutz (Jugendstil) baugeschichtliche Bedeutung. | 09228624                       |
|                                         | Wohnhaus in halboffener Bebauung                                                       | Steinweg 6 (Karte)                                          | 18. Jh.                                                                                                 | baugeschichtliche und ortsgeschichtliche Bedeutung. Zweigeschossiges massives Wohnhaus des 18. Jh. in halboffener Bebauung, in unmittelbarer Nachbarschaft zur ehemaligen Stadtmauer Annabergs. Die verputzte Fassade mit sechs Achsen heute schlicht, ohne Baudekor, alle Öffnungen mit zum Putzniveau tieferliegenden Rahmungen, alle Fenster mit T-Sprossung. Ein steiles schiefergedecktes Walmdach mit nachträglichen stehenden Gaupen und profiliertem Traufgesims. Das Gebäude wurde Ende des 19. Jh. durch die benachbarte Firma Heyligenstädt genutzt, die hier 1889 einen Anbau mit Stickerstube und Lager im Erdgeschoss realisierten, ein weiterer Anbau erfolgte 1919. Aufgrund seiner historischen Substanz und seiner Lage besitzt dieses Wohnhaus nicht nur baugeschichtliche Bedeutung, sondern ist auch für die Ortsentwicklung von Relevanz. | 09228625                       |
| Direkt Bild zu diesem Denkmal hochladen | Scheune in offener Bebauung, ehemals Theatergebäude                                    | Steinweg 8 (Karte)                                          | Wohl 17./18. Jahrhundert                                                                                | Anbau an die Stadtmauer, baugeschichtlicher und ortsgeschichtlicher sowie städtebaulicher Wert, seit 2019 zugehörig zur Kernzone des UNESCO-Welterbes Montanregion Erzgebirge/Krušnohoří. Imposantes Gebäude in unmittelbarer Nähe der Stadtmauer (Bruno-Matthes-Straße). 1880 wurde das ehemalige Theaterhaus zu einer Scheune und Wagenremise für den Spediteur Butziger umgebaut. Das Haus im Erdgeschoss und Giebel massiv aus Bruchstein, das OG mit Ziegel ausgefachtes Fachwerk. Der tiefe Baukörper ist heute mit einem mächtigen Walmdach überspannt (im Moment Notdach aus Bitumenpappe). In den Zeichnungen handelte es sich ursprünglich um ein Mansarddach. Zum Steinweg drei hölzerne Tore und ein Eingang, wovon die linke und rechte große Öffnung in den Unterlagen historisch belegt sind und einst kleine Dreieckbekrönungen trugen. Im Giebel schlichte Fenster. Aufgrund seiner Lage, Geschichte und Gestaltung besitzt dieses Bauwerk sowohl stadt- als auch baugeschichtliche Bedeutung. | 09305019                       |
| Direkt Bild zu diesem Denkmal hochladen | Haustür eines Mietshauses                                                              | Straße der Einheit 4 (Karte)                                | Um 1880                                                                                                 | | 09228857                       |
| Direkt Bild zu diesem Denkmal hochladen | Mietshaus in geschlossener Bebauung                                                    | Straße der Einheit 6 (Karte)                                | Um 1880                                                                                                 | | 09228856                       |
| Direkt Bild zu diesem Denkmal hochladen | Doppelmietshaus in halboffener Bebauung                                                | Straße der Einheit 8, 10 (Karte)                            | Bezeichnet mit 1884                                                                                     | baugeschichtliche und städtebauliche Bedeutung. Dreigeschossiges massives Doppelmietshaus mit aufwändiger historistischer Fassadengestaltung in halboffener Bebauung. Das Gebäude entstand 1884 durch Ernst Pfau für Eli Uhlig und nimmt mit seiner insgesamt 14-achsigen Doppelfassade einen breiten Straßenabschnitt ein. Das Erdgeschoss mit Segmentbogenöffnungen und Putzrustika, die Eingänge in der Mitte nebeneinander, leicht eingezogen. Die Obergeschosse mit reichem Baudekor (dreieckige und gerade Verdachungen, Sohlbänke mit Konsolen und Putzspiegeln sowie teilweise Stuck). Besonders hervorgehoben jeweils die Mittelachsen durch schmale Erker mit großem Fensteranteil und viel Stuckdekor, diese Mittenbetonung auch im Dachgeschoss: hier allerdings die jeweils drei mittleren Achsen als Dachaufbauten. In der Haushälfte Nummer 10 ist das auffällige, mit Friesen und Zahnschnitt gestaltete Traufgesims erhalten, bei Nummer 8 ein vereinfachter Zustand. Das schiefergedeckte Satteldach mit stehenden Gaupen zur Wohnnutzung. Dieses Doppelmietshaus mit seiner aufwändigen symmetrischen Gestaltung besitzt als qualitätvolles Beispiel eines Mietshauses vom Ende des 19. Jh. sowohl baugeschichtliche als auch städtebauliche Bedeutung. | 09228855                       |
| Direkt Bild zu diesem Denkmal hochladen | Mietshaus in Ecklage und offener Bebauung                                              | Straße der Einheit 16 (Karte)                               | 1912 | Teile der originalen Ausstattung in Treppenhaus und Flur erhalten, Reformstil-Architektur, baugeschichtliche und städtebauliche Bedeutung. 1912 als Wohn- und Geschäftshaus von Louis Bretschneider für den Posamentenkaufmann Emil Brückner errichtetes dreigeschossiges Gebäude in Ecklage und offener Bebauung. Die Fassade des verputzten Gebäudes mit späten Jugendstileinflüssen wird durch die Ausbildung von zwei Erkern auf den Längsseiten und einem Eckerker geprägt, deren Achsenbetonung sich bis ins Dachgeschoss fortsetzt. Im Dachgeschoss zwerchhausartige Aufbauten mit Dreieckgiebel und reichhaltigem Stuckdekor sowie Okulus im Giebelfeld. Stuck ebenfalls im Giebel des geschwungenen Eingangsportals, der Zugang leicht eingezogen mit schöner zweiflügeliger Jugendstiltür und Oberlicht. Alle Fenster rechteckig mit kräftiger Sohlbank und T-Sprossung mit historischer Kleinteiligkeit der Oberlichter. Zwischen den Fensterachsen flache Lisenen, unterhalb der Öffnungen Putz- und flache Stuckspiegel. Das schiefergedeckte Mansarddach dient der Wohnnutzung. Im Inneren Teile der originalen Ausstattung in Treppenhaus und Flur erhalten (Türen, Farbglasfenster, Geländer, Fußböden und Wandfliesen). Dieses Gebäude besitzt aufgrund seiner authentischen, qualitätvollen Bausubstanz baugeschichtliche Bedeutung, durch seine dominante Lage im Straßenknick aber auch besonderen städtebaulichen Wert. | 09228852                       |
| Direkt Bild zu diesem Denkmal hochladen | Villa mit Terrasse und Einfriedung                                                     | Straße der Einheit 20 (Karte)                               | 1927 | baugeschichtliche und ortsentwicklungsgeschichtliche sowie städtebauliche Bedeutung. Zweigeschossiges, durch seine Bruchsteinverkleidung und zwei kleine spitze Türmchen besonders markantes Gebäude (ehem. Reichsbank) in offener Bebauung. Das Haus wurde 1927 von der Reichsbank Berlin als Filialgebäude mit Geschäftsräumen im Erdgeschoss, einer Wohnung für den Bankvorstand im Obergeschoss sowie einer weiteren kleinen Wohnung im Dachgeschoss geplant und errichtet. Die Erschließung erfolgt auf der nördlichen Giebelseite mit Freitreppe und Vorplatz durch ein wuchtiges Natursteinportal, in dessen großem Scheitelstein sich ursprünglich der Reichsadler befand. Die Hauptfassade mit drei großen, fast quadratischen Fenstern im Erdgeschoss und einer Reihe von fünf Fenstern im Obergeschoss, die mit den jeweils zwei Fenstern der dreieckigen Erker optisch ein Fensterband ausbilden. Die beiden Erker in den Gebäudeaußenachsen sind von steilen schieferverkleideten Türmchen bekrönt. Das hohe Satteldach ebenfalls mit Schieferdeckung und wenigen kleinen Fenstern. Das heute als Geschäftsstelle einer Krankenkasse genutzte Gebäude ist in seiner Gestaltung in Annaberg-Buchholz einzigartig. Es zeigt besonders prägnant Gestaltungsmittel des in den 1920er Jahren beliebten expressionistischen Baustils und besitzt somit bau- und ortsgeschichtliche sowie städtebauliche Bedeutung. | 09228848                       |
| Direkt Bild zu diesem Denkmal hochladen | Ehemalige Villa mit Kutscher- bzw. Gärtnerhaus und Remise (Fachwerk)                   | Straße der Einheit 22 (Karte)                               | Bezeichnet mit 1876                                                                                     | repräsentatives Gebäude im Stil des Historismus, ortsgeschichtliche und baugeschichtliche Bedeutung. Die Planungen zu diesem, auf den Bauplänen als Wohn- und Geschäftshaus beschriebenen Objekt (Bauherr Carl Friedrich Grund) stammen von 1873, während das Gebäude 1876 bezeichnet ist. Sein heutiges Aussehen erhielt es jedoch nach einer Aufstockung von 1899, als das 1. Obergeschoss nahezu ohne Veränderungen als neues 2. Obergeschoss kopiert wurde. Die Villa besitzt heute drei Vollgeschosse über einem Sockelgeschoss auf nahezu quadratischem Grundriss. Der rundbogige Haupteingang mit historistischer Tür befindet sich hofseitig in einem flachen Mittelrisalit, der von einem flachen Giebeldreieck mit Stuckdekor bekrönt wird. In diesem Bereich findet sich das meiste Baudekor: im 1. und 2. Obergeschoss die Treppenhausfenster im Palladio-Motiv mit Stuckrosetten, Segmentgiebel etc. Die anderen Fenster mit historistischer Bauzier wie Verdachungen, Konsolen und Stuckspiegel, die verputzte Fassade mit horizontalen Bändern strukturiert, die Gebäudeecken mit Rustika. Ein flaches schiefergedecktes Walmdach mit Ziergitter. Zum Gebäudeensemble gehören zudem zwei kleinere, als Stall (massiv mit seitlichen Risaliten) und Wagenremise (Holzständerbau) errichtete Nebengebäude im Schweizer Stil. Als Beispiel repräsentativen Wohnbaus des 19. Jh. besitzt dieses Gebäude einschließlich seiner Nebengebäude v. a. baugeschichtliche Bedeutung. | 09229075                       |
| Direkt Bild zu diesem Denkmal hochladen | Freimaurerloge Erkenne dich selbst                                                     | Straße der Freundschaft 7 (Karte)                           | 1905 | baugeschichtliche und kulturgeschichtliche Bedeutung. Das Gebäude wurde 1905 von der seit 1852 existierenden Annaberger Loge (seit 1855 „St. Johannisloge zum treuen Bruderherzen“) errichtet und bis zur zwangsweisen Auflösung der Vereinigung 1935 genutzt. Mittel für den Bau wurden aus der Lipfert-Stiftung (Bankier Ferdinand Lipfert, erster Vorsteher der Annaberger Loge) genommen. Der Begrüßungsspruch „Erkenne Dich selbst“ befand sich am Eingangsportal. Das Gebäude besteht aus einem Vorderhaus mit Saalanbau und Wintergarten (verändert 1924), beide Gebäudeteile massiv mit verputzter Fassade, Putznutungen und rechteckigen Fensteröffnungen. Die Hauptachse als Mittelrisalit mit neoklassizistischem Portal (Säulen mit Gebälk und Dreiecksgiebel), großer rundbogiger Fensteröffnung und flachem Dreiecksgiebel mit Akroter hervorgehoben. Das flache Walmdach ist von einer balustradenartigen Attika umgeben. Als eines der ersten Logengebäude im Erzgebirgsraum besitzt dieses Objekt bau- und kulturgeschichtliche Bedeutung. Bis 1989 Nutzung des Gebäudes als Haus der dt.-sowjet. Freundschaft, für die nach 1953 der Zugang erneuert wurde. | 09228517                       |
| Direkt Bild zu diesem Denkmal hochladen | Ehemaliges Justizbeamten-Wohngebäude                                                   | Straße der Freundschaft 9 (Karte)                           | 1906 | baugeschichtliche und ortsgeschichtliche Bedeutung (siehe auch Felix-Weise-Straße 9, Objekt 09229155). Diese eingeschossige Villenhälfte wurde 1906 mit dem sich nördlich anschließenden, jedoch komplett anders aussehenden zweiten Villenteil als Justizbeamtenwohnhaus errichtet. Von der einheitlichen Entstehung zeugt nur der durchgehende Sockel aus Natursteinen. Dominiert wird diese Haushälfte durch die Ausbildung eines im Grundriss segmentbogenförmigen Bauteils, der sich turmartig im Dachgeschoss fortsetzt und mit einem hohen schiefergedeckten Helmdach abschließt. Im Erdgeschoss befindet sich hier der Hauszugang mit einem profilierten Portalgewände, im Dachgeschoss ein hohes Fenster mit Natursteingewände und betontem Scheitelstein. Die verputzte Fassade mit den rechteckigen Fenstern und glatten Gewänden ansonsten schmucklos. Beiderseits des Turmes Dachausbauten, das hohe Mansarddach ist schiefergedeckt. Laut Bauunterlagen standen den Bewohnern insgesamt sechs Gärten im rückwärtigen Grundstück zur Verfügung. Vor allem in Hinblick auf die ursprüngliche Nutzung des Gebäudes ausschließlich für Justizbeamte und ihre Familien ist dieses Gebäude ortsgeschichtlich von Interesse, zudem besitzt es baugeschichtlichen und städtebaulichen Wert. | 09228521                       |
| Direkt Bild zu diesem Denkmal hochladen | Ehemalige Evangelische Schulgemeinschaft Erzgebirge, Lehrerseminar                     | Straße der Freundschaft 11 (Karte)                          | 1897–1900                                                                                               | im Innern repräsentatives Treppenhaus und Aula, baugeschichtliche und kulturgeschichtliche Bedeutung. Als Lehrerseminar 1897–1900 nach Plänen des Landbaumeisters Conrad Canzler aus Chemnitz errichtetes monumentales historistisches Schulgebäude. Langgestreckter Klinkerbau über annähernd U-förmigem Grundriss mit dominantem Mittelteil und einem südwestlichen Anbau sowie einer freistehenden Turnhalle. Die Fassade des dreigeschossigen, massiven Gebäudes über einem Sockelgeschoss aus Naturstein aus rotem Backstein mit vorwiegend rundbogigen Öffnungen, diese tlw. paarweise gekoppelt, tlw. auch in Rundbogennischen gruppiert. Dekorativ der Einsatz von glasierten Klinkersteinen sowie Sandstein. Besonders üppig gestaltet der Mittelteil mit dem Hauptzugang, hier ein hoher Dreieckgiebel mit Fialen, Ecktürmchen und rundbogigen Blendarkaden. Das hohe Walmdach mit Schieferdeckung und modernen Dachaufbauten. Im Inneren befindet sich ein repräsentatives Treppenhaus sowie der ehem. Festsaal (Aula) mit Ausmalungen und Ausstattung der Erbauungszeit, an der Südwand der Aula das 1902 vom Königl. Sächs. Kunstfonds gestiftete Wandgemälde „Seepredigt“ von Osmar Schindler. Das Gebäude wurde ab 1925 als höhere Mädchenschule und nach 1945 lange als Krankenhaus (Erzgebirgskrankenhaus) genutzt, heute evangelische Schule (Gymnasium und Mittelschule). Als Beispiel eines repräsentativen Schulbauwerks um 1900 besitzt das Gebäude vor allem baugeschichtliche Bedeutung, aber auch kulturgeschichtliche Relevanz. | 09228501                       |
| Direkt Bild zu diesem Denkmal hochladen | Mietshaus in geschlossener Bebauung                                                    | Straße der Freundschaft 14 (Karte)                          | | | 09228518                       |
| Direkt Bild zu diesem Denkmal hochladen | Mietshaus in geschlossener Bebauung                                                    | Straße der Freundschaft 16 (Karte)                          | | | 09228519                       |
| Direkt Bild zu diesem Denkmal hochladen | Mietshaus in halboffener Bebauung                                                      | Straße der Freundschaft 18 (Karte)                          | bez. 1909                                                                                               | Farbglasfenster im Innern, baugeschichtliche und städtebauliche Bedeutung. Dreigeschossiges, vom Jugendstil beeinflusstes massives Mietshaus mit sechs Achsen in halboffener Bebauung. Der Eingang mit zweiflügeliger Tür, leicht außermittig, wird von einem Sandsteinportal mit ungewöhnlicher Gestaltung betont: die dekorierten Pfeiler mit eingestelltem Stab verjüngen sich nach oben, dazwischen voneinander separiert zwei quadratische Oberlichter und die Bezeichnung „AD 1909“. Die Bekrönung oberhalb eines das Erdgeschoss vom Obergeschoss trennenden Gesimses. Die Fenster alle rechteckig mit T-Sprossung und jeweils in den Etagen unterschiedlicher Ausbildung der Gewände in Jugendstilformen. Blickfang ist ein hoher leicht spitzbogiger Dachaufbau mit großem Rundbogenfenster in den rechten beiden Achsen. Das Mansarddach ist schiefergedeckt. Dieses Mietshaus besitzt baugeschichtliche Bedeutung und als ein Beispiel der Annaberger Stadterweiterung nach 1900 in nordöstlicher Richtung städtebaulichen Wert. | 09228520                       |
| Direkt Bild zu diesem Denkmal hochladen | Mietshaus in offener Bebauung                                                          | Stufenweg 4 (Karte)                                         | 1901 | schönes Treppenhaus mit historischem Treppengeländer, baugeschichtliche Bedeutung. Viergeschossiges massives Mietshaus von 1901 in heute offener Bebauung. Ursprünglich für eine geschlossene Bebauung konzipiert, weist das Gebäude nur auf Vorder- und Rückseite eine gestaltete Fassade mit Öffnungen auf. Über einem Sockel aus Bruchsteinmauerwerk mit segmentbogenförmigen Kellerfenstern (diese mit entsprechend der Straßenneigung unterschiedlichen Größen) schließt sich das Erdgeschoss an. Dieses mit Putzrustika und rundbogenförmigen Öffnungen. Die fünf Fenster mit einem dekorativen Spiegel und Stuckrelief. Der eingezogene Eingang mit vorgelagerter Treppe innerhalb der Bauflucht. Über einem Gurtsims schließt sich die dreietagige, aus gelbem Klinker bestehende Fassade mit sechs Fensterachsen an. Das Dekor der Fenster nimmt mit zunehmender Geschosszahl ab: zunächst dreieckige bzw. segmentbogenförmige Verdachungen, dann Verdachungen mit Stuckreliefs und im 3. Obergeschoss Betonung der Gewände mit Zierscheitelsteinen. In Höhe der profilierten und mit Knaggen versehenen Sohlbänke in allen Geschossen ein Putzband. Das schiefergedeckte Satteldach zur Wohnnutzung ausgebaut, die mittlere große Gaupe sicherlich in jüngster Zeit verändert. Das in seiner Gestaltung ausgewogene Gebäude verkörpert anschaulich die Bauaufgabe Mietshaus um 1900, eigentlich als Bestandteil einer geschlossenen Bebauung vorgesehen, verweist es als einzelnes Relikt auch auf die bauliche Entwicklung dieses Standortes. | 09228988                       |
| Weitere Bilder                          | Pavillon                                                                               | Teichpromenade (Karte)                                      | 1936 | baugeschichtliche und gartengeschichtliche Bedeutung. Kleiner, 1936 entstandener Pavillon mit achteckigem Grundriss an der Teichpromenade des Schutzteiches (ehem."Pferdeteich") im Südosten Annabergs, unmittelbar vor der ehemaligen Stadtmauer. Umgeben ist der geschlossene, holzverkleidete Baukörper von einer einfachen Säulenstellung, die die geschwungene Turmhaube trägt. Diese mit kleinen stehenden Gaupen auf vier Seiten. In der parkartig angelegten Umgebung des Schutzteiches besitzt der Gartenpavillon neben seiner baugeschichtlichen auch gartengeschichtliche Bedeutung. | 09228947                       |
|                                         | Schlösselbrücke                                                                        | Theaterplatz (Karte)                                        | 1829–1831                                                                                               | aus Bruchstein, baugeschichtliche und verkehrsgeschichtliche Bedeutung. Die 62 m lange Straßenbrücke aus Bruchstein wurde von 1829 bis 1831 errichtet. Sie überspannt mit 7 Bögen die Bahnhofstraße zwischen Theaterplatz und Straße der Einheit, der Gehweg mit Metallgeländern und zweiarmigen Laternen. Diese Bogenbrücke ist ein technisches Denkmal mit bau- und verkehrsgeschichtlicher Bedeutung. | 09228942                       |
|                                         | Villa                                                                                  | Töpferweg 4 (Karte)                                         | Um 1870                                                                                                 | baugeschichtliche Bedeutung. Dreigeschossige historistische Villa in offener Bebauung unmittelbar außerhalb der früheren Annaberger Stadtmauer. Das Gebäude setzt sich aus zwei Bauteilen, einem giebel- und einem traufständigen, zusammen. Die Fassade oberhalb eines Sockelgeschosses aus Bruchstein im Erdgeschoss mit dekorativer Putznutung, in den Obergeschossen vorwiegend glatt verputzt, tlw. mit genuteten Rahmungen und Feldern. Zwischen Erdgeschoss und Obergeschoss ein breiter friesgeschmückter Sims, ein schmaler Sims zwischen 1. und 2. Obergeschoss. Als Schauseite die talseitige Giebelansicht, hier im 2. Obergeschoss drei gekoppelte Rundbogenfenster mit aufwändiger Ausführung von Sohlbank und Stuckfeldern, darüber ein mit Akrotern versehener Dreieckgiebel als Zitat griechischer Tempel. Auch die anderen Fenster mehrheitlich mit historistischem Baudekor und Kreuzstock. Die um 1870 entstandene, durchaus von stilistischen Einflüssen Sempers gekennzeichnete Villa am Hang des Sehmatals oberhalb des kurz zuvor entstandenen Bahnhofes besitzt eine repräsentative Gestaltung und ist von baugeschichtlicher Bedeutung. | 09228630                       |
| Direkt Bild zu diesem Denkmal hochladen | Stadtbefestigung                                                                       | Töpferweg & Bruno-Matthes-Straße bis Buchholzer Tor (Karte) | Vor 1540                                                                                                | | 09228629                       |
| Direkt Bild zu diesem Denkmal hochladen | Kleines eingeschossiges Wohnhaus mit Heiste                                            | Turnergasse 4 (Karte)                                       | um 1800                                                                                                 | Handwerker- oder Bergarbeiterhaus, baugeschichtliche und ortsgeschichtliche Bedeutung. Kleines eingeschossiges, um 1800 entstandenes Wohnhaus mit vier Achsen in offener Bebauung. Aufgrund des Gefälles der Straße Ausbildung eines heistenartigen Vorplatzes. Eingang und Fenster mit farbig abgesetzten Rahmungen zum glatten Putz der Fassade, die Fenster mit histor. kleinteiliger Sprossung. Das schiefergedeckte Satteldach mit profiliertem Traufgesims und drei stehenden Gaupen. Es handelt sich um ein typisches Handwerker- oder Bergarbeiterhaus der Zeit um 1800, das sowohl bau- als auch ortsgeschichtliche Bedeutung besitzt. | 09228930                       |
| Direkt Bild zu diesem Denkmal hochladen | Mietshaus in geschlossener Bebauung                                                    | Untere Badergasse 3 (Karte)                                 | Um 1895                                                                                                 | baugeschichtliche Bedeutung. Dreigeschossiges Mietshaus mit sechs Achsen in heute offener Bebauung (urspr. jedoch Teil einer geschlossenen Bebauung). Oberhalb eines Natursteinsockels ist das Erdgeschoss verputzt mit dekorativer Nutung, ein breites Gesims trennt die Obergeschosse mit ihrer gelben Klinkerverkleidung ab. Der Zugang mit zweiflügeliger, historistischer Haustür leicht außermittig, die Fenster der beiden rechten Achsen des Erdgeschosses gekoppelt. Alle Öffnungen mit profilierten Gewänden, die Fenster im Obergeschoss zusätzlich mit historistischem Baudekor (Verdachungen, Sohlbänke, Konsolen, dekorative Scheitelsteine etc.). Die Fenster des 2. Obergeschoss segmentbogenförmig, sonst rechteckig, alle mit T-Sprossung. Das Traufgesims profiliert und dekorativ mit Zierkonsolen versehen. Das schiefergedeckte Mansarddach mit Wohnnutzung. Es handelt sich um ein für das Ende des 19. Jh. typisches Mietshaus mit baugeschichtlicher Bedeutung. | 09228795                       |
| Direkt Bild zu diesem Denkmal hochladen | Wohnhaus in geschlossener Bebauung                                                     | Untere Badergasse 6 (Karte)                                 | nach 1731                                                                                               | vermutlich Kreuzgewölbe im Innern, baugeschichtlich von Bedeutung. Das durch Kubatur und Dachneigung sich als ein Produkt des 18. Jahrhunderts ausweisende Gebäude ist Strukturbestandteil der Kernbebauung Annabergs und weist im Innern Kreuzgewölbe und womöglich sogar einen älteren Kern auf. Der schlichte zweigeschossige Putzbau von vier Achsen mit dezentralem Eingang stand bis vor Kurzem in geschlossener Bebauung. Das steile Satteldach hat zur Straßenseite drei kleine stehende Gaupen. Trotz baulicher Veränderungen besitzt das Gebäude baugeschichtliche und städtebauliche Bedeutung. | 09228794                       |
| Direkt Bild zu diesem Denkmal hochladen | Wohnhaus in geschlossener Bebauung                                                     | Untere Badergasse 21 (Karte)                                | | | 09228798                       |
| Direkt Bild zu diesem Denkmal hochladen | Mietshaus in halboffener Bebauung                                                      | Untere Badergasse 22 (Karte)                                | Um 1910                                                                                                 | baugeschichtliche Bedeutung. Dreigeschossiges, um 1910 entstandenes Mietshaus mit sechs Achsen in halboffener Bebauung der Annaberger Innenstadt nahe der ehemaligen Stadtmauer. Das Erdgeschoss verputzt mit dem Hauseingang in der linken Achse. In den Obergeschossen eine Mischung aus Putzflächen und gelboranger Klinkerverkleidung: Klinker für die Lisenen zwischen den Fenstern und Putzflächen als deren dekorative kapitellartige Abschlüsse sowie als Felder zwischen den Geschossen. Die Fenster jeweils in den beiden äußeren Achsen gekoppelt, rechteckig und mit der für die Entstehungszeit nach 1900 typischen kleinteiligen Sprossung der Oberlichter. Dominiert wird das Gebäude durch den mächtigen Dachaufbau über den mittleren beiden Achsen, an den sich seitlich gaupenartige Anbauten anschließen. Der Mittelteil mit einem geschwungenen Giebel, hier das Traufgesims unterbrochen und damit die vertikale Wirkung unterstützt. Die Giebelseite des Hauses verweist mit dem hohen Giebeldreieck auf ein Satteldach und ist mit Klinker und Putzflächen gestaltet. Dieses Anfang des 20. Jh. entstandene Mietshaus lässt sich mit seiner sachlichen Dekoration der Reformarchitektur zuordnen. Es besitzt baugeschichtliche Bedeutung. | 09228802                       |
|                                         | Wohnhaus in geschlossener Bebauung                                                     | Untere Badergasse 23 (Karte)                                | um 1870                                                                                                 | baugeschichtliche Bedeutung. | 09228799                       |
| Direkt Bild zu diesem Denkmal hochladen | Keller                                                                                 | Untere Badergasse 25 (Karte)                                | 18. Jahrhundert                                                                                         | | 09228800                       |
|                                         | Mietshaus in Ecklage und halboffener Bebauung                                          | Untere Badergasse 27 (Karte)                                | um 1895                                                                                                 | baugeschichtliche Bedeutung. Dreigeschossiges, historistisches Mietshaus mit drei zu fünf Achsen in Ecklage und halboffener Bebauung nahe der ehemaligen Stadtmauer. Der Eingang in der linken Achse, in der für Annaberg typischen Art eingezogen, mit vorgelagerter Treppe. Oberhalb eines Sockels ist das Erdgeschoss mit seinen segmentbogenförmigen Öffnungen verputzt, während die Obergeschosse eine orange Klinkerverkleidung aufweisen. Kontrastreich dazu das helle historistische Baudekor der Fenster in Form von kräftigen Sohlbänken und geraden Verdachungen sowie hervorgehobenen Scheitelsteinen. Die Ecke des Gebäudes ist abgeschrägt und dekorativ betont, diese Betonung auch im Dachgeschoss durch Aufsetzen eines Giebels weitergeführt. Das Traufgesims im Eckbereich mit Zierkonsolen. Das schiefergedeckte Mansarddach zur Wohnnutzung. Es handelt sich um ein für das Ende des 19. Jh. typisches Mietshaus mit baugeschichtlicher Bedeutung. | 09228801                       |
| Direkt Bild zu diesem Denkmal hochladen | Zweigeschossiges Bürgerhaus mit Krüppelwalmdach                                        | Untere Schmiedegasse 2 (Karte)                              | bez. 1791                                                                                               | spätbarocker Putzbau mit Mansarddach, wohl Baubegnadigungshaus, baugeschichtliche und ortsgeschichtliche Bedeutung. Zweigeschossiges, vorwiegend aus Bruchstein bestehendes, langgestrecktes Bürgerhaus mit acht Achsen in offener Bebauung der Innenstadt. Laut Bezeichnung am Türstock wurde es 1790 errichtet und gilt als sogenanntes Baubegnadigungshaus, was bedeutet, dass dem Bauherrn finanzielle oder steuerliche Vorteile gewährt wurden. Der segmentbogenförmige Zugang leicht außermittig, die Gewände der Öffnungen tlw. aus Porphyr, die Fenster teils T-Sprossung, teils Kreuzstock. Fenster auch auf der westlichen Giebelseite, während die östliche nur im Giebeldreieck kleine Öffnungen aufweist. Die unsanierte Fassade verputzt, auf der westlichen Giebelseite noch frühere Putzgestaltung erkennbar. Ein mächtiges Mansarddach mit profiliertem Traufgesims und stehenden Gaupen, diese im Wechsel einzeln und doppelt. Dieses Ende des 18. Jh. entstandene Bürgerhaus ähnelt dem Gebäude Siebenhäusergasse 1/3 und besitzt sowohl bau- als auch ortsgeschichtliche Bedeutung. | 09228570                       |
| Direkt Bild zu diesem Denkmal hochladen | Wohnhaus in halboffener Bebauung                                                       | Untere Schmiedegasse 14 (Karte)                             | 2. Hälfte 18. Jahrhundert/1. Hälfte 19. Jahrhundert                                                     | | 09228571                       |
| Direkt Bild zu diesem Denkmal hochladen | Mietshaus in geschlossener Bebauung                                                    | Untere Schmiedegasse 18 (Karte)                             | | | 09228572                       |
| Direkt Bild zu diesem Denkmal hochladen | Diakoniegebäude in Ecklage und in halboffener Bebauung, mit Einfriedung                | Untere Schmiedegasse 20 (Karte)                             | 1908 | Bau-, sozial- und kirchengeschichtliche Bedeutung, seit 2019 zugehörig zur Kernzone des UNESCO-Welterbes Montanregion Erzgebirge/Krušnohoří. Zweigeschossiges massives Gebäude auf langgestrecktem Grundriss in Ecklage und halboffener Bebauung, das 1908 als Diakonieheim mit Hof und Garten von Götze und Pfau errichtet wurde. Die Erschließung erfolgt über einen Fußweg, der anstelle des Stadtmauerverlaufes angelegt wurde. Der rundbogige Zugang ist eingezogen, mit vorgelagerter Treppe und mächtigem, nach innen abgestuftem Portal; die historische zweiflügelige Haustür mit Oberlicht ist vorhanden. Das Gebäude mit einem hohen Sockelgeschoss verputzt, mit rechteckigen Fensteröffnungen und deren originalen Fenstern mit kleinteiliger Gliederung. Mehrere Jugendstil-Fassadendetails wie bspw. die Ausbildung der Giebel verweisen auf die Bauzeit. Das hohe Mansarddach jedoch nachträglich durch Aufbauten für eine Wohnnutzung verändert, außerdem Balkons auf der Hofseite entfernt. Ansonsten ist das Diakoniegebäude einschließlich seiner Einfriedung in authentischem Zustand erhalten und besitzt bau-, sozial- und kirchengeschichtliche Bedeutung. | 09305085                       |
| Weitere Bilder                          | Lutherdenkmal                                                                          | Unterer Kirchplatz vor der Annenkirche (Karte)              | 1883 | Figur des Reformators auf abgestuftem Sockel und Postament, kunsthistorisch bedeutsam. Das 1883 geschaffene Lutherdenkmal zeigt den Reformator als Einzelfigur auf einem hohen Postament mit einem großflächigen, abgestuften Sockel. Der Dresdner Bildhauer Völker übernahm hier die von Ernst Rietschel mit dem Lutherdenkmal in Worms vorgegebene Komposition und den Korpus, während die Ausbildung des Kopfes wohl von Adolf Donndorf übertragen wurde. Dieses vor der Annenkirche aufgestellte Denkmal ist kunsthistorisch bedeutsam. | 09229333                       |
| Direkt Bild zu diesem Denkmal hochladen | Gruppe von zwei Mietshäusern mit Vorgärten, Hintergebäude und Einfriedung              | Wilischstraße 3, 5 (Karte)                                  | um 1880                                                                                                 | historistische Klinkerfassade mit Eckerker, baugeschichtliche und städtebauliche Bedeutung. Dreigeschossiges, historistisches Mietshaus mit sechs zu zwei Achsen in offener Bebauung, das mit dem benachbarten, gleichartigen Haus (Nummer 5) eine Gebäudegruppe bildet. Das Mietshaus ist von der Straße zurückgesetzt und von dieser durch einen kleinen Vorgarten mit Zaun und Mauer getrennt. Der Hauseingang leicht außermittig angeordnet, mit vorgelagerter Treppe und schöner originaler einflügeliger Haustür mit hohem Oberlicht. Oberhalb eines Natursteinsockels ist das Erdgeschoss verputzt mit dekorativer Nutung und Stuckspiegeln unter den Fenstern, solche auch unter den Fenstern des 1. Obergeschoss. Darüber beginnt die orange Klinkerverkleidung der Obergeschoss, die rechteckigen Fenster mit T-Sprossung und typischer historistischer Bauzier. Die nordwestliche Gebäudeecke ist abgeschrägt und durch die Ausbildung eines Erkers im 1. Obergeschoss betont, dieser gleichzeitig als Balkon für das 2. Obergeschoss. Ein kräftiges Traufgesims mit Stuckspiegeln und Zierkonsolen unterhalb des schiefergedeckten Mansarddaches, dieses zur Wohnnutzung. Es handelt sich um ein qualitätvolles, Ende des 19. Jh. entstandenes Mietshaus mit baugeschichtlicher und städtebaulicher Bedeutung. | 09228869                       |
| Direkt Bild zu diesem Denkmal hochladen | Mietshaus in offener Bebauung (Pendant zu Nr. 3), mit Hinterhaus und Einfriedung       | Wilischstraße 5 (Karte)                                     | Um 1880                                                                                                 | Historistische Klinkerfassade mit Eckerker, baugeschichtliche und städtebauliche Bedeutung. Dreigeschossiges, historistisches Mietshaus mit sechs zu zwei Achsen in offener Bebauung, das mit dem benachbarten, gleichartigen Haus (Nr. 3) eine Gebäudegruppe bildet. Das Mietshaus ist von der Straße zurückgesetzt und von dieser durch einen kleinen Vorgarten und eine niedrige Mauer getrennt. Der Hauseingang leicht außermittig angeordnet, mit vorgelagerter Treppe und schöner originaler einflügeliger Haustür mit hohem Oberlicht. Oberhalb eines Natursteinsockels ist das Erdgeschoss verputzt mit dekorativer Nutung und Stuckspiegeln unter den Fenstern; solche auch unter den Fenstern des ersten Obergeschosses. Darüber beginnt die hellorange Klinkerverkleidung der Obergeschosse; die rechteckigen Fenster mit typischer historistischer Bauzier. Die südwestliche Gebäudeecke ist abgeschrägt und durch die Ausbildung eines Erkers im ersten Obergeschoss betont, dieser gleichzeitig als Balkon für das zweite Obergeschoss. Ein kräftiges Traufgesims mit Stuckspiegeln und Zierkonsolen unterhalb des schiefergedeckten Mansarddaches; dieses zur Wohnnutzung. Es handelt sich um ein qualitätvolles, Ende des 19. Jahrhunderts entstandenes Mietshaus mit baugeschichtlicher und städtebaulicher Bedeutung. | 09305086                       |
| Direkt Bild zu diesem Denkmal hochladen | Repräsentative Villa mit Einfriedung                                                   | Wilischstraße 11 (Karte)                                    | um 1910                                                                                                 | baugeschichtliche Bedeutung. Repräsentatives dreigeschossiges Mietshaus, das Anfang des 20. Jh. erbaut wurde. Das Gebäude ist von der Straße zurückgesetzt, mit einer Zaunanlage versehen und das ansteigende Gelände als Vorgarten ausgebildet. Die Fassade des Gebäudes verputzt, mit einer dekorativen Putznutung des hohen Sockel- und des Erdgeschosses, kräftige Scheitelsteine betonen die rechteckigen Fensteröffnungen. Der mittlere Bereich der Fassade risalitartig nach vorn gezogen, im 2. Obergeschoss darauf eine Art zurückgesetzte Veranda mit vier Säulen und kleinem Walmdach. Diese Mittelzone auch im Dachgeschoss durch einen Aufbau betont. Kontrastreich gefasste Stuckreliefs zwischen dem 1. und 2. Obergeschoss kennzeichnen dieses Haus, in der Mitte wohl das Haupt der Medusa. Auf der Südseite schließt sich, zurückgesetzt, ein weiterer Bauteil mit abgeschrägter Ecke an die sonst symmetrisch aufgebaute Fassade an, hier im Dachgeschoss ein Balkon mit Jugendstilgeländer. Weitere Jugendstildetails zeichnen dieses Mietshaus als Repräsentant dieses Baustils in Annaberg aus und unterstreichen deren bau- und kunstgeschichtliche Bedeutung. | 09228867                       |
| Direkt Bild zu diesem Denkmal hochladen | Mietvilla mit Einfriedung                                                              | Wilischstraße 13 (Karte)                                    | um 1885                                                                                                 | baugeschichtliche Bedeutung. Dreigeschossige, historistische Mietshaus, von der Straße zurückgesetzt, mit Einfriedung und einem Vorgarten im ansteigenden Gelände. Die verputzte Fassade mit fünf Achsen wird auf der nördlichen Seite durch die Ausbildung eines turmartigen Bauteils betont, dieser oberhalb des Dachgeschoss mit einem flachen Dach. Auf der anderen Seite die beiden äußeren Achsen als wenig vorstehender Seitenrisalit ausgebildet. Erdgeschoss und 1. Obergeschoss mit Putznutung, zwischen den Geschossen horizontale Simse zur Gliederung. Die rechteckigen Fenster mit typisch historistischer Bauzier (kräftige Sohlbänke und gerade Verdachungen, Zierkonsolen und Stuckreliefs). Der Zugang erfolgt auf der nördlichen Seite des Hauses. Das schiefergedeckte flache Mansarddach mit kleinen rundbogigen Gaupen. Dieses um 1885 entstandene Mietshaus mit seiner ausgewogenen Gestaltung besitzt baugeschichtliche Bedeutung. | 09228866                       |
| Direkt Bild zu diesem Denkmal hochladen | Villa mit Einfriedung                                                                  | Wilischstraße 17 (Karte)                                    | 1889 (Mietvilla)                                                                                        | Villa mit verziertem Vorbau mit Freitreppe, baugeschichtliche Bedeutung. Zweigeschossige, historistische Villa mit markantem Vorbau. Dieser wohl aus Gusseisen bestehende, verzierte und verglaste Bauteil schützt die asymmetrisch angelegte, geschwungene Freitreppe, gleichzeitig dient er dem Obergeschoss als Balkon. Der Hauseingang rundbogig, ebenso die Fenster im Erdgeschoss Zwei Simse zwischen Erdgeschoss und Obergeschoss, die Fenster dort rechteckig mit geraden Verdachungen. Die Fassade glatt verputzt. Das Mansarddach ausgebaut, zur Straße je mit Doppelgaupen, wobei die mittlere mit den geschwungenen Seiten gestalterisch hervorgehoben ist. Diese Gaupen besaßen verzierte Aufsätze, die mittlere in Form eines zierlichen Türmchens, insgesamt urspr. mehr Fassadendekor. Das Objekt, 1889 von Ernst Siegel für den Dampfsägewerkbesitzer Louis Kolb errichtet, besitzt v. a. baugeschichtliche Bedeutung, vor allem da die Ausbildung einer solchen Vorhalle singulär in Annaberg ist. | 09228864                       |
| Direkt Bild zu diesem Denkmal hochladen | Kursächsische Postmeilensäulen (Sachgesamtheit)                                        | Wilischstraße 19 (Karte)                                    | 1723 | Viertelmeilenstein in Hofmauer eingesetzt, verkehrsgeschichtliche Bedeutung. hoher rechteckiger Viertelmeilensteinmit Umrandung und Initialen, im Hinterhof des Gebäudes in der Wilischstraße 19 vermauert. Reihennummer ist nicht mehr erkennbar, so dass der Originalstandort nicht ermittelt werden kann. Der Viertelmeilenstein wurde 1723 gesetzt. Der laut Jahreszahl von 1723 stammende Viertelmeilenstein gehört zu den Postmeilensäulen, die von Adam Friedrich Zürner im Auftrag des Kurfürsten Friedrich August II. im 18. Jh. errichtet worden sind. Es handelt sich um einen hohen rechteckigen Stein mit Umrandung und Initialen, wobei jedoch das Kopfstück fehlt. Er wurde wohl bei der Straßenverbreiterung 1875 gefunden und in die Gartenmauer des Straßenmeisters eingebaut, der originale Standort ist unbekannt. Meilensteine sind technische Denkmale von verkehrsgeschichtlicher Bedeutung. | 09229160                       |
| Direkt Bild zu diesem Denkmal hochladen | Stadtbefestigung                                                                       | Wolkensteiner Straße, nördlich von Nummer 53 (Karte)        | Um 1510                                                                                                 | | 09228533                       |
| Weitere Bilder                          | Kursächsische Postmeilensäulen (Sachgesamtheit)                                        | Wolkensteiner Straße (Karte)                                | 1727 | Kopie einer Distanzsäule, verkehrsgeschichtliche Bedeutung. Kopie einer kursächsischen Distanzsäule, Torsäule, bezeichnet 1727, nahe dem Originalstandort, am Wolkensteiner Tor, die nur an zwei Seiten Entfernungsinschriften trägt, an den anderen Seiten Annaberg „1727“ und Posthornzeichen, heller Granit aus dem Greifensteingebiet, Wappenstück Sandstein. Eine Besonderheit ist die Form des Schafts, der sich nicht allseitig und gleichmäßig in Richtung auf die Spitze verjüngt, sondern nur an den beiden Seiten ohne Entfernungsangaben. Die anderen beiden Seiten stehen senkrecht. Die Säule trägt zudem außergewöhnlicherweise nur ein Doppelwappen, anstatt zwei. Es befindet sich an den anlaufenden Schaftseiten und zeigte zur straßenabgewandten Seite. Im Zusammenhang mit dem Abriss der Stadtbefestigungsanlage Annabergs wurde auch die Säule beseitigt und verbaute sie. 1938 lagerten die Schriftteile im Erzgebirgsmuseum Annaberg. Die Forschungsgruppe Postmeilensäulen initiierte 1968 die Suche nach den verbleibenden Teilen. Sockel und Profilplatten konnten gefunden werden, Wappenstück und Spitze blieben verschollen. Der Bildhauermeister Kurt Wagler (Mildenau) restaurierte unter Verwendung der originalen Teile die Säule. Die fehlenden Wappenstücke wurden aus Elbsandstein, die anderen Fehlstücke aus Zschorlauer Granit neu angefertigt. Es wurden Schaftspitze und Abweiserstufe erneuert. 1979 wurde die Säule aufgestellt. Es handelt sich um eine aus Postament, Obelisk mit Wappenstück und Spitze bestehende Postmeilensäule, die aus Granit gefertigt und mit „1727“ bezeichnet ist. Diese Säule ist eine von über 1000 zwischen 1726 und 1765 errichteten Wegweisern, die nach den Messungen des Land- und Grenzkommissars Adam Friedrich Zürner entlang der wichtigsten Straßen und Handelsrouten Sachsens aufgestellt worden sind. In Auftrag gegeben wurden sie von Kurfürst Friedrich August II. von Sachsen, während ihre Gestaltung vermutlich auf M. D. Pöppelmann zurückgeht. Ein über Eck gestelltes Wappenpaar bildet die Hauptdekoration. Diese Säule befindet sich an ihrem Originalstandort vor dem früheren Wolkensteiner Tor, wo sie am 20. Juli 1730 aufgestellt wurde. Durch dieses Tor führte u. a. die Poststraße über Chemnitz nach Halle. 1838 entfernt, wurden ihre Teile zunächst als Baumaterial verwendet, bis es in den 1960er Jahren Bestrebungen zum Wiederaufbau gab. Die Wiederaufstellung erfolgte 1979. Die Postmeilensäule ist ein technisches Denkmal mit verkehrs- und ortsgeschichtlicher Bedeutung. | 09228944                       |
|                                         | Barbara-Uthmann-Haus                                                                   | Wolkensteiner Straße 2 (Karte)                              | 1911 | baugeschichtliche und städtebauliche Bedeutung. Viergeschossiges Wohn- und Geschäftshaus mit Einflüssen des Reformstils mit sieben breiten Achsen in geschlossener Bebauung nahe dem Marktplatz. Das 1911 entstandene Gebäude von Max Beer ursprünglich mit Läden im Erdgeschoss, Geschäftsräumen im 1. Obergeschoss und Wohnungen in den folgenden Geschossen. Diese Funktionsteilung spiegelt sich in der Fassadengliederung wider: das Erdgeschoss großzügig geöffnet (jedoch nicht im histor. Zustand) und im 1. Obergeschoss sieben große, nur von schmalen Wandpfeilern getrennte Fenster für die gewerbl. Nutzung. Der tief in das Innere des Gebäudes gezogene Eingang zum Treppenhaus mit der historischen Tür ist erhalten. Die Fassade der Wohngeschosse wird durch ein Gesims abgetrennt: die Fenster in Zweier- und Dreiergruppen zusammengefasst, wobei die Mittelachse als leicht segmentbogig auskragender Erker ausgebildet ist, außerdem zwei weitere, flache Ausbauchungen links und rechts, wodurch die Fassade eine wellenförmige Bewegtheit erhält. Zwischen den Fenstern sind die Wandflächen durch Lisenen strukturiert, die dem Gebäude eine vertikale Ausrichtung geben. In den Flächen sparsames Stuckdekor. Bekrönt wird das Gebäude durch einen mächtigen Dachaufsatz in den mittleren drei Achsen, dieser mit hohem geschweiften Giebel. Das Dachgeschoss jedoch im Vergleich zum urspr. Zustand verändert. Dieses Wohn- und Geschäftshaus zeigt die Umsetzung einer zu Beginn des 20. Jh. verbreiteten Bauaufgabe und spiegelt die Wirtschaftsstärke Annabergs zu dieser Zeit wider. Es besitzt große baugeschichtliche und städtebauliche Bedeutung. | 09228687                       |
| Direkt Bild zu diesem Denkmal hochladen | Barbara-Uthmann-Haus                                                                   | Wolkensteiner Straße 2a (Karte)                             | 1900–1901                                                                                               | baugeschichtliche und wirtschaftsgeschichtliche sowie städtebauliche Bedeutung. Dieses schon auf den Bauzeichnungen von 1901 als „Barbara-Uthmann-Haus“ bezeichnete Wohn- und Geschäftshaus Bruno Matthes, Architekt Wenzel Bürger aus Chemnitz, besaß die mit dem reichsten bauplastischen Schmuck versehene Fassade Annabergs. Es handelt sich um einen in Ecklage und geschlossener Bebauung errichteten langgestreckten Bau, der als Neubau anstelle des alten Hauses der Familie Uthmann erbaut wurde. Den Bezug zu Barbara Uthmann, das Spitzenklöppeln und die Posamentenindustrie als einen wichtigen Teil der Annaberger Geschichte zeigte der in Sandstein gearbeitete Schmuck des Hauses (Dekor, Figuren und Reliefs). Das Haus mit drei Vollgeschossen, wobei sich an das Erdgeschoss ein mit diesem durch Galerien verbundenes Zwischengeschoss anschließt. Dieses setzt in der Fassade mit rundbogigen Fenstern die Schaufensterachsen des Erdgeschosses fort. Die Obergeschosse dienen der Wohnnutzung. Das Fassadenmaterial zeigt die Doppelfunktion des Gebäudes: Erdgeschoss und Zwischengeschoss sind mit Sandstein verkleidet, während die Obergeschosse aus weißem Klinker bestehen. Die Fenster der Wohnetagen rechteckig mit T-Sprossung und kleinteiligen Oberlichtern sowie dekorativen Fensterrahmungen. Als Akzentuierung der langen Fassade drei Erker, die heute flache Dächer haben, urspr. hier jedoch reich gegliederte Dreieckgiebel bzw. auf dem Eckerker ein verziertes Türmchen. Diese wurden im Zusammenhang mit einer Modernisierung und Vereinfachung der Fassade 1935 entfernt. Zu diesem Zeitpunkt auch Veränderung des Dachbereiches: es entstanden die noch heute existierenden vielen kleinen Dachfenster im schiefergedeckten Mansarddach. Die einstige Qualität des Hauses lässt sich nur noch erahnen, wobei bei der letzten Sanierung von 1993 wohl versucht wurde, soviel Substanz wie möglich zu konservieren. Das Gebäude besitzt sowohl bau- und wirtschaftsgeschichtliche als auch aufgrund seiner Lage besondere städtebauliche Bedeutung. | 09228688                       |
|                                         | Wohnhaus mit Ladeneinbau, in geschlossener Bebauung                                    | Wolkensteiner Straße 3 (Karte)                              | 18. Jh.                                                                                                 | mit Ladeneinbau, baugeschichtliche und städtebauliche Bedeutung. Dreigeschossiges, im 18. Jh. entstandenes Wohnhaus mit fünf Achsen in geschlossener Bebauung. Der Zugang leicht außermittig mit einem schönen historistischen Türblatt, links und rechts davon zwei Läden. Diese mit der für das Ende des 19. Jh. typischen Gestaltung: Schaufenster und Ladenzugang sind durch schmale, dekorierte Stege voneinander getrennt. Die Obergeschosse zur Wohnnutzung mit verputzter Fassade ohne Bauzier, die Fenster rechteckig mit farbig abgesetzter Rahmung und T-Sprossung. Schiefergedecktes, hohes Satteldach mit zwei nachträglichen Dachhäuschen und Doppelfenstern. Das Wohnhaus ist Teil der die Wolkensteiner Straße prägenden Bebauung, die vorwiegend im 18. Jh. nach dem Stadtbrand (1731) entstanden ist. Es besitzt sowohl baugeschichtliche als auch städtebauliche Bedeutung. | 09228686                       |
| Direkt Bild zu diesem Denkmal hochladen | Wohnhaus mit moderner Ladenzone, in geschlossener Bebauung                             | Wolkensteiner Straße 4 (Karte)                              | 18. Jh., Kern wohl älter                                                                                | mit Ladenzone, baugeschichtliche und städtebauliche Bedeutung. Zweigeschossiges, im 18. Jh. entstandenes Wohnhaus mit acht zu zwei Achsen und größerem Anbau in Ecklage und halboffener Bebauung. Das gesamte Erdgeschoss wird von einer nachträglichen Ladenzone eingenommen, die vermutlich um 1900 entstand. Heute erschließt ein mittiger Eingang den großen Verkaufsraum, die Struktur der Schaufensterteilung lässt aber urspr. auf das Vorhandensein von zwei Läden jeweils mit mittigem Zugang und seitlichen Schaufenstern schließen. Entsprechend sind die für das Ende des 19. Jh. typischen Stege zwischen den Schaufenstern ausgebildet. Die vier verbliebenen schmalen Wandpfeiler des Erdgeschosses sind mit einem Stuckdekor bekrönt, in gleicher Höhe ein breites Putzband zur Aufnahme von Fassadenwerbung, darüber ein profiliertes Gesims als Abschluss der kompletten Ladenzone. Anschließend das 1. Obergeschoss zur Wohnnutzung mit verputzter Fassade, die Fenster rechteckig mit T-Sprossung. Das steile schiefergedeckte Walmdach mit stehenden Gaupen in zwei Reihen. Das Wohnhaus ist Teil der die Wolkensteiner Straße prägenden Bebauung, die vorwiegend im 18. Jh. nach dem Stadtbrand (1731) entstanden ist, ggf. ist dieses im Kern älter. Es besitzt sowohl baugeschichtliche als auch städtebauliche Bedeutung. | 09228714                       |
| Direkt Bild zu diesem Denkmal hochladen | Wohnhaus mit Laden in geschlossener Bebauung                                           | Wolkensteiner Straße 5 (Karte)                              | 18. Jh.                                                                                                 | mit Ladeneinbau, baugeschichtliche und städtebauliche Bedeutung. Dreigeschossiges, im 18. Jh. entstandenes Wohnhaus mit fünf Achsen in geschlossener Bebauung. Der Hauszugang in der rechten Achse, links daneben ein Laden mit mittigem zurückgesetzten Eingang, der von zwei großen Schaufenstern flankiert wird. Die Obergeschosse zur Wohnnutzung mit verputzter Fassade ohne Bauzier, die Fenster rechteckig mit glatten Gewänden und T-Sprossung. Schiefergedecktes, hohes Satteldach mit drei kleinen stehenden Gaupen. Das Wohnhaus ist Teil der die Wolkensteiner Straße prägenden Bebauung, die vorwiegend im 18. Jh. nach dem Stadtbrand (1731) entstanden ist. Es besitzt sowohl baugeschichtliche als auch städtebauliche Bedeutung. | 09228685                       |
| Direkt Bild zu diesem Denkmal hochladen | Ehemaliger Kronprinz, Dresdner Hof                                                     | Wolkensteiner Straße 6 (Karte)                              | Nach 1855                                                                                               | baugeschichtliche und städtebauliche Bedeutung. Dreigeschossiges, wohl Mitte des 19. Jh. entstandenes Hotelgebäude mit acht Achsen in geschlossener Bebauung. Das Haus hebt sich nicht nur durch seine Höhe, sondern auch durch seine Fassadengestaltung von der Umgebungsbebauung ab. Das Erdgeschoss mit feiner Putznutung, der Zugang außermittig mit segmentbogenförmiger Öffnung. Die rechte Achse in allen Geschossen durch einen größeren Abstand und eine Einfassung mit Lisenen separiert. Die Fassade der Obergeschosse glatt verputzt, zurückhaltendes Dekor der rechteckigen Fensteröffnungen: schmales, durchgehendes Putzband anstelle von Sohlbänken, profilierte Gewände sowie im 1. Obergeschoss dreieckige und im 2. Obergeschoss schmale gerade Verdachungen. Die Fenster mit historischer, kleinteiliger Sprossung. Auffällig ist das Traufgesims mit einer dichten, friesartigen Reihung von Zierkonsolen. Das recht flache Satteldach mit Schieferdeckung und Dachliegefenstern. Als Hotel „Kronprinz“ ist das Gebäude seit mindestens 1884 bekannt, obwohl schon aus einer früheren, undatierten Zeichnung die Nutzung als Hotel mit Kutscherstube und Gastzimmer im Erdgeschoss belegt ist. Das heutige Aussehen (Putzrustika, Dreieckbekrönungen) entstammt den baulichen Maßnahmen von 1884, wobei zu der Zeit im linken Erdgeschoss-Bereich noch ein kleiner, separater Laden eingerichtet war. Die Änderung dieses Bereiches erfolgte 1938, um einen großen Raum zu schaffen. Als qualitätvolles Gebäude des 19. Jh. besitzt dieses ehemalige Hotel sowohl baugeschichtliche als auch städtebauliche Bedeutung. | 09228715                       |
| Direkt Bild zu diesem Denkmal hochladen | Wohnhaus in geschlossener Bebauung                                                     | Wolkensteiner Straße 7 (Karte)                              | 18. Jh.                                                                                                 | baugeschichtliche und städtebauliche Bedeutung. Dreigeschossiges, im 18. Jh. entstandenes Wohnhaus mit fünf Achsen in geschlossener Bebauung. Der Zugang in der rechten Achse mit einem segmentbogigen, profilierten Portal, die sich links anschließenden Fenster sind langgestreckt und ebenfalls segmentbogenförmig. Sie dienen als Schaufenster für den das gesamte Erdgeschoss einnehmenden Laden. Während die Fassade des Erdgeschosses glatt verputzt ist, weist sie in den Obergeschossen (Wohnnutzung) eine Putzrustizierung auf. Die Fenster rechteckig mit glatten Gewänden und T-Sprossung. Schiefergedecktes Satteldach mit zwei Dachhäuschen und Doppelfenstern. Das Wohnhaus ist Teil der die Wolkensteiner Straße prägenden Bebauung, die vorwiegend im 18. Jh. nach dem Stadtbrand (1731) entstanden ist. Es besitzt sowohl baugeschichtliche als auch städtebauliche Bedeutung. | 09228684                       |
| Direkt Bild zu diesem Denkmal hochladen | Wohnhaus mit Laden, in geschlossener Bebauung                                          | Wolkensteiner Straße 8 (Karte)                              | 18. Jahrhundert (nach 1731)                                                                             | mit Laden, Kreuzgewölbe, baugeschichtliche und städtebauliche Bedeutung. Zweigeschossiges, im 18. Jh. entstandenes Wohnhaus mit fünf Achsen in geschlossener Bebauung. Der Zugang leicht außermittig mit einer rechteckigen, profilierten Rahmung, in gleicher Gestaltung ein kleiner Laden auf der rechten Seite, der nur aus dem zurückgesetzten Eingang und einem schmalen Schaufenster besteht. Links der Hauseingangstür wurde nachträglich ein weiterer Laden eingerichtet: dieser mit mittigem Zugang und flankierenden Schaufenstern. Die Rahmung hier glatt aufgeputzt. Die verputzte Fassade des Gebäudes ohne Bauzier, die Fenster im Obergeschoss (Wohnnutzung) rechteckig mit T-Sprossung. Das hohe, schiefergedeckte Satteldach mit profiliertem Traufgesims und drei späteren Dachhäuschen mit Doppelfenstern. Im Innern Kreuzgewölbe und eine eiserne Tür. Das Wohnhaus ist Teil der die Wolkensteiner Straße prägenden Bebauung, die vorwiegend im 18. Jh. nach dem Stadtbrand (1731) entstanden ist. Es besitzt sowohl baugeschichtliche als auch städtebauliche Bedeutung. | 09228716                       |
| Direkt Bild zu diesem Denkmal hochladen | Wohnhaus bzw. Bürgerhaus in geschlossener Bebauung                                     | Wolkensteiner Straße 9 (Karte)                              | Bezeichnet mit 1732                                                                                     | baugeschichtliche und städtebauliche Bedeutung. Schmales, dreigeschossiges Wohnhaus (bezeichnet 1732) mit drei Achsen in geschlossener Bebauung. Der Zugang mit einer klassizistischen Türgestaltung von 1828 (Porphyr) in der linken Achse. Rechts davon ein großes Schaufenster für die Ladennutzung des Erdgeschosses Die Fassade des Gebäudes glatt verputzt, die rechteckigen Fenster mit aufgeputzten Faschen und historischer sechsteiliger Sprossung. Schiefergedecktes Satteldach mit profiliertem Traufgesims und zwei Dachhäuschen. Das Wohnhaus ist Teil der die Wolkensteiner Straße prägenden Bebauung, die vorwiegend im 18. Jh. nach dem Stadtbrand (1731) entstanden ist. Es besitzt sowohl baugeschichtliche als auch städtebauliche Bedeutung. | 09228683                       |
| Direkt Bild zu diesem Denkmal hochladen | Wohnhaus mit Laden, in geschlossener Bebauung                                          | Wolkensteiner Straße 10 (Karte)                             | 18. Jh.                                                                                                 | mit Laden, baugeschichtliche und städtebauliche Bedeutung. Zweigeschossiges, im 18. Jh. entstandenes Wohnhaus mit fünf Achsen in geschlossener Bebauung. Der zurückgesetzte Eingang in der rechten Achse mit rechteckiger Öffnung. Der komplette Erdgeschoss-Bereich links wird von einem Laden eingenommen: dieser mit Zugang in der zweiten Achse und drei Schaufenstern. Die verputzte Fassade des Gebäudes ohne Bauzier, die Fenster im Obergeschoss (Wohnnutzung) rechteckig mit T-Sprossung. Das hohe, schiefergedeckte Satteldach mit profiliertem Traufgesims und drei kleinen stehenden Gaupen. Das Wohnhaus ist Teil der die Wolkensteiner Straße prägenden Bebauung, die vorwiegend im 18. Jh. nach dem Stadtbrand (1731) entstanden ist. Es besitzt sowohl baugeschichtliche als auch städtebauliche Bedeutung. | 09228717                       |
| Direkt Bild zu diesem Denkmal hochladen | Bäckerei Zimmermann                                                                    | Wolkensteiner Straße 11 (Karte)                             | 18./19. Jahrhundert                                                                                     | | 09228682                       |
| Direkt Bild zu diesem Denkmal hochladen | Wohnhaus in geschlossener Bebauung                                                     | Wolkensteiner Straße 12 (Karte)                             | 18. Jahrhundert                                                                                         | Mit Laden, baugeschichtliche und städtebauliche Bedeutung, seit 2019 zugehörig zur Kernzone des UNESCO-Welterbes Montanregion Erzgebirge/Krušnohoří. Zweigeschossiges, im 18. Jahrhundert entstandenes Wohnhaus mit sechs Achsen in geschlossener Bebauung. Das komplette Erdgeschoss wird heute von einem Laden eingenommen; dieser mit neuzeitlicher Gestaltung der großen Schaufensteröffnungen. Die verputzte Fassade des Gebäudes ohne Bauzier; die Fenster im Obergeschoss (Wohnnutzung) rechteckig mit farbig abgesetzter Rahmung und Kreuzstocksprossung. Das hohe, schiefergedeckte Satteldach mit profiliertem Traufgesims und Dachhäuschen sowie stehenden Gaupen in zwei Reihen. Eine frühe Bauzeichnung von 1865 zeigt das Gebäude mit gleichen Ausführung von Obergeschoss und unterer Dachebene; das Erdgeschoss besaß jedoch ein komplett anderes Aussehen: interessant ist dabei ein fast mittiges Tor, das in eine durchgehende Halle mit Gewölbe führte. Ein Laden wurde 1913 auf der rechten Hausseite eingerichtet. Mindestens seit 1920 wurde der linke Teil des Hauses als Ladencomptoir und Arbeitsraum für die benachbarte Fabrik Wohlgemuth (siehe Mandelgasse 2) genutzt, für die beide Häuser miteinander verbunden wurde. Zur Erweiterung der Kontorräume wurde 1925 sogar der frühere Hauseingang vermauert. Dieses Wohnhaus zeigt in seiner Nutzung die enge Verknüpfung von Wohnen und Arbeiten um 1900. Es ist Teil der die Wolkensteiner Straße prägenden Bebauung, die vorwiegend im 18. Jahrhundert nach dem Stadtbrand (1731) entstanden ist. Es besitzt sowohl baugeschichtliche, wirtschaftsgeschichtliche als auch städtebauliche Bedeutung. | 09305088                       |
| Direkt Bild zu diesem Denkmal hochladen | Wohnhaus in geschlossener Bebauung                                                     | Wolkensteiner Straße 13 (Karte)                             | 18. Jahrhundert, Kern wohl älter                                                                        | mit Ladenzone, baugeschichtliche und besondere städtebauliche Bedeutung. Zweigeschossiges, im 18. Jh. entstandenes Wohnhaus in Ecklage und halboffener Bebauung, dessen Fassade entsprechend dem Straßenverlauf nach der 3. Achse abknickt. Die Fassade des Erdgeschosses ist zur Aufnahme von zwei Läden mit großen, direkt aneinander gereihten Schaufenstern weitgehend geöffnet. Diese Gestaltung stammt von 1927 bzw. 1935. Ein Laden mit mittigem Zugang auf dem schmalen Fassadenstück bis zum Knick, anschließend ein großer Laden mit dem Zugang auf der abgerundeten Gebäudeecke. Bis auf ein Putzband unterhalb der Fenster des Obergeschosses (Wohnnutzung) ist die verputzte Fassade des Gebäudes ohne Bauzier, die Fenster rechteckig ohne Rahmung, mit historischer sechsteiliger Sprossung. Das schiefergedeckte Walmdach mit profiliertem Traufgesims und stehenden Gaupen. Das Wohnhaus ist Teil der die Wolkensteiner Straße prägenden Bebauung, die vorwiegend im 18. Jh. nach dem Stadtbrand (1731) entstanden ist. Mit seinem städtebaulich prägnanten Standort – direkt am Übergang von der Enge der Wolkensteiner Straße zum Markt und deren Aufweitung stadtauswärts – besitzt es vor allem städtebauliche, aber auch baugeschichtliche Bedeutung. | 09228681                       |
| Direkt Bild zu diesem Denkmal hochladen | Wohnhaus in geschlossener Bebauung                                                     | Wolkensteiner Straße 14 (Karte)                             | 18. Jh., im Kern wohl älter                                                                             | mit Laden, baugeschichtliche und städtebauliche Bedeutung. Zweigeschossiges, im 18. Jh. entstandenes Wohnhaus auf breiter Parzelle mit sechs Achsen in geschlossener Bebauung. Ungewöhnlich ist die Ausbildung eines hohen Sockelgeschosses, das fast auf Straßenniveau liegt und somit Zugang zu zwei kleinen Läden bietet, diese je mit einfacher Schaufenster- und Zugangsöffnung. Der Hauseingang leicht außermittig, mit vorgelagerter Treppe und hohem Oberlicht in der rechteckigen, in Höhe der benachbarten Fensterstürze abschließenden Öffnung. Die verputzte Fassade des Gebäudes ohne Bauzier, die Fenster in Erdgeschoss und Obergeschoss (Wohnnutzung) rechteckig mit farbig abgesetzter Rahmung und historischer sechsteiliger Sprossung. Das hohe, schiefergedeckte Satteldach mit profiliertem Traufgesims und Dachhäuschen mit Doppelfenstern. Das Wohnhaus ist Teil der die Wolkensteiner Straße prägenden Bebauung, die vorwiegend im 18. Jh. nach dem Stadtbrand (1731) entstanden ist. Es besitzt sowohl baugeschichtliche als auch städtebauliche Bedeutung. | 09228720                       |
| Direkt Bild zu diesem Denkmal hochladen | Mietshaus in geschlossener Bebauung                                                    | Wolkensteiner Straße 15 (Karte)                             | bez. 1905                                                                                               | baugeschichtliche und städtebauliche Bedeutung. Viergeschossiges, massives Mietshaus mit sechs zu acht Achsen in Ecklage und geschlossener Bebauung. Das verputzte Erdgeschoss beherbergt Geschäftsräume, diese mit einem leicht außermittigen Zugang und fünf großen rechteckigen Fenstern zur Wolkensteiner Straße, die Wandpfeiler mit stilisierten Kapitellen, darüber ein breites verputztes Gebälk zur Aufnahme der Fassadenwerbung, abgeschlossen mit einem schmalen Zahnschnittfries. Die Gebäudeecke nur im Erdgeschoss leicht abgeschrägt, hier eine wappenartige Verzierung, bezeichnet „1905“. Die Fensteröffnungen zur Bachgasse entsprechen im Erdgeschoss in ihren Proportionen denen der Obergeschosse. Die Fassade der Obergeschoss mit heller Klinkerverkleidung und Sandstein in Form von Fenstergewänden, Reliefs, Ecksteinen und vor allem zur Ausbildung des hohen geschwungenen Giebels im Dachgeschoss oberhalb der linken beiden Achsen, im Giebelfeld ein großes Halbrundfenster. Die Fenster sonst rechteckig mit kleinteilig gesprossten Oberlichtern. Zur Bachgasse sind sie tlw. paarweise gekoppelt und mit Rundbogennischen im 2. Obergeschoss bekrönt. Das schiefergedeckte Satteldach mit kleinen stehenden Gaupen. Dieses für seine Entstehungszeit nach 1900 typische, den Historismus bereits überwindende Mietshaus stellt in seiner vorwiegend niedrigen, dem 18. Jh. entstammenden Umgebungsbebauung eine Ausnahme dar. Es ist baugeschichtlich und städtebaulich von Relevanz. | 09228680                       |
| Direkt Bild zu diesem Denkmal hochladen | Wohnhaus mit Ladeneinbau, in geschlossener Bebauung                                    | Wolkensteiner Straße 16 (Karte)                             | nach 1731, Kern wohl älter                                                                              | mit Laden, im Innern Kreuzgewölbe, baugeschichtliche und städtebauliche Bedeutung. Zweigeschossiges, im 18. Jh. entstandenes Wohnhaus mit fünf Achsen in geschlossener Bebauung. Der Hauseingang leicht außermittig, eingezogen mit vorgelagerter Treppe, zweiflügelige Hauseingangstür in den Formen der Neurenaissance mit prachtvoll verzierten Gittern. Links und rechts davon die Schaufenster des Ende des 19. Jh. nachträglich erfolgten Ladeneinbaus. Die relativ hochliegenden Schaufenster werden von schmalen Steinpfeilern mit Sockel, Postamenten und Kapitellen voneinander getrennt, die ein durchlaufendes Gebälk tragen, das alle Öffnungen des Erdgeschosses optisch zusammenzieht. Ein profiliertes Gesims zwischen Erdgeschoss und Obergeschoss, ansonsten ist die Fassade des Gebäudes glatt verputzt. Die Fenster im Obergeschoss (Wohnnutzung) rechteckig mit Natursteingewänden und Kreuzstocksprossung. Das hohe, schiefergedeckte Satteldach mit profiliertem Traufgesims und großen Dachhäuschen sowie stehenden Gaupen in zwei Reihen. Auf der Hofseite wurde die ursprüngliche Dachkonstruktion durch eine Anhebung um zwei Geschosse verändert. Im Inneren haben sich die ursprünglichen Raumstrukturen im Wesentlichen erhalten. Im 19. Jahrhundert befand sich im Erdgeschoss eine Tischlerei (bis 1945). Bemerkenswert sind der überwölbte Hausflur, das Treppenhaus sowie verschiedene Räume im Erd- und Obergeschoss mit Kreuzgratgewölbe. Die Fenster werden von Korbbögen überfangen. Im Seitenflügel und im Hofgebäude befinden sich ähnliche Gewölbekonstruktionen und Bogenformen, so dass zumindest für diese Teile eine gleiche Entstehungszeit angenommen werden kann. Vermutlich wurden auch diese Gebäude im Laufe ihrer Standzeit aufgestockt/verändert. Im Anbau hat sich eine kleine „Gesellenstube“ mit einer kannelierten Holzdecke mit sparsamer, originaler Farbfassung erhalten. Bei einer Untersuchung der Keller wurde 1996/97 das Vorhandensein einer historischen Anzucht zur Wasserableitung festgestellt, was auf eine frühe Bebauung des Grundstückes schließen lässt. Das heutige Wohnhaus ist Teil der die Wolkensteiner Straße prägenden Bebauung, die vorwiegend im 18. Jh. nach dem Stadtbrand (1731) entstanden ist. Es besitzt sowohl baugeschichtliche als auch städtebauliche Bedeutung. | 09228721                       |
| Direkt Bild zu diesem Denkmal hochladen | Wohnhaus in geschlossener Bebauung                                                     | Wolkensteiner Straße 17 (Karte)                             | um 1850, Kern wohl älter                                                                                | mit Laden, baugeschichtliche und städtebauliche Bedeutung. Dreigeschossiges, um 1850 entstandenes Wohnhaus mit fünf Achsen in geschlossener Bebauung. Der kleine Eingang zum Wohnhaus in der rechten Achse, während das restliche Erdgeschoss durch einen 1934 eingebauten Laden geprägt wird: dieser mit zwei großen Öffnungen, im rechten davon seitlich der etwas zurückgesetzte Zugang. Die Fassade des Gebäudes glatt verputzt, ein profiliertes Gesims zwischen Erdgeschoss und Obergeschoss, hier die Fenster für die Wohnnutzung segmentbogig, in beiden Etagen auf einem durchlaufenden Putzprofil aufstehend, alle mit T-Sprossung und profilierter Rahmung. Die Fenster im 1. Obergeschoss durch gerade Verdachungen und Dekor hervorgehoben. Blickfang des Gebäudes ist jedoch der das Traufgesims betonende Stuckfries mit floralem Muster und Zahnschnitt. Das schiefergedeckte Satteldach ohne Aufbauten. Dieses Gebäude unterscheidet sich in seiner spätklassizistischen Gestaltung von der vorwiegend im 18. Jh. entstandene Nachbarbebauung, ggf. besitzt es jedoch auch selbst einen älteren Kern. Das Wohnhaus ist von baugeschichtlicher und städtebaulicher Bedeutung. | 09228679                       |
|                                         | Wohnhaus mit Laden, in geschlossener Bebauung                                          | Wolkensteiner Straße 17a (Karte)                            | im Kern 18. Jh.                                                                                         | mit Laden und markanten Dachausbauten, baugeschichtliche und städtebauliche Bedeutung. Zweigeschossiges, massives Wohnhaus mit vier zu fünf Achsen in Ecklage und geschlossener Bebauung. Der Hauseingang unscheinbar in der linken Achse, während das restliche Erdgeschoss von einem Laden eingenommen wird. Dessen Einbau mit den beiden, den zurückgesetzten Zugang flankierenden Schaufenstern erfolgte 1888. Die Gestaltung heute sehr schlicht mit farbig abgesetzten Rahmungen der Öffnungen. Aufwändig dagegen die Fassade des Obergeschosses zur Wolkensteiner Straße: schmale aufgeputzte Lisenen zwischen den Fenstern, Stuckdekor unterhalb der Öffnungen sowie teilweise im oberen Bereich der Lisenen. Diese gehen mit einem schmalen Kapitell im profilierten Traufgesims auf. Dieses Fassadendekor entstand 1911 gleichzeitig mit der Änderung des Daches: das vorherige Satteldach wurde durch ein Mansarddach ersetzt: dieses mit einem ungewöhnlichen Dachausbau, der auf beiden Seiten leicht vorgewölbt ist und eigene Dächer besitzt. Diese waren urspr. in Jugendstilformen als kleine Türmchen ausgeführt. Dieses Wohnhaus mit seinen Resten der Jugendstilgestaltung entstammt im Kern vermutlich ebenso wie die Umgebungsbebauung dem 18. Jh. Es ist baugeschichtlich und städtebaulich von Bedeutung. | 09228678                       |
| Direkt Bild zu diesem Denkmal hochladen | Wohnhaus und Nebengebäude mit Laden                                                    | Wolkensteiner Straße 18 (Karte)                             | 18. Jahrhundert                                                                                         | | 09228722                       |
|                                         | Wohn- und Geschäftshaus in Ecklage                                                     | Wolkensteiner Straße 19 (Karte)                             | Bezeichnet mit 1908                                                                                     | baugeschichtliche und städtebauliche Bedeutung. Viergeschossiges, massives Wohn- und Geschäftshaus mit großstädtischer, vom Jugendstil beeinflusster Fassade in Ecklage und geschlossener Bebauung. Die Funktionsteilung spiegelt sich im Fassadenaufbau wider: die großen Fenster der gewerblichen Nutzung (Erdgeschoss, Zwischengeschoss und 1. Obergeschoss) sind optisch durch die Ausbildung korbbogiger, geschossübergreifender Öffnungen zusammengefasst, während die Fenster zur Wohnnutzung in den Obergeschossen rechteckiges Format besitzen. Die Gebäudeecke mit einem Eingang im Erdgeschoss abgeschrägt, der Bereich darüber als Eckerker, der sich turmartig im Dachgeschoss fortsetzt und mit einer schiefergedeckten Haube bekrönt wird. Weitere dekorative Elemente der Fassadengestaltung sind ein Erker auf der rechten Gebäudeseite sowie ein Dachaufsatz mit geschweiftem Giebel. Während das Erdgeschoss mit Naturstein verkleidet ist, besteht die Fassade in den Obergeschoss aus hellem Klinkermaterial, aber auch hier Sandstein als üppiges Jugendstildekor in Form von Reliefs, Fenstergewänden, Simsen und Bekrönungen. Das Dachgeschoss ausgebaut mit stehenden Gaupen. Dieses repräsentative, 1908 von Götze, einem der renommiertesten Baumeister Annabergs, errichtete Wohn- und Geschäftshaus gehört zu den wenigen großen Bauten an der von Bebauung des 18. Jh. geprägten Wolkensteiner Straße. Es ist ein gelungenes Beispiel dieser zu Beginn des 20. Jh. entstandenen Bauaufgabe und besitzt baugeschichtliche und städtebauliche Bedeutung. | 09228677                       |
| Direkt Bild zu diesem Denkmal hochladen | Wohnhaus mit Innenhof in geschlossener Bebauung                                        | Wolkensteiner Straße 22 (Karte)                             | Nach 1731                                                                                               | im Innern Kreuzgewölbe, baugeschichtliche und städtebauliche Bedeutung. Zweigeschossiges, im 18. Jh. entstandenes Wohnhaus in Ecklage und geschlossener Bebauung. Das gesamte Erdgeschoss wird von einem Laden genutzt: dieser mit einem leicht außermittigen, zurückgesetzten Eingang, der auf beiden Seiten von je zwei großen Schaufenstern flankiert wird. Oberhalb davon der Schriftzug als Fassadenwerbung. Ein umlaufendes profiliertes Gesims zwischen Erdgeschoss und Obergeschoss, ansonsten ist die Fassade des Gebäudes glatt verputzt und schmucklos. Die Fenster im Obergeschoss (Wohnnutzung) rechteckig mit historischer sechsteiliger Sprossung. Das schiefergedeckte Mansarddach mit kleinen Gaupen zur Wolkensteiner Straße und Doppelgaupen zur Großen Sommerleite mit Wohnnutzung. Zum Gebäude gehört ein Innenhof, außerdem sind Kreuzgewölbe erhalten. Das Wohnhaus ist Teil der die Wolkensteiner Straße prägenden Bebauung, die vorwiegend im 18. Jh. nach dem Stadtbrand (1731) entstanden ist. Es besitzt sowohl baugeschichtliche als auch städtebauliche Bedeutung. | 09228919                       |
| Direkt Bild zu diesem Denkmal hochladen | Ehemaliges Gasthaus in geschlossener Bebauung                                          | Wolkensteiner Straße 29 (Karte)                             | 18. Jh.                                                                                                 | baugeschichtliche und städtebauliche Bedeutung. Zweigeschossiges, im 18. Jh. entstandenes Gasthaus (heute Wohnhaus mit Ladennutzung) in Ecklage und geschlossener Bebauung. Der Hauseingang außermittig in der siebenachsigen Fassade mit segmentbogenförmiger profilierter Rahmung. Rechts daneben zwei rechteckige Fenster und auf der linken Gebäudeseite zwei große Schaufenster und ein kleines, alle Teil der Ladennutzung des Erdgeschosses Die verputzte Fassade außer den farbig abgesetzten Rahmungen der Öffnungen ohne Baudekor, die Fenster des Obergeschosses (Wohnnutzung) rechteckig mit Kreuzstock-Teilung. Das hohe, schiefergedeckte Walmdach wird von einem mittigen großen Dachaufbau mit einem Doppelfenster betont, beiderseits je eine stehende Gaupe. Mindestens seit dem 19. Jh. wurde dieses Gebäude als Gasthaus genutzt. Dafür fand u. a. 1891 ein größerer Umbau statt: zu dieser Zeit im Erdgeschoss alle Öffnungen segmentbogig, links ein großer Gastraum und rechts ein Wurstladen mit separatem Zugang, aus dieser Zeit auch das Dachhäuschen. 1925 wurde der Laden zur Küche umgebaut und der Zugang verschlossen, zu dieser Zeit hieß die Gastwirtschaft „Einsiedler Braustübl“. In einer Fassadenzeichnung von 1941 sieht man im Erdgeschoss neben der segmentbogigen Tür schlichte Rechteckfenster. Das ehemalige Gasthaus ist Teil der die Wolkensteiner Straße prägenden Bebauung, die vorwiegend im 18. Jh. nach dem Stadtbrand (1731) entstanden ist. Es besitzt sowohl baugeschichtliche als auch städtebauliche Bedeutung. | 09228556                       |
| Direkt Bild zu diesem Denkmal hochladen | Wohnhaus in geschlossener Bebauung                                                     | Wolkensteiner Straße 30 (Karte)                             | Nach 1731                                                                                               | baugeschichtliche und städtebauliche Bedeutung. Zweigeschossiges, im 18. Jh. entstandenes Wohnhaus mit fünf Achsen in geschlossener Bebauung. Das Erdgeschoss liegt hier sehr hoch, so dass der außermittige Hauseingang eine vorgelagerten Treppe und ein hohes Oberlicht besitzt, die schön gestaltete, historistische Türöffnung reicht bis in die Höhe der benachbarten Fensterstürze. Die verputzte Fassade des Gebäudes ohne Bauzier, die Fenster in Erdgeschoss und Obergeschoss (Wohnnutzung) rechteckig mit historischer Kreuzstockteilung. Das hohe, schiefergedeckte Satteldach mit profiliertem Traufgesims und drei kleinen stehenden Gaupen. Das Wohnhaus ist Teil der die Wolkensteiner Straße prägenden Bebauung, die vorwiegend im 18. Jh. nach dem Stadtbrand (1731) entstanden ist. Es besitzt sowohl baugeschichtliche als auch städtebauliche Bedeutung. | 09228918                       |
|                                         | Wohnhaus mit Laden, in geschlossener Bebauung                                          | Wolkensteiner Straße 31 (Karte)                             | | | 09228557                       |
| Direkt Bild zu diesem Denkmal hochladen | Wohnhaus in Ecklage und halboffener Bebauung                                           | Wolkensteiner Straße 32 (Karte)                             | Nach 1731                                                                                               | Mit Laden, baugeschichtliche und städtebauliche Bedeutung, seit 2019 zugehörig zur Kernzone des UNESCO-Welterbes Montanregion Erzgebirge/Krušnohoří. Zweigeschossiges, im 18. Jahrhundert entstandenes Wohnhaus mit verputzter Fassade in Ecklage und halboffener Bebauung. Das im Vergleich zum Straßenniveau höher liegende Erdgeschoss beherbergt zwei nachträglich eingerichtete Läden: deren Zugänge weit in die Fassade eingezogen mit vorgelagerten Treppen; seitlich davon die Schaufenster mit unterschiedlichen Formaten. Eine weitere Eingangstür auf der Giebelseite. Alle Öffnungen einschließlich der Fenster des Obergeschosses mit profilierter Rahmung; dort zudem kräftige Sohlbänke und gerade Verdachungen, die auf eine bauliche Überformung der Fassade in der zweiten Hälfte des 19. Jahrhunderts verweisen. Das hohe, schiefergedeckte Walmdach mit profiliertem Traufgesims; Dachhäuschen (1880) und stehende Gaupen. Es handelt sich um ein Wohnhaus, in das im 19. Jahrhundert eine Schmiede auf der rechten Erdgeschoss-Seite integriert war, die durch ein großes Tor erschlossen wurde. 1926 wurde im Bereich der ehemaligen Schmiede ein Laden eingerichtet und die Fassade dafür entsprechend verändert. Das Wohnhaus ist Teil der die Wolkensteiner Straße prägenden Bebauung, die vorwiegend im 18. Jahrhundert nach dem Stadtbrand (1731) entstanden ist. Es besitzt sowohl baugeschichtliche als auch städtebauliche Bedeutung. | 09305091                       |
|                                         | Wohnhaus in halboffener Bebauung                                                       | Wolkensteiner Straße 33 (Karte)                             | bez. 1733, Kern wohl älter                                                                              | baugeschichtliche und städtebauliche Bedeutung. Zweigeschossiges, im 18. Jh. entstandenes Wohnhaus mit sechs Achsen in Ecklage und halboffener Bebauung. Auf der rechten Seite überspannen drei Schwibbögen (siehe Objekt-Nummer 09228554) die Hopfengasse zum benachbarten Wohngebäude. Der Hauseingang leicht außermittig mit einem segmentbogigen Sandsteinportal und betontem Scheitelstein, die Tür zweiflügelig mit Oberlicht. Ebenfalls aus Naturstein die Gewände der beiden rechten Erdgeschoss-Fenster, bei allen anderen diese wohl aufgeputzt. Alle Fenster mit T-Sprossung. Die verputzte Fassade ohne Baudekor. Das hohe, abgewalmte Satteldach mit Schieferdeckung und kleinen stehenden Gaupen in zwei Reihen. Das schlichte, aber ausgewogen proportionierte Wohnhaus ist Teil der die Wolkensteiner Straße prägenden Bebauung, die vorwiegend im 18. Jh. nach dem Stadtbrand (1731) entstanden ist. Es besitzt sowohl baugeschichtliche als auch städtebauliche Bedeutung. | 09228555                       |
| Direkt Bild zu diesem Denkmal hochladen | Mietshaus in geschlossener Bebauung                                                    | Wolkensteiner Straße 34 (Karte)                             | 1912–1913                                                                                               | Reste der ursprünglichen Innenausstattung, Reformstil-Architektur, baugeschichtliche und städtebauliche Bedeutung. Viergeschossiges, massives Mietshaus mit nachhistoristischer Fassade in geschlossener Bebauung. Der Hauseingang in der Mittelachse mit wuchtigem Portal, über der Verdachung von dessen Gebälk ein separates rechteckiges Oberlicht und seitliches Stuckdekor. Rechts davon ein Laden mit Schaufenster und schmalem Zugang, der nachträglich eingebaut erscheint, die Gestaltung hier urspr. vermutlich wie auf der linken Gebäudeseite mit einem gekoppelten Fensterpaar. Die Obergeschosse des verputzten Gebäudes werden durch die Ausbildung flacher, runder Erker in den äußeren Achsen charakterisiert. Die beiden Mittelachsen mit Lisenen eingefasst. Strukturiert und akzentuiert wird die Ansicht durch schmale Putzbänder und wenig Stuckdekor. Das steile schiefergedeckte Satteldach mit vier stehenden Gaupen zur Wohnnutzung ausgebaut. Im Inneren sind Reste der urspr. Ausstattung wie Lampen, Geländer, Fliesen, Türen und in einer Wohnung ein Kachelofen erhalten. Dieses 1912/13 errichtete Mietshaus gehört zu den wenigen großen Gebäuden an der von Bebauung des 18. Jh. geprägten Wolkensteiner Straße und besitzt baugeschichtliche und städtebauliche Bedeutung. | 09228917                       |
| Direkt Bild zu diesem Denkmal hochladen | Wohnhaus bzw. Bürgerhaus mit modernem Ladeneinbau, in halboffener Bebauung             | Wolkensteiner Straße 35 (Karte)                             | 18. Jh., Kern wohl älter                                                                                | mit modernem Ladeneinbau, baugeschichtliche und städtebauliche Bedeutung. Zweigeschossiges, im 18. Jh. entstandenes Wohnhaus in Ecklage und halboffener Bebauung. Auf der linken Seite überspannen drei Schwibbögen (siehe Objekt-Nummer 09228554) die Hopfengasse zum benachbarten Wohngebäude. Das Erdgeschoss mit modernem Ladeneinbau besitzt zwei Zugänge und vier Schaufenster in der 6-achsigen Fassade. Alle Öffnungen, einschließlich der im Obergeschoss, mit farbig abgesetzter Rahmung in der glatt verputzten Fassade. Das hohe, abgewalmte Satteldach mit Schieferdeckung, profiliertem Traufgesims, Dachhäuschen mit Doppelfenstern und kleinen stehenden Gaupen in einer zweiten Reihe. Dieses Wohnhaus ist Teil der die Wolkensteiner Straße prägenden Bebauung, die vorwiegend im 18. Jh. nach dem Stadtbrand (1731) entstanden ist. Es besitzt sowohl baugeschichtliche als auch städtebauliche Bedeutung. | 09228553                       |
| Direkt Bild zu diesem Denkmal hochladen | Wohnhaus in geschlossener Bebauung                                                     | Wolkensteiner Straße 36 (Karte)                             | Nach 1731                                                                                               | Reste eines klassizistischen Türstocks, Kreuzgewölbe im Innern, baugeschichtliche und städtebauliche Bedeutung. Zweigeschossiges, im 18. Jh. entstandenes Wohnhaus mit sieben Achsen in geschlossener Bebauung. Durch das im Vergleich zum Straßenniveau hoch liegende Erdgeschoss besitzt der mittige, eingezogene Hauszugang eine vorgelagerte Treppe in einer hohen Türöffnung, diese mit einem schlichten Türstock mit flachem, klassizistischen Dreieckgiebel, was auf eine bauliche Veränderung im frühen 19. Jh. hindeutet. Türsturz und Fensterstürze des Erdgeschosses in einer Höhe. Die Fenster des unsanierten Hauses als Schutzmaßnahme weitgehend vermauert, ihre Rahmungen sind farbig zur verputzten Hausfassade abgesetzt. Das mit Bitumenbahnen gedeckte Dach mit unproportionalem Ausbau. Dieses Wohnhaus ist Teil der die Wolkensteiner Straße prägenden Bebauung, die vorwiegend im 18. Jh. nach dem Stadtbrand (1731) entstanden ist. Es besitzt sowohl baugeschichtliche als auch städtebauliche Bedeutung. | 09228916                       |
|                                         | Wohnhaus bzw. Bürgerhaus mit Laden, in geschlossener Bebauung                          | Wolkensteiner Straße 37 (Karte)                             | Anfang 19. Jahrhundert                                                                                  | mit Laden, baugeschichtliche und städtebauliche Bedeutung. Schmales, zweigeschossiges, vermutlich nach 1800 entstandenes Wohnhaus mit vier Achsen in geschlossener Bebauung. Gebäude mit symmetrischem Fassadenaufbau: im Erdgeschoss drei große segmentbogige Öffnungen mit profilierten Gewänden, davon die mittlere als Zugang, die beiden anderen als Schaufenster des Ladens. Die Fenster im Obergeschoss (Wohnnutzung) rechteckig mit glatten Gewänden und Kreuzstockteilung, die Fassade verputzt. Charakteristisches Merkmal dieses Wohnhauses ist die Ausbildung eines Zwerchhauses oberhalb der mittleren beiden Achsen mit Doppelfenster und hohem Dreieckgiebel mit Okulus. Das Satteldach ist schiefergedeckt. Dieses Wohnhaus mit seinem prägnanten klassizistischen Dachaufbau besitzt sowohl baugeschichtliche als auch städtebauliche Bedeutung. | 09228552                       |
| Direkt Bild zu diesem Denkmal hochladen | Wohnhaus in halboffener Bebauung                                                       | Wolkensteiner Straße 38 (Karte)                             | 18. Jh.                                                                                                 | Kreuzgewölbe, baugeschichtliche und städtebauliche Bedeutung. Zweigeschossiges, im 18. Jh. entstandenes Wohnhaus mit sieben Achsen in halboffener Bebauung. Im Vergleich zum Straßenniveau hoch liegendes Erdgeschoss, damit der mittige, eingezogene Hauszugang mit vorgelagerter Treppe, schlichter segmentbogiger Türstock mit betontem Scheitelstein. Das Erdgeschoss mit gewerblicher Nutzung, im Obergeschoss Wohnen. Die Fassade verputzt mit rechteckigen Fensteröffnungen und farbig abgesetzten Rahmungen, die Fenster nicht denkmalgerecht. Abgewalmtes Satteldach mit profiliertem Traufgesims, Schieferdeckung und drei stehenden Gaupen. Im Innern wohl Kreuzgewölbe erhalten. Dieses Wohnhaus bildete unmittelbar vor der Stadtmauer rechtsseitig den Abschluss der Wolkensteiner Straße, deren Bebauung vorwiegend im 18. Jh. nach dem Stadtbrand (1731) entstanden ist. Es besitzt sowohl baugeschichtliche als auch städtebauliche Bedeutung. | 09228915                       |
|                                         | Wohnhaus bzw. Bürgerhaus in geschlossener Bebauung                                     | Wolkensteiner Straße 39 (Karte)                             | bez. 1734                                                                                               | baugeschichtliche und städtebauliche Bedeutung. Zweigeschossiges, 1734 (bezeichnet im Scheitelstein) entstandenes Wohnhaus mit sechs Achsen in geschlossener Bebauung. Im Erdgeschoss großes Tor auf der linken Seite mit Segmentbogenöffnung und betontem Scheitelstein, eine schlichte Türöffnung in der rechten Achse. Die drei Fenster des Erdgeschosses sowie die des Obergeschosses alle mit glatten Gewänden und Kreuzstockteilung. Die Fassade glatt verputzt, ohne Baudekor. Steiles, schiefergedecktes Satteldach mit profiliertem Traufgesims und stehenden Gaupen in zwei Reihen. Nach einer Verwahrlosung im ersten Viertel des 20. Jh. wurde das Gebäude 1942 zwangsversteigert und umfassend ausgebaut. Dabei wurde nicht nur die Fassade verändert (Tor und Tür aus dieser Zeit), sondern auch im Inneren fand ein nahezu kompletter Neubau (alle Innenwände, Treppenhaus, Decken und Dachdeckung) statt, wobei das Erdgeschoss als Lager für Lebensmittel diente, wofür auch das Tor eingebaut wurde. Trotz der umfassenden baulichen Veränderungen gehört das Gebäude zu der die Wolkensteiner Straße prägenden Bebauung, die vorwiegend im 18. Jh. nach dem Stadtbrand (1731) entstanden ist. Es besitzt baugeschichtliche und städtebauliche Bedeutung. | 09228551                       |
| Direkt Bild zu diesem Denkmal hochladen | Wohnhaus in geschlossener Bebauung                                                     | Wolkensteiner Straße 45 (Karte)                             | 1. Hälfte 19. Jahrhundert                                                                               | | 09228550                       |
|                                         | Wohnhaus in geschlossener Bebauung                                                     | Wolkensteiner Straße 49 (Karte)                             | im Kern 18. Jh.                                                                                         | mit Laden, baugeschichtliche und städtebauliche Bedeutung. Schmales, zweigeschossiges, im 18. Jh. entstandenes Wohnhaus mit vier Achsen in geschlossener Bebauung. Der Hauseingang auf der rechten Seite des niedrigen Erdgeschoss, links davon Schaufenster und Zugang zum Ende 19./ Anfang 20. Jh. eingebauten Laden. Die Fassade verputzt, die vier Fenster des Obergeschosses mit Kreuzstockteilung und schmalen, farbig abgesetzten Rahmungen. Das steile schiefergedeckte Satteldach mit zwei Dachhäuschen und Doppelfenstern, eine stehende Gaupe in der zweiten Reihe. Dieses bis auf den Ladeneinbau wenig veränderte Wohnhaus ist Teil der die Wolkensteiner Straße prägenden Bebauung, die vorwiegend im 18. Jh. nach dem Stadtbrand (1731) entstanden ist. Es besitzt sowohl baugeschichtliche als auch städtebauliche Bedeutung. | 09228549                       |
|                                         | Wohnhaus in geschlossener Bebauung                                                     | Wolkensteiner Straße 51 (Karte)                             | 1. Hälfte 18. Jahrhundert, evtl. älter                                                                  | mit Laden, baugeschichtliche und städtebauliche Bedeutung. Zweigeschossiges, im 18. Jh. auf schmaler Parzelle entstandenes Wohnhaus mit drei Achsen in geschlossener Bebauung. Der Hauseingang auf der linken Seite des Erdgeschoss, rechts davon Zugang und Schaufenster zum nachträglich eingebauten Laden. Die Fassade verputzt, die drei Fenster des Obergeschosses mit Kreuzstockteilung und schmalen, farbig abgesetzten Rahmungen. Das steile schiefergedeckte Satteldach mit profiliertem Traufgesims besitzt eine für Annaberg eher untypische spätere Schleppgaupe mit drei Fenstern sowie eine stehende Gaupe in der zweiten Reihe. Dieses mit seinen drei Achsen schmalste Wohnhaus dieser Straße ist Teil der die Wolkensteiner Straße prägenden Bebauung, die vorwiegend im 18. Jh. nach dem Stadtbrand (1731) entstanden ist. Es besitzt sowohl baugeschichtliche als auch städtebauliche Bedeutung. | 09228548                       |
|                                         | Wohnhaus bzw. Bürgerhaus mit Anbau, in halboffener Bebauung                            | Wolkensteiner Straße 53 (Karte)                             | 2. Hälfte 18. Jahrhundert/1. Hälfte 19. Jahrhundert                                                     | baugeschichtliche und städtebauliche Bedeutung. Zweigeschossiges, 2. Hälfte 18. Jh./1. Hälfte 19. Jh. entstandenes Wohnhaus mit sieben Achsen in halboffener Bebauung. Der Haupteingang in der Mittelachse mit schlichtem, segmentbogigen Türstock und betontem Scheitelstein. Durch die gewerbliche Nutzung des Erdgeschosses ist der Hauszugang heute ganz links. Die Fassade verputzt mit rechteckigen Fensteröffnungen und farbig abgesetzten Rahmungen, die Fenster im Obergeschoss mit Kreuzstockteilung. Die Fensteröffnungen des Erdgeschosses in ihrer Größe kaum verändert, Fenster jedoch nicht denkmalgerecht. Hohes, abgewalmtes Satteldach mit profiliertem Traufgesims, Schieferdeckung und kleinen stehenden Gaupen in zwei Reihen. Zum Gebäude gehört ein langgestreckter, zweigeschossiger Anbau mit Satteldach. Dieser vermutlich als Gasthaussaal ergänzt mit hohen, spitzbogigen Fenstern im unteren Geschoss. Dieses Wohnhaus bildete unmittelbar vor der Stadtmauer linksseitig den Abschluss der Wolkensteiner Straße, deren Bebauung vorwiegend im 18. Jh. nach dem Stadtbrand (1731) entstanden ist. Es besitzt sowohl baugeschichtliche als auch städtebauliche Bedeutung. | 09228547                       |
| Direkt Bild zu diesem Denkmal hochladen | Doppelmietshaus in offener Bebauung                                                    | Zeppelinstraße 2, 4 (Karte)                                 | 1914–1915                                                                                               | Baugeschichtliche Bedeutung. Dreigeschossiges, massives Doppelmietshaus von 1914/15 (Bauherr: Georg Roch, Architekt: Kurt Franke, Chemnitz) mit langgestreckter markanter Fassade und ausgebautem Mansardgeschoss in offener Bebauung. Geprägt wird die Ansicht dieses Gebäudes durch die wechselnde Ausbildung von Erkern und Balkonen als breite Segmentbögen. Diese werden durch Wandpfeiler optisch gestützt, die vom hohen Bruchsteinsockel über das Erdgeschoss bis an die auskragenden Bauteile reichen; dort mit kantigen Konsolen. Die Fassade verputzt; mit unterschiedlicher Farbgebung bestimmter Architekturteile. Die Gebäudeecke zur Straße ist gerundet; hier unterhalb der Fenster Dekor aus geometrischen Formen. Die beiden Eingänge zu den hoch liegenden Erdgeschossen jeweils mit Rundbogennischen, tief eingezogen mit vorgelagerten Treppen; die originalen, einflügeligen Haustüren mit Verglasung erhalten. Die Fenster rechteckig, in der Regel mit T-Sprossung. Im Dachgeschoss sind die durch die Erker vorgegebenen Achsen betont: mittig die verputzte Fassade nach oben fortgesetzt und mit einem kuppelartigen Dach versehen; die beiden äußeren Erker zwerchhausartig verlängert mit Dreieckgiebel und Schieferverkleidung. Dieses Doppelmietshaus mit großem Bauvolumen besaß urspr. 16 Wohnungen, denen eine entsprechende Zahl von Gärten, ein Bleich- sowie ein Spielplatz im rückwärtigen Bereich zugeordnet waren. Dieses Mietshaus im Reformstil hat nicht nur eine für Annaberg ungewöhnliche Gestaltung, sondern mit dem Beginn des Ersten Weltkrieges auch eine seltene Entstehungszeit und damit besondere baugeschichtliche Relevanz. | 09305092                       |
| Direkt Bild zu diesem Denkmal hochladen | Mietvilla                                                                              | Zick-Zack-Promenade 1 (Karte)                               | Bezeichnet mit 1904                                                                                     | baugeschichtliche Bedeutung. Zweigeschossige, massive Mietvilla (bezeichnet 1904) mit Teilen der originalen Einfriedung (bspw. Pfeiler der Toranlage, anschließende Mauer). Der Standort des Gebäudes unterhalb der ehem. Stadtmauer am Hang des Sehmatales, in der Grünzone der Zick-Zack-Promenade ist einzigartig. Die Fassade mit gelber Klinkerverkleidung, kontrastreich dazu roter Klinker an den Gebäudeecken sowie Sandstein als schmuckvolles Baudekor (Fenstergewände und Bekrönungen). Der Zugang mit rundbogigem Oberlicht auf der Nordseite mit einem offenen Vorbau geschützt, Fenster mit T-Sprossung. Im Giebelbereich großer Dachüberstand und Zierfachwerk. Das Anfang des 20. Jh. entstandene, freistehende Mietshaus besitzt eine qualitätvolle Jugendstilgestaltung mit Tendenzen des Heimatschutzstils und ist baugeschichtlich von Interesse. | 09228777                       |
| Direkt Bild zu diesem Denkmal hochladen | Villa (heute Kindergarten)                                                             | Zick-Zack-Promenade 2 (Karte)                               | 1924 | baugeschichtliche und politikgeschichtliche Bedeutung. Zweigeschossige, massive Villa im Bereich des ehemaligen Stadtmauerverlaufes. Sie wurde 1924 für den Fabrikbesitzer Bernhard Schönfelder nach Plänen Alfred Keilhaus als Einfamilienhaus errichtet. Es folgt in seiner Gestaltung sowohl dem zeitgenössischen Expressionismus als auch dem Heimatstil und weist auch neoklassizistische Elemente auf. Der Baukörper auf rechteckigem Grundriss besitzt einige markante Vor- und Rücksprünge: Der Eingang mit einer Freitreppe, ein aus der Fassadenflucht vorgezogenes Treppenhaus, das mit drei kleinen und drei hohen Farbglasfenstern sowie dem Dreieckgiebel die Nordfassade bestimmt. Nach Süden – zum terrassierten Garten – ein runder, verandenartiger Anbau mit Kegeldach. Oberhalb eines hohen Bruchsteinsockels ist die Fassade der Villa verputzt, die Fenster mit T-Sprossung, tlw. sind noch Fensterläden erhalten, die in den Bauunterlagen die Ansichten prägten. Das Dach als Satteldach mit Schiefereindeckung. Die Giebeldreiecke mit Holzschindelverkleidung, in den Giebelspitzen nach Osten und Westen dreieckige Dachfenster. | 09228806                       |
| Weitere Bilder                          | Ehemalige Schuffenhauer-Villa                                                          | Zick-Zack-Promenade 3 (Karte)                               | bez. 1903                                                                                               | baugeschichtliche Bedeutung. Repräsentative, dreigeschossige Mietvilla (bezeichnet 1903, entworfen von O. Pfau für den Kaufmann Friedrich Schuffenhauer) in offener Bebauung im Bereich des ehemaligen Stadtmauerverlaufes. Ein hohes Sockelgeschoss mit Sandsteinquaderverkleidung, anschließend zwei Wohnetagen mit orangem Klinker. Kontrastreich dazu Sandstein als Baudekor (Fenstergewände und Bekrönungen, Reliefs, Sohlbänke, Balustraden etc.) sowie als Material des mittigen, üppig verzierten Erkers, der zwerchhausartig mit Giebelbekrönung im Dachgeschoss fortgesetzt wird. Alle Gebäudekanten sind durch glasierte Klinkersteine hervorgehoben. Der Zugang seitlich mit einer von einer Säule gestützten, offenen Vorhalle, auf der anderen Gebäudeseite oberhalb des Sockelgeschosses holzverkleidete Veranden. Diese waren ursprünglich offen und feingliedrig gestaltet. Das Traufgesims profiliert und mit Zierkonsolen dekoriert. Das schiefergedeckte Mansarddach ist zur Wohnnutzung ausgebaut mit schmuckvollen Gaupen. Das Grundstück besitzt mit den Torpfeilern Reste der urspr. Einfriedung, die Zaunfelder sind nach altem Muster neu gefertigt. Diese Mietvilla weist eine für die Zeit um 1900 typische, dekorative Gestaltung zwischen Historismus und Jugendstil jedoch in großer Qualität auf und ist baugeschichtlich von Bedeutung. Zwischenzeitlich diente das Gebäude als Schulhort. | 09228805                       |
| Direkt Bild zu diesem Denkmal hochladen | Villa im Schweizerstil                                                                 | Zick-Zack-Promenade 6 (Karte)                               | 1876 | im Schweizerstil, baugeschichtliche Bedeutung. Zweigeschossige, im Kern bereits 1876 entstandene Villa von Ernst Siegel im Bereich des ehemaligen Stadtmauerverlaufes. Charakteristisches Kennzeichen des Gebäudes ist die Gestaltung im Schweizerstil, die sich durch dekorative Brettschnitzerei an Traufe, Ortgang und Giebeldreieck sowie auch am Dach des zweiachsigen Mittelrisalits und an den Dächern der stehenden Gaupen auszeichnet. Obergeschoss und Giebel mit Holzverkleidung (seit 1934), während das Erdgeschoss verputzt ist. Hier historisch unpassende Lüftelmalerei, aber schöne historistische Haustür, die Fenster rechteckig mit T-Sprossung. Der hier zur Anwendung gekommene Schweizerstil ist ein Teil des Historismus, der in Deutschland bis in die 1920er Jahre umgesetzt wurde, von dem in Annaberg-Buchholz aber nur wenige Beispiele erhalten sind (vergleiche Paulus-Jenisius-Straße 8 sowie Hotel Waldschlösschen). Damit besitzt die Villa baugeschichtliche Bedeutung. | 09228888                       |
|                                         | Adventgemeinde                                                                         | Zick-Zack-Promenade 8 (Karte)                               | 18. Jh.                                                                                                 | ehemaliges Baubegnadigungshaus, baugeschichtliche, ortsgeschichtlichem sowie städtebauliche Bedeutung. Barockes zweigeschossiges Gebäude mit sechs Achsen in halboffener Bebauung. Der Zugang zu diesem ehemaligen Bürgerhaus außermittig, mit breitem, segmentbogigen Türstock und betontem Scheitelstein. Die Fassade verputzt mit farbig abgesetzter Rahmung der Fenster, diese rechteckig mit sechsteiliger Gliederung. Dominiert wird das Haus von seinem hohen, schiefergedeckten Mansarddach mit Krüppelwalm und wenigen Gaupen. In unmittelbarer Nachbarschaft zur früheren Stadtmauer handelte es sich einst um ein Wohnhaus mit Stall und großer, rückwärtiger Scheune. Aus den 1980er Jahren liegen zahlreiche Bauunterlagen vor, die schließlich in der Einrichtung des Gotteshauses der Gemeinschaft der Siebenten-Tags-Adventisten mündete. Es wurde sowohl ein Gottesdienstraum als auch ein Saal eingerichtet. Das im 18. Jh. errichtete Bürgerhaus mit seinem großen Volumen ist von bau- und ortsgeschichtlichem sowie von städtebaulichem Interesse. | 09228886                       |
|                                         | Riesenburg                                                                             | Zur Riesenburg 20 (Karte)                                   | | | 09229973                       |